# Antigo Egito
O Antigo Egito foi uma civilização do Antigo Oriente Próximo do Norte de África, concentrada ao longo ao curso inferior do rio Nilo, no que é hoje o país moderno do Egito. Era parte de um complexo de civilizações, as civilizações do vale do Nilo, do qual também faziam parte as regiões ao sul do Egito, atualmente no Sudão, Eritreia, Etiópia e Somália. Tinha como fronteiras o mar Mediterrâneo, a norte, o Deserto da Líbia, a oeste, o Deserto Oriental Africano a leste e a primeira catarata do Nilo a sul. Foi umas das primeiras grandes civilizações da Antiguidade e manteve durante sua existência uma continuidade nas suas formas políticas, artísticas, literárias e religiosas, explicável em parte devido aos condicionalismos geográficos, embora as influências culturais e contactos com o estrangeiro tenham sido também uma realidade.
A civilização egípcia se aglutinou em torno de 3 100 a.C. com a unificação política do Alto e Baixo Egito, sob o primeiro faraó (Narmer), e se desenvolveu nos três milênios seguintes. Desenvolveu-se historicamente em três grandes reinos marcados pela estabilidade política, prosperidade económica e florescimento artístico, separados por períodos de relativa instabilidade conhecidos como Períodos Intermédios. Atingiu seu auge no Império Novo (ca.  1550–1069 a.C.), uma era cosmopolita na qual, graças às campanhas militares do faraó Tutemés III, o Egito dominou uma área que se estendia desde a Núbia, entre a quarta e quinta cataratas do Nilo, até o rio Eufrates, tendo entrado num lento declínio depois disso. O Egito foi dominado por uma sucessão de potências estrangeiras neste período final. O governo dos faraós terminou oficialmente em 30 a.C., quando o Egito caiu sob o domínio do Império Romano e se tornou uma província, após a derrota da faraó Cleópatra (r. 51–30 a.C.) na Batalha de Alexandria.
O sucesso egípcio deve-se em parte à sua capacidade de se adaptar às condições do vale do Nilo. A inundação previsível e a irrigação controlada do vale fértil produziam colheitas excedentárias, o que alimentou o desenvolvimento social e cultural. Com recursos excedentários, o governo patrocinou a exploração mineral do vale e regiões do deserto ao redor, o desenvolvimento de um sistema de escrita, a organização de construções coletivas e projetos de agricultura, comércio com vizinhos e guerras para derrotar inimigos estrangeiros e afirmar o domínio egípcio. Motivar e organizar estas atividades foi uma tarefa burocrática dos escribas de elite, dos líderes religiosos, e dos administradores sob o controle de um faraó que garantiu a cooperação e a unidade do povo egípcio, no âmbito de um elaborado sistema de crenças religiosas.
As muitas realizações dos antigos egípcios incluem o desenvolvimento de técnicas de extração mineira, topografia e construção que permitiram a edificação de monumentais pirâmides, templos e obeliscos; um sistema de matemática, um sistema prático e eficaz de medicina, sistemas de irrigação e técnicas de produção agrícola, os primeiros navios conhecidos, faiança e tecnologia com vidro, novas formas de literatura e o mais antigo tratado de paz conhecido, o chamado Tratado de Cadexe. O Egito deixou um legado duradouro. Sua arte e arquitetura foram muito copiadas e suas antiguidades levadas a várias partes do globo. Suas ruínas monumentais inspiraram a imaginação de viajantes e escritores por séculos e o fascínio por antiguidades e escavações no início do Idade Contemporânea esteve na origem da investigação científica desta civilização e levou à maior valorização do seu legado cultural.

## Etimologia
Os egípcios usaram vários nomes para se referirem à sua terra. O mais comum era Quemete (Kṃt), "Terra Negra" ou "Terra Fértil", que se aplicava especificamente ao território nas margens do Nilo e que aludia à terra negra trazida pelo rio todo ano. Dexerete (dšṛt), "Terra Vermelha", referia-se aos desertos que circundavam o Nilo, onde os egípcios só iam para enterrar os seus mortos ou para explorarem pedras e metais preciosos. Também chamavam-no Taui ("as Duas Terras", ou seja, Alto e Baixo Egito), Tameri ("Terra Amada") ou Ta Netjeru ("Terra dos Deuses"). Na Bíblia, é designado Misraim (em hebraico: מִצְרַיִם; romaniz.: Mizraim, literalmente "os dois estreitos" [Alto e Baixo Egito]). A atual palavra Egito deriva do grego Aigyptos (pronunciado Aiguptos), que se acredita derivar por sua vez do egípcio Het-Ka-Ptah, "a mansão da alma de Ptá".
Os habitantes atuais do Egito dão o nome Misr ao país, uma palavra que em árabe pode também significar "país", "fortaleza" ou "acastelado". Segundo a tradição, Misr é o nome usado no Alcorão para designar o Egito, e o termo pode evocar as defesas naturais de que o país sempre dispôs. Outra teoria é que Misr deriva da antiga palavra Mizraim, que por sua vez deriva de md-r ou mdr, usada pelos locais para designar o seu país.

## História
No final do Paleolítico, o clima árido do Norte da África tornou-se cada vez mais quente e seco, forçando as populações da área a se concentrarem junto ao vale do Nilo, cuja fertilidade assegura sustento ao Egito desde o tempo dos caçadores e coletores nômades do Pleistoceno Médio (c. 780-120 mil anos atrás) até hoje. Sua planície fértil deu aos homens a oportunidade de desenvolver uma economia agrícola sedentária e sociedade mais sofisticada e centralizada que tornar-se-ia marco na história da civilização humana.

### Período pré-dinástico (5500–3100 a.C.)

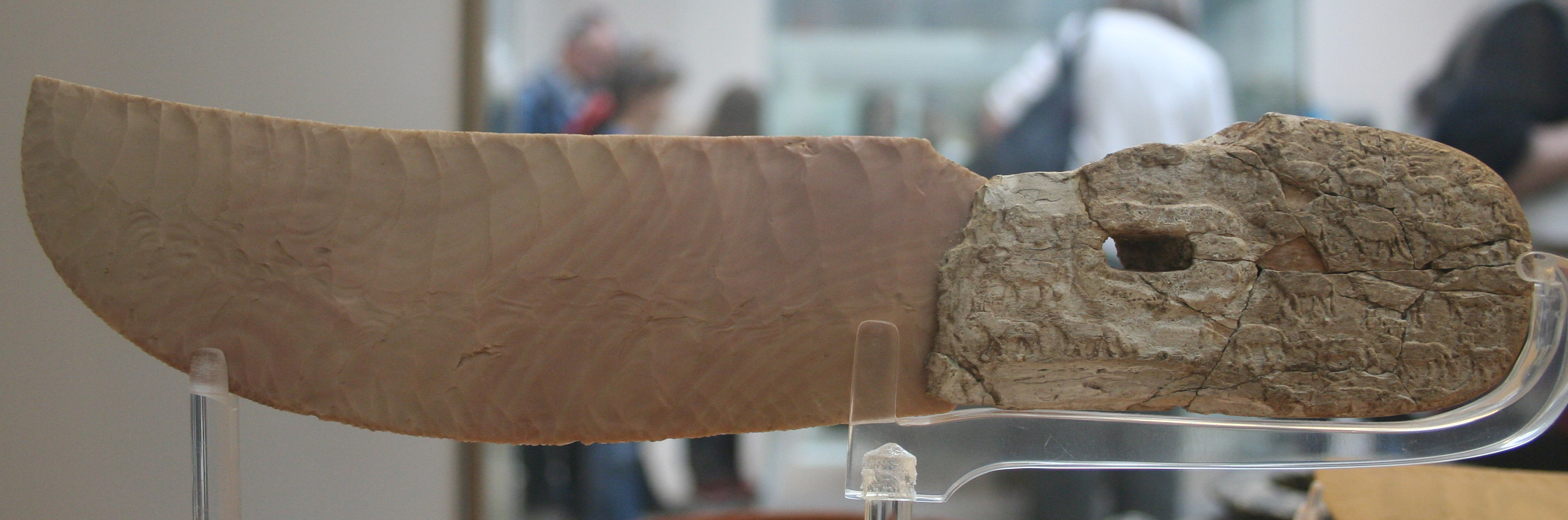
Faca Pitt-Rivers. Museu Britânico, Londres

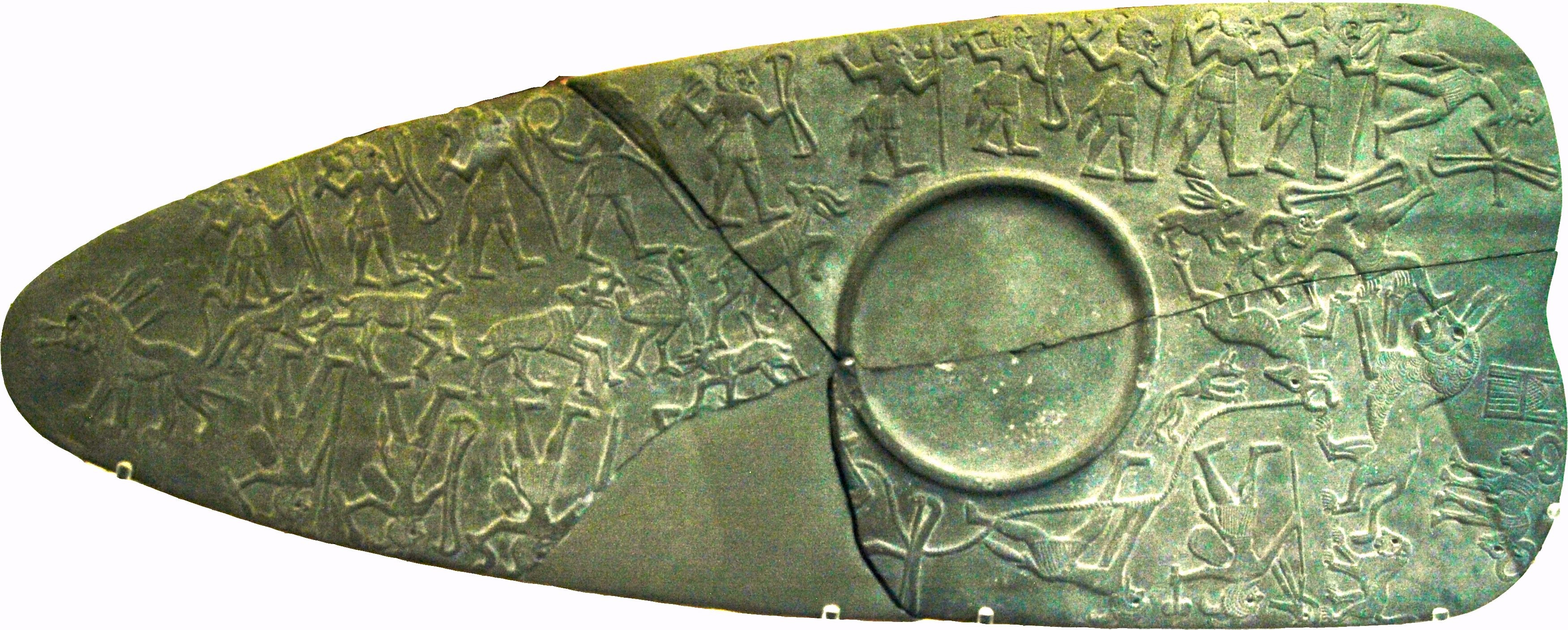
Paleta dos Caçadores, Museu Britânico

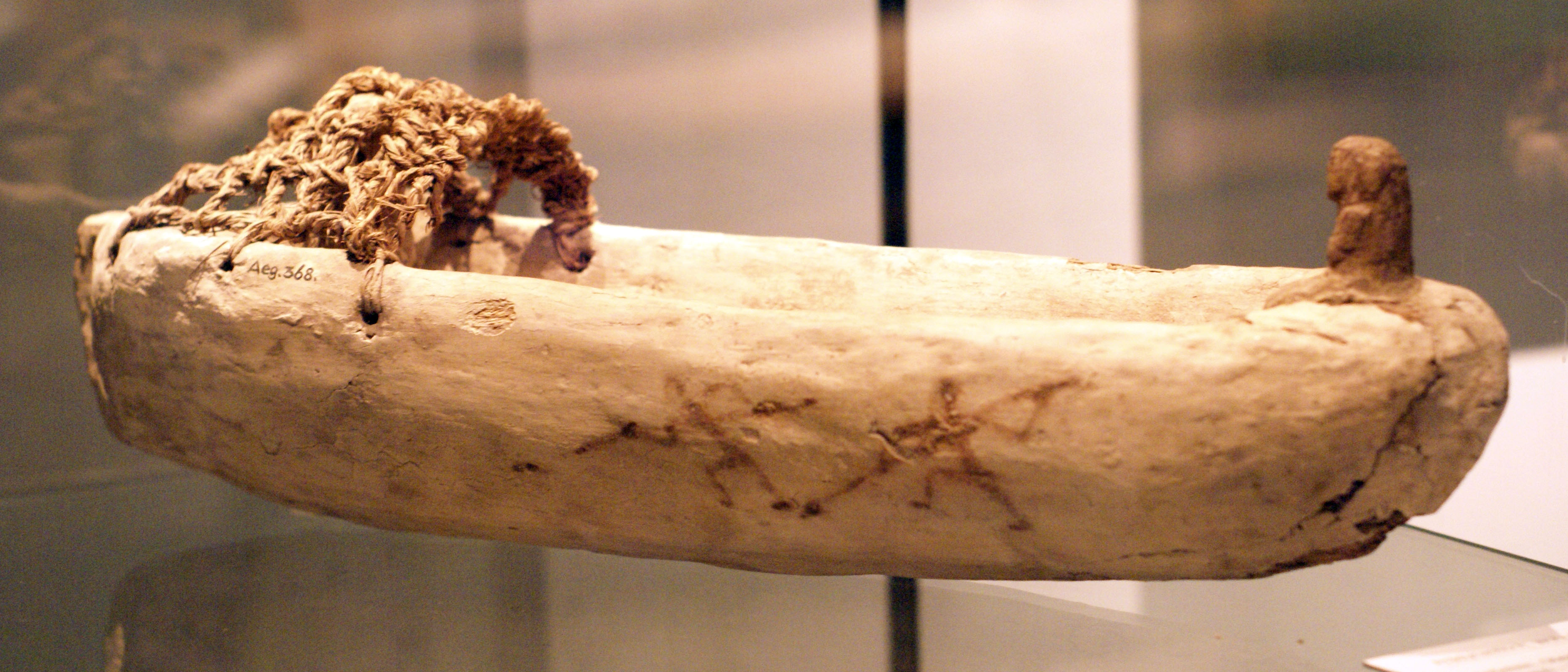
Modelo de barco em argila de Guebeleim; Museu Histórico de Berna, Berna

Nos períodos pré-dinástico e dinástico, o clima do Egito, e do Saara como um todo, sofreu repentinas variações que causaram períodos de extrema seca e desertificação e períodos de clima favorável e úmido: em fases úmidas o Saara era dominado por savana rica em fauna (aves e mamíferos) e flora. A caça era muito importante entre os egípcios, pois fornecia carne. Os primeiros sinais de domesticação animal são do Deserto Ocidental e datam de 8 800–6 800 a.C.: eram criados com base no modelo de pastoreio africano, no qual fornecem leite e sangue, mas não carne. Cerca de 5 500 a.C., pequenos grupos que viviam no vale evoluíram para aglomerados culturais complexos caracterizados por amplo domínio da agricultura (os vestígios mais antigos desta foram achados em Faium), pecuária, manufatura de objetos e cerâmica e um primitivo comércio: Faium (5400–4400 a.C.) desenvolveu pleno domínio em tecelagem; Merinde (5000–4100 a.C.) construiu os primeiros túmulos egípcios conhecidos, situados no interior do sítio, e talvez desenvolveu práticas rituais; Omari (4600–4400 a.C.) fez os mais antigos artefatos em cobre do Egito; e Badari (4400–4000 a.C.) produziu os primeiros exemplos de faiança e vidro à base de esteatita.
Maadi-Buto (3800–3200 a.C.) produziu os primeiros cemitérios bem definidos e intensificou o comércio: importava produtos do Oriente Próximo (madeira de cedro, nódulos de sílex, cerâmica, ferramentas líticas, resinas, óleos, vinho, cobre, basalto), Alto Egito (pentes, cerâmica, marfim, paletas cosméticas, cabeças de clava) e Deserto Oriental (malaquita, manganês, pérolas, conchas, cornalina); e exportava cerâmica, conchas e cereais para o Oriente, cobre, basalto e sílex para o Alto Egito. Sítios como Saís e Buto tornaram-se centros de propagação cultural. Nacada (4000–3000 a.C.) foi caracterizada pelo surgimento de elites regionais mercantis centradas em grandes centros de poder (Nacada, Hieracômpolis, Guebeleim, Abadia, Abidos) que evoluíram para Estados regionais belicosos que disputaram o poder, terras mais férteis e controle das rotas comerciais.  Possivelmente estes Estados delinearam a divisão administrativa egípcia conhecida como nomos. Nos 1 000 anos de existência da cultura, suas cidades variaram em tamanho e poder: em Nacada I (4000–3500 a.C.) a maior era Nacada; em Nacada II (3500–3200 a.C.) era Hieracômpolis; em Nacada III (3200–3000 a.C.) eram Abidos e Tinis. Tinham seus cemitérios, onde as elites eram sepultadas com rico espólio. No fim de Nacada II e em Nacada III há as primeiras evidências de chefes regionais e, depois, os primeiros faraós.

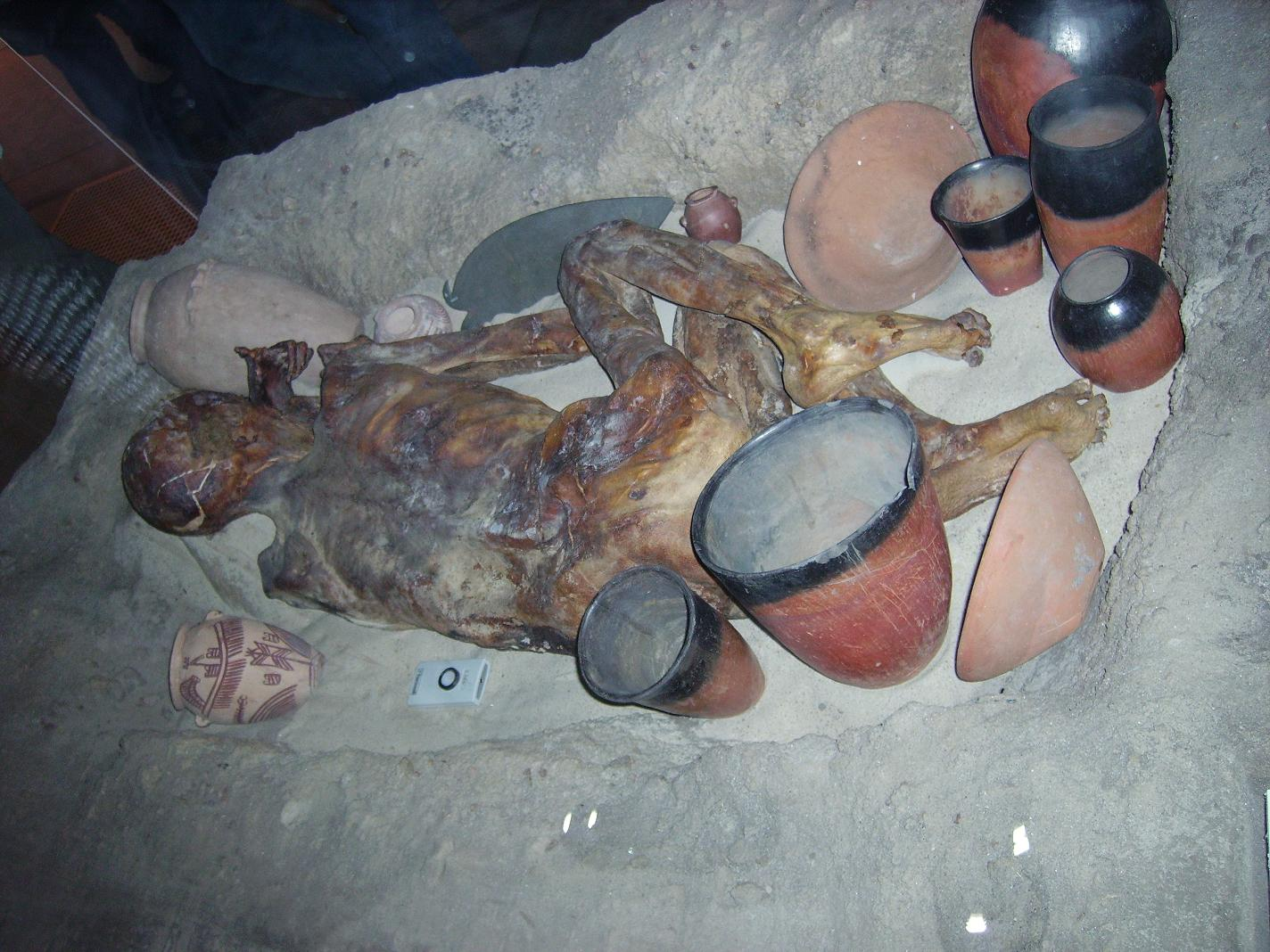
Ginger, uma das múmias de Guebeleim. Museu Britânico

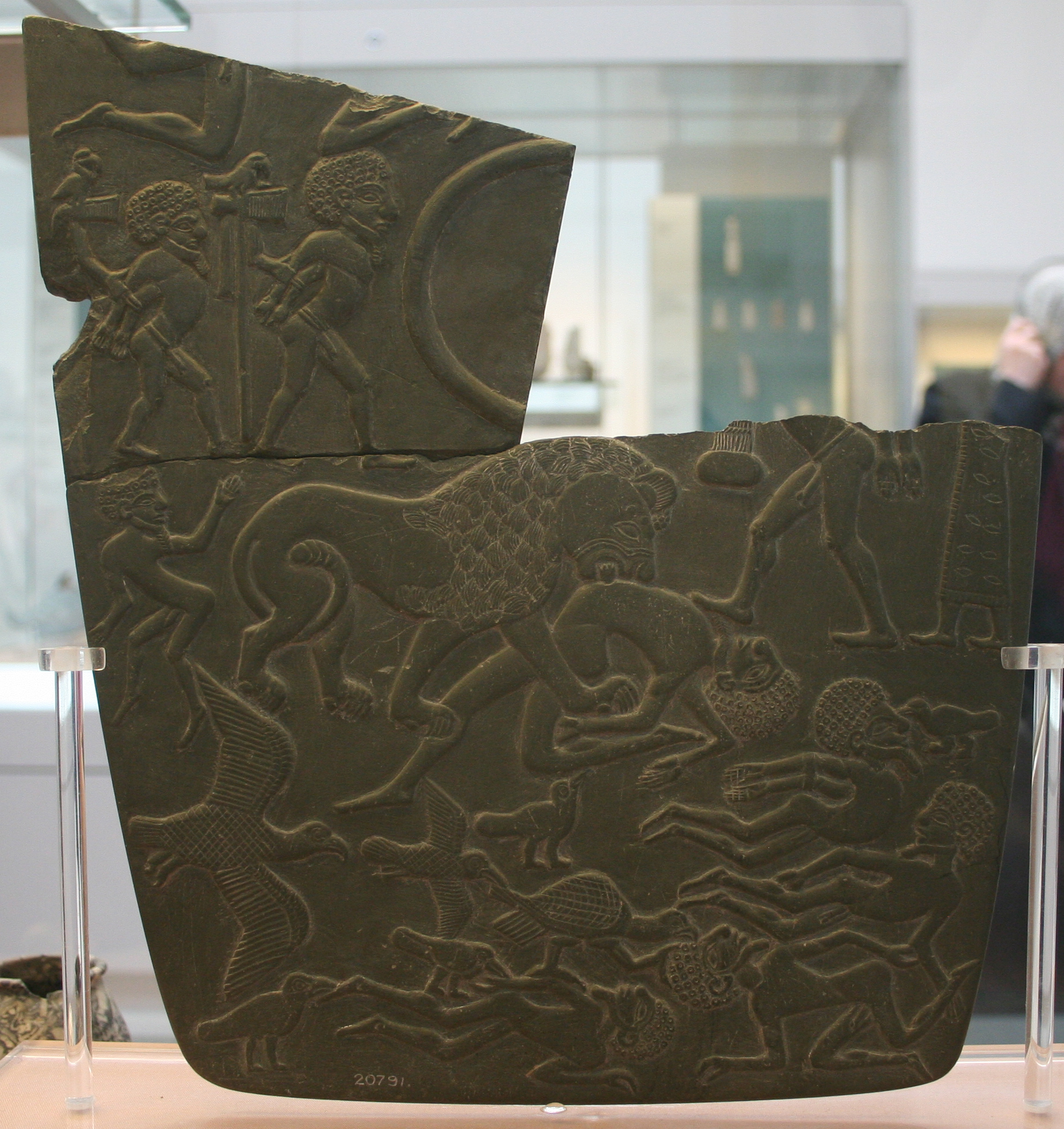
Paleta dos Urubus, Museu Britânico

Nacada fabricou uma gama diversificada de bens materiais, reflexo do crescente poder e riqueza da elite: vasos (em basalto, marfim, cobre, osso e cerâmica), adornos pessoais (em osso, lápis-lazúli, conchas, faiança, madeira, ouro, prata e cobre), paletas antropo e zoomórficas (em grauvaque e ardósia), esteatita vítrea, figurinhas zoo e antropomórficas (em terracota e marfim), cabeças de clava discoides e depois peroides; e esferas de ferro meteorítico, o mais antigo uso de ferro no mundo; em Nacada I, há os primeiros exemplos de habitações feitas com tijolos. Durante Nacada, há transformações socioeconômicas importantes: intensa importação (obsidiana, cobre, vasos, lápis-lazúli, marfim, ébano, incenso, pele de gatos selvagens, óleos, pedras e conchas) e exportação (alabastro, contas de ouro, faiança, lâminas, amuletos de "cabeças bovídeas"); aparecimento de costumes religiosos (uso de estelas e sarcófagos) e alguns deuses do panteão (Hórus, Bate, Seti, Necbete e Mim); os hieróglifos (quiçá com base na escrita mesopotâmica); arte e iconografia, ambas representadas em paletas; acentuada elevação da produção agrícola devido maior número de áreas cultivadas e melhoria das habilidades empregadas. Muitos sítios deltaicos dedicaram-se só ao comércio com o Oriente, enquanto nômades do Deserto Oriental, porventura devido à degradação das condições ambientais locais, foram ativos mediadores do comércio.
Um termo contextual (dinastia 0) é usado para agrupar os reis conhecidos de Nacada IIIb-IIIc, embora não tivessem formado uma dinastia; apesar de não totalmente aceito, o termo dinastia 0 por vezes é usado para distinguir reis atestados entre Nacada IIc-IIIa2. Até Nacada IIIa2, há em Nacada (Cemitério T), Guebeleim, Abidos (Cemitério U), Hieracômpolis (T100 e 11), Custul (L24) e Seiala (137.1) túmulos quiçá atribuíveis a chefes locais que emergiam do seio das famílias da elite. Cerâmicas incisas, paletas (sobretudo a Paleta Líbia) e um grafite nos Colossos de Copto forneceram os nomes de possíveis reis locais que reinaram até a ascensão dos reis tinitas: Órix, Concha, Peixe, Elefante, Touro, Boi I (?) Cegonha, Canídeo, Boi II, Escorpião I, Falcão I, Mim + planta […] Falcão II, Leão, Falcão Duplo (e sereques no Sinai e delta) […] Iri-Hor, Cá, Escorpião II, Narmer; talvez houve dois Touros, o dos colossos (Touro I) e outro da Paleta do Touro (Touro II); Escorpião I, cuja tumba (U-j, Abidos) tinha muitos bens e os primeiros hieróglifos sabidos, foi associado ao grafite de Guebel Tjauti, no deserto entre Abidos e Nacada, que exibe possível vitória sobre outro rei. Há também outros achados com sereques: Hate-Hor (túmulo 1702 em Tarcã), Ni-Hor (Tora e Tarcã), Hedju-Hor (delta Oriental e Tora) e Crocodilo (túmulos 315, 414 e 1549 de Tarcã), que acaso foi usurpador no tempo de Narmer. Alguns dos primeiros faraós tiveram seus jazigos detectados: Iri-Hor (túmulo B1-B2, Abidos), Cá (túmulo B7-B9, Abidos), Escorpião II (quem sabe 4.ª camada do túmulo B50 em Abidos ou túmulo 1 do local 6 em Hieracômpolis) e Narmer (túmulo B17-B18, Abidos).

### Época Tinita (3100–2686 a.C.)

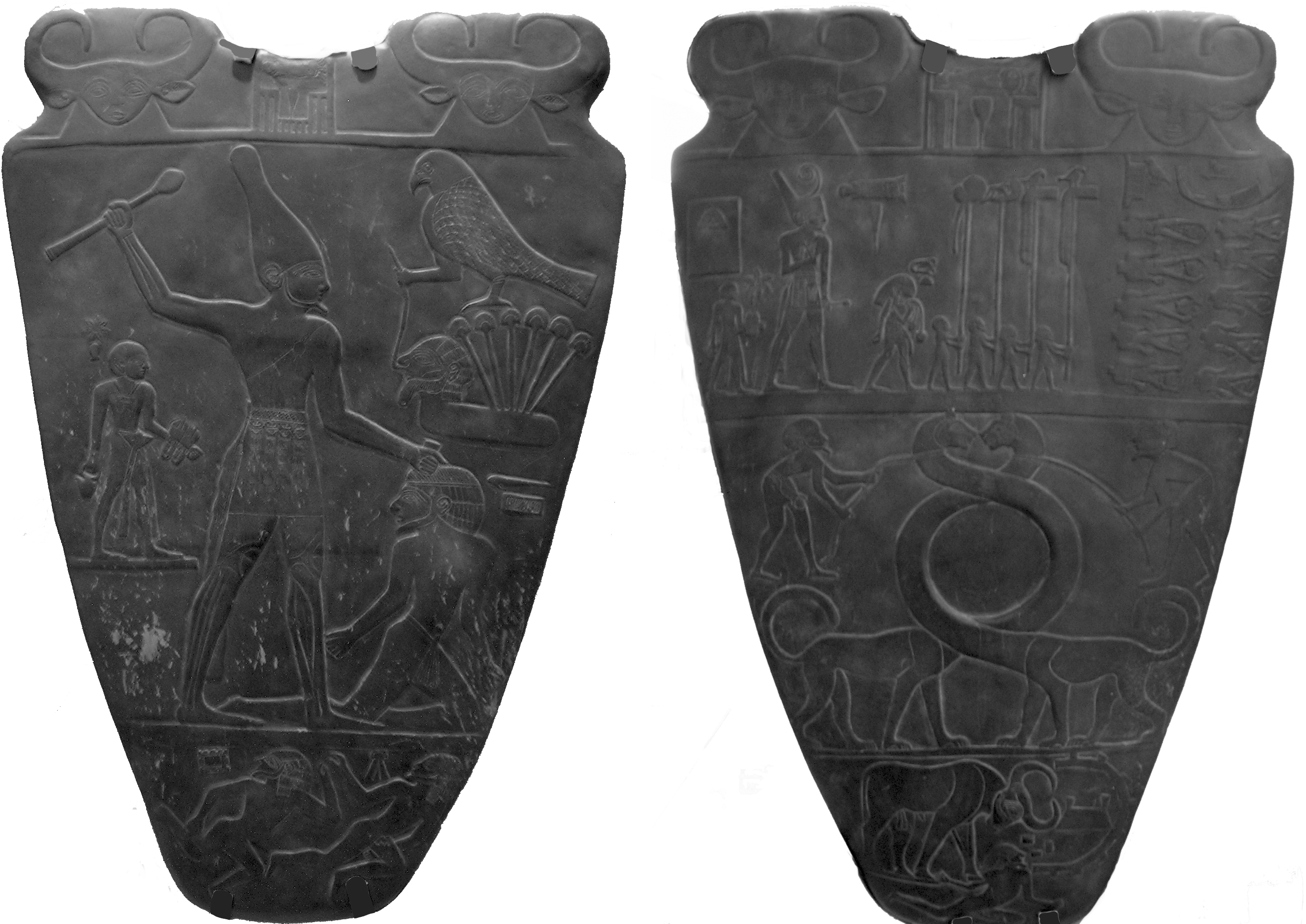
Duas faces da Paleta de Narmer. Nela há a suposta unificação do Egito

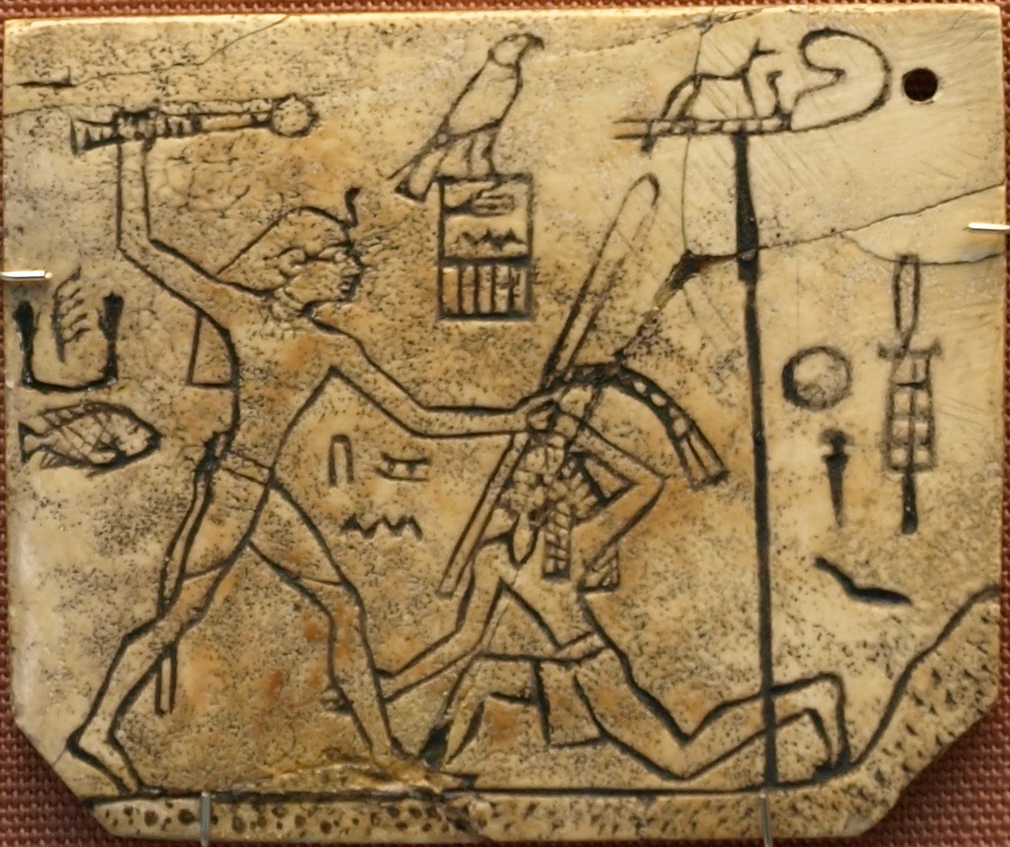
Placa de marfim de Abidos de Usafedo abatendo um inimigo do Oriente. Museu Britânico

No século III a.C., o sacerdote Manetão estabeleceu uma cronologia dos faraós desde Menés aos seus contemporâneos, agrupando-os em 30 dinastias, um sistema ainda em uso atualmente. Escolheu para começar a sua história oficial Menés, que se acredita ter unificado os reinos do Alto e Baixo Egito (c. 3 100 a.C.). Na realidade, a transição para um Estado unificado ocorreu de forma mais gradual do que os escritores egípcios relatam, e não há registro coetâneo de Menés. Alguns académicos acreditam que Menés pode ter sido Narmer, que aparece vestindo trajes reais na cerimonial Paleta de Narmer em ato simbólico de unificação, ou Atótis, cujo nome de Nebti (Mem) pode ter inspirado o nome grego. Seja como for, por ainda não ser totalmente compreendido, o episódio de unificação e formação do Egito foi explicado de várias formas: a formação de Mênfis (que adquiriu importância como centro comercial, administrativo e cultural); dominação gradual (mesopotâmica, núbia, deltaica ou alto egípcia); integração regional (alianças, guerras e trocas culturais); comércio (explicaria o abandono de alguns sítios deltaicos em detrimento de outros ); pressão populacional (do sul ao norte); uniformidade religiosa.
Na Época Tinita, que compreendeu a I e II dinastias, o Egito era governado a partir de Tinis, que nesse momento eclipsou politicamente Abidos, cuja função a partir de então seria apenas religiosa e mortuária. Sob Atótis, filho de Narmer, campanhas foram feitas para subjugar rebeldes na Núbia e um famoso templo dedicado a Neite foi fundado em Saís. Contudo, talvez a maior realização destes faraós foi a fundação de Mênfis, atribuída por Heródoto a Menés, e que tornar-se-ia capital do Egito a partir da III dinastia. Dentre os sucessores imediatos de Atótis, reinou Merneite, filha de Quenquenés, que atuou como regente de Usafedo. Sob Quenquenés e Usafedo, novas campanhas foram feitas; o primeiro representou-as como expedições navais, enquanto o segundo aparece atacando trogloditas no Oriente. Miebido, sucessor de Usafedo, enfrentou disputa dinástica em seu reinado, que terminou com a sucessão do usurpador Semempsés, que ordenou que seu nome fosse apagado das inscrições, mas ele próprio foi vítima do mesmo destino ao ser omitido da lista de Sacará. Sob Queco, foram instituídos os cultos da cabra de Mendes e dos touros Mnévis de Heliópolis e Ápis de Mênfis, e Binótris fez campanhas e aceitou a sucessão feminina. Sob os últimos faraós da II dinastia, cuja identidade é debatida, o conflito norte-sul piorou e as fontes citam a expedição nortenha que chegou na cidade de Nequebe, centro de culto de Necbete situado perto de Hieracômpolis, que foi combatida e deixou dezenas de milhares de nortenhos mortos. A paz foi alcançada e cimentada com o casamento do faraó com uma princesa do Baixo Egito.
O crescente poder e riqueza dos faraós se refletiu em suas mastabas elaboradas e em estruturas de culto mortuário em Abidos, usadas para celebrar o faraó endeusado após a morte. E a forte instituição da realeza serviu para legitimar o controle estatal sobre a terra, trabalho e recursos que foram essencialmente à sobrevivência e o crescimento da civilização.

### Império Antigo (2686–2160 a.C.)

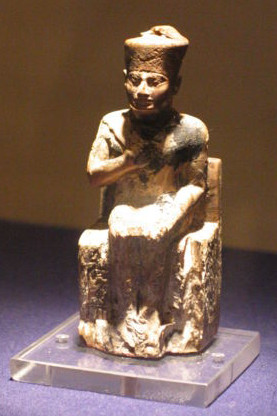
Estatueta em marfim de Quéops. Museu Egípcio do Cairo

No Império Antigo ocorreram diversas expedições para exploração mineral nas minas do Sinai e mar Vermelho assim como campanhas militares contra núbios e líbios. Concomitantemente, o comércio com o Oriente Próximo (Líbano, Palestina, Mesopotâmia) e o Punte intensificou-se e, juntamente com os sucessos militares, possibilitou ao Egito fundar acampamentos estratégicos e uma frota marítima, assim como adquirir ouro, cobre, turquesa, madeira de cedro, mirra, malaquita e eletro.
Durante o Império Antigo, uma administração central bastante desenvolvida tornou possível o aumento da produtividade agrícola, o que serviria de motor para impressionantes avanços nos campos da arquitetura, arte e tecnologia. Sob a direção do tjati (vizir), funcionários do Estado arrecadavam impostos, coordenavam projetos de irrigação para melhorar o rendimento das culturas, recrutavam camponeses para trabalhar em projetos de construção e estabeleceram um sistema de justiça que assegurava a manutenção da ordem e da paz. Com os excedentes dos recursos disponibilizados por uma economia produtiva e estável, o Estado foi capaz de patrocinar a construção de monumentos colossais e a excepcional comissão de obras de arte às oficinas reais.
A par da crescente importância da administração central, surgiu uma nova classe de escribas e oficiais letrados que receberam propriedades do faraó como pagamento pelos seus serviços. Os faraós também fizeram concessões de terras para seus cultos funerários e templos locais, de forma a garantir que estas instituições teriam recursos necessários à adoração do faraó após a sua morte. Acredita-se que cinco séculos de práticas feudais corroeram lentamente o poder econômico do faraó, e que a economia deixou de conseguir sustentar uma grande administração central. Com a diminuição do poder do faraó, governantes regionais designados nomarcas começaram a desafiar a supremacia do faraó. Isso, em conjunto com um período de secas extremas entre 2 200 e 2 150 a.C., é apontado como causa da transição para um período de 140 anos de fome e conflitos conhecido por Primeiro Período Intermédio.

### Primeiro Período Intermédio (2160–2055 a.C.)

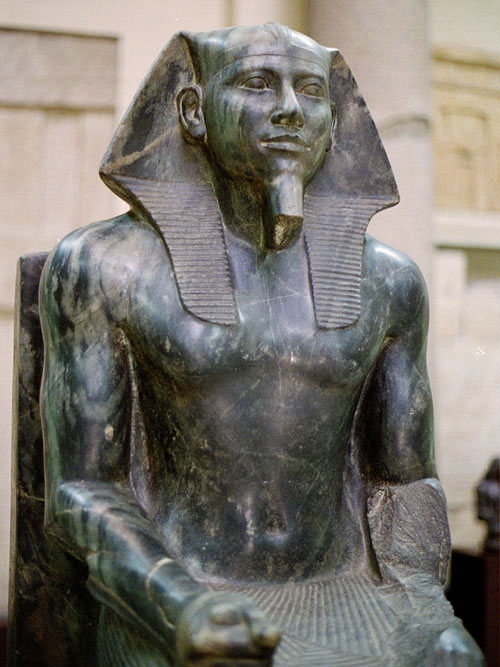
Estátua em diorito de Quéfren no Museu Egípcio do Cairo

Depois do colapso do governo central do Egito no final do Império Antigo, o governo não conseguiu sustentar ou estabilizar a economia do país. Os governadores regionais não podiam contar com o faraó para apoio em épocas de crise, e a consequente escassez de bens e disputas políticas agravaram-se para situações de fome e guerras civis de pequena escala. No entanto, apesar dos problemas, os líderes locais que já não deviam o tributo ao faraó, usaram esta independência para estabelecer uma cultura próspera nas províncias. Uma vez que dominavam os seus próprios recursos, as províncias desenvolveram-se economicamente, fato demonstrado por maiores e melhores atos fúnebres entre todas as classes sociais. Verificaram-se surtos de criatividade, com os artesãos das províncias a adotarem e adaptarem motivos culturais antes restritos à realeza do Império Antigo, e os escribas desenvolveram estilos literários que expressam o otimismo e a originalidade do período.
Livres da fidelidade ao faraó, os governantes locais começaram a competir entre si pelo controle territorial e poder político. Por volta de 2 160 a.C., os governantes de Heracleópolis controlavam o Baixo Egito, enquanto um clã rival, baseado em Tebas, a família Intefe, assumiu a posse do Alto Egito. À medida que os Intefes cresceram em poder e se expandiram para norte, um confronto entre as duas dinastias rivais tornou-se inevitável. Cerca de 2 055 a.C., as forças de Tebas sob o comando de Mentuotepe II derrotaram finalmente os governantes de Heracleópolis, reunindo as Duas Terras e dando origem a um período de renascimento econômico e cultural conhecido como o Império Médio.

### Império Médio (2055–1650 a.C.)

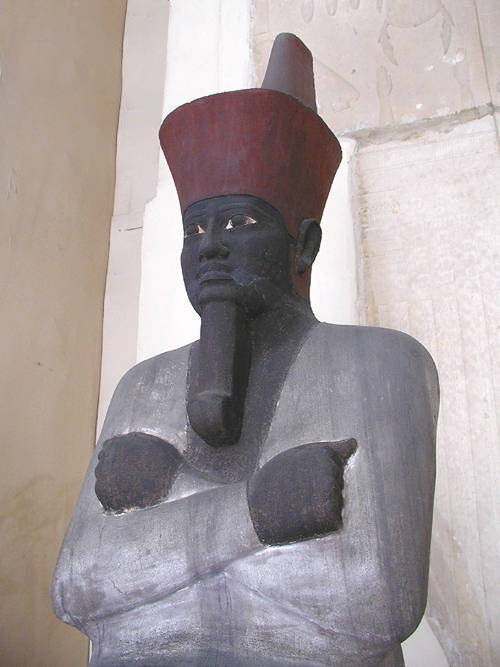
Estátua de Mentuotepe II

Os faraós do Império Médio restituíram a prosperidade e estabilidade do país, situação que estimulou um renascimento da arte, literatura e projetos de construção monumental. Mentuotepe II e seus sucessores da XI dinastia governaram a partir de Tebas, mas o vizir Amenemés I, ao assumir o trono que deu início início à XII dinastia por volta de 1 985 a.C., mudou a capital do país à cidade de Iti-Taui, localizada em Faium. De Iti-Taui, os faraós da XII dinastia comprometeram-se a realizar uma recuperação de áreas degradadas e melhorar o sistema de irrigação para aumentar a produção agrícola no país. Além disso, deu-se a conquista militar de toda a Núbia, rica em pedreiras e minas de ouro, enquanto trabalhadores construíram uma estrutura defensiva no Delta Oriental, chamada "Muros-do-Rei", para defesa do Egito contra ataques exteriores.
Tendo sido garantida a segurança militar e política, e na presença de uma vasta riqueza agrícola e mineira, a população, a arte e a religião prosperaram significativamente. Em contraste com a atitude elitista do Império Antigo para com os deuses, no Império Médio assistiu-se a um aumento nas manifestações de devoção pessoal, e àquilo que pode ser designado por democratização da vida no além, na qual todas as pessoas possuem uma alma e podem ser recebidas na companhia dos deuses. A literatura do Império Médio abordava temas eruditos e personagens complexos, narrados num estilo confiante e eloquente. A escultura capturou detalhes subtis e distintos que atingiram um novo patamar de perfeição técnica; os líderes retomam o costume de erigirem pirâmides.

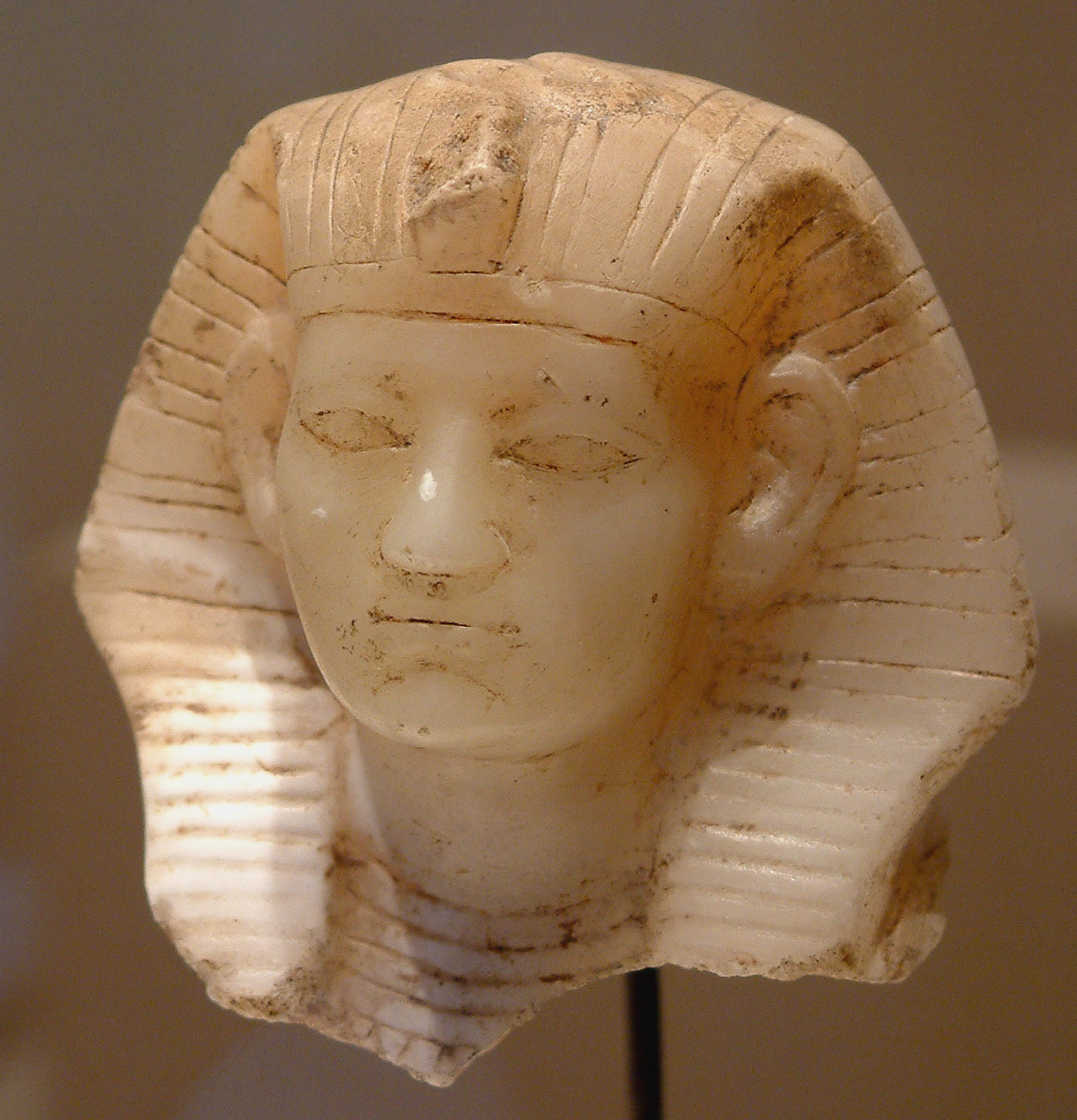
Cabeça de esfinge de em alabastro (Museu do Louvre)

No Império Médio, como forma de garantir a sucessão, os faraós ainda em vida dividiram o trono com seu sucessores, mantendo-os como co-faraós. O último grande governante do Império Médio, Amenemés III, permitiu que colonos asiáticos se instalassem na região do Delta de modo a ter disponível força de trabalho suficiente às suas particularmente ativas campanhas de construção e mineração. Estas ambiciosas campanhas, porém, em conjunto com cheias inadequadas do Nilo no seu reinado, fragilizaram a economia e precipitaram um lento declínio no Segundo Período Intermédio durante as posteriores XIII e XIV dinastias. Durante esse declínio, os colonos asiáticos começaram a assumir o controle da região do Delta, acabando por alcançar o poder no Egito, como foi o caso dos hicsos.

### Segundo Período Intermédio (1650–1550 a.C.)

Mapa do Antigo Egito, mostrando grandes cidades e sítios

Por volta de 1 785 a.C., com o poder dos faraós do Império Médio enfraquecido, os imigrantes asiáticos residentes na cidade de Ávaris assumiram o controle da região e forçaram o governo central a se retirar para Tebas, onde o faraó era tratado como um vassalo e era obrigado a pagar tributo. Os hicsos (Heka-khasut, governantes estrangeiros) imitaram o modelo de governo egípcio e se apresentaram como faraós, integrando elementos egípcios na sua cultura da Idade do Bronze Médio. Introduziram também elementos novos como o cavalo, os carros de guerra, novos métodos de fiação e tecelagem e novos instrumentos musicais.
Depois da retirada, os reis de Tebas se viram presos entre os hicsos no norte e os aliados núbios dos hicsos, os cuxitas, no sul. Após anos de inatividade, Tebas reuniu força suficiente para desafiar os hicsos em um conflito que duraria mais de 30 anos, até 1 555 a.C. Os faraós Taá II e Camés acabaram por derrotar os núbios, mas foi o sucessor de Camés, Amósis I, que empreendeu com sucesso uma série de campanhas que permanentemente erradicaram os hicsos no Egito. No Império Novo que se seguiu, o poder militar se tornou uma prioridade central para os faraós, que procuraram expandir as fronteiras do Egito e garantir o domínio completo do Oriente Próximo.

### Império Novo (1550–1069 a.C.)
Os faraós do Império Novo estabeleceram um período de prosperidade sem precedentes, ao assegurar as fronteiras e reforçar os laços diplomáticos com seus vizinhos. Campanhas militares levadas a cabo sob o comando de Tutemés I e seu neto Tutemés III, alargaram a influência dos faraós para o maior império que o Egito já havia visto. Quando Tutemés morreu em 1 425 a.C., o Egito prolongava-se desde Nia no norte da Síria até à quarta catarata do Nilo, na Núbia, cimentando fidelidades e abrindo caminho para importações essenciais como bronze e madeira. Os faraós do Império Novo iniciaram uma campanha de construção em grande escala para promover o deus Amom, com culto assente em Carnaque. Também construíram monumentos para glorificar suas próprias realizações, tanto reais como imaginárias. A faraó Hatexepsute usou tais meios como propaganda para legitimar sua pretensão ao trono. Seu reinado bem sucedido foi marcado por expedições comerciais a Punte, um elegante templo mortuário, um par de obeliscos colossais e uma Capela em Carnaque. Apesar de suas realizações, o sobrinho e enteado de Hatexepsute, Tutemés III tentou fazer desaparecer o seu legado perto do fim de seu reinado, possivelmente em represália pela usurpação do seu trono.

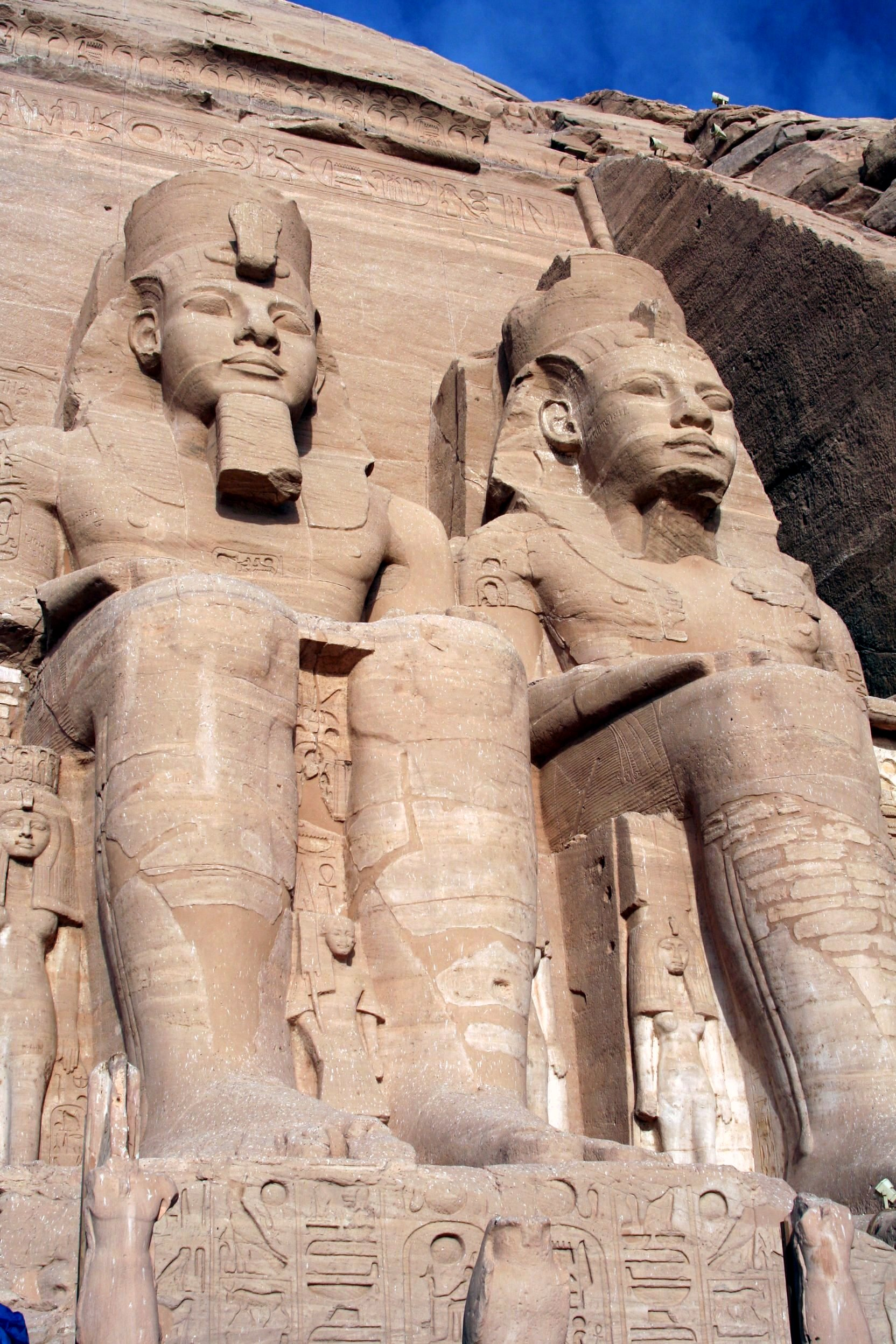
As quatro estátuas colossais de na entrada do templo de Abul-Simbel

Sob Tutemés IV (1 397−1 388 a.C.) o Egito realizou uma aliança com Mitani para empreender ataques contra o Império Hitita. Com Amenófis III foram edificados os templos de Luxor, o palácio de Malcata e o Templo de Milhões de Anos, do qual atualmente só restam os conhecidos "Colossos de Memnon", além do templo de Amom em Carnaque ter sido ampliado. Durante seu reinado, colheitas férteis e excedentes, permitiram a Amenófis III assegurar relações com os reinos orientais e com os nobres das cidades sírio-palestinas por meio de acordo diplomáticos, alguns dos quais envolvendo casamentos reais. Cerca de 1 350 a.C., a estabilidade do Império Novo foi ameaçada quando Amenófis IV subiu ao trono e instituiu uma série de reformas radicais e caóticas. Após mudar o seu nome para Aquenáton (O Esplendor de Aton), decretou como a divindade suprema o até aí obscuro deus Sol Atom, suprimindo o culto de outras divindades e atacando o poder religioso instalado. Mudando a capital à nova cidade de Aquetáton (Horizonte de Atom, atual Amarna), Aquenáton tornou-se desatento aos negócios estrangeiros, deixando-se absorver pela devoção a Atom e pela sua personalidade de artista e pacifista. Durante seu reinado as relações comerciais com o mar Egeu (minoicos e micênios) são cortadas e os hititas começam a fazer perigar a soberania egípcia na Síria. Após sua morte, o culto de Atom foi rapidamente abandonado, e os faraós Tutancamom, Aí e Horemebe apagaram todas as referências à heresia de Aquenáton, agora conhecida como Período de Amarna.

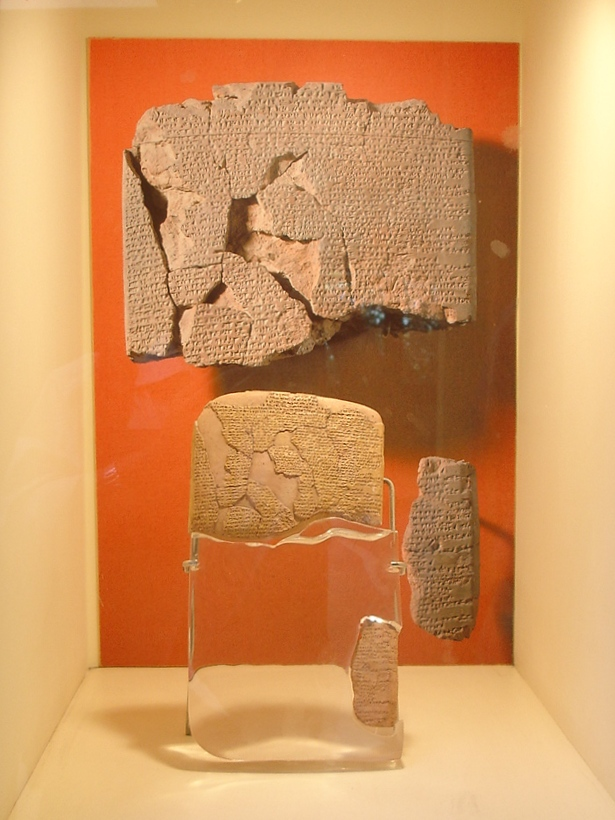
Fragmentos do tratado de paz entre os egípcios e hititas

Sob Seti I, o Egito controlou revoltas e conquistou a cidade de Cadexe e a região vizinha de Amurru, ambas localidades palestinianas. Ramessés II ascendeu ao trono por volta de 1 279 a.C., prosseguindo a construção de um número significativo de templos, estátuas e obeliscos; foi o faraó com a maior quantidade de filhos da história (110 filhos). Transferiu a capital do império de Tebas para Pi-Ramessés no Delta Oriental. Ousado líder militar, comandou seu exército contra os hititas na Batalha de Cadexe em 1 274 a.C. e depois de um impasse, assinou em 1 258 a.C. o primeiro tratado de paz conhecido da história, o Tratado de Cadexe, onde ambas as nações comprometiam-se a se ajudar mutuamente contra inimigos internos ou externos. O tratado foi selado com o casamento de Ramessés II e a filha mais velha do imperador Hatusil III.
A riqueza do Egito fez dele um alvo tentador para uma invasão, em especial de líbios e dos chamados povos do mar. No reinado de Merneptá ambos os povos se aliaram com o objetivo de atacar o Egito, incitando também os núbios à revolta. Com a sequente derrota dos invasores, os revoltosos acabariam por ser suplantados. Durante o reinado de Ramessés III o faraó conseguiu expulsar os povos do mar para fora do Egito em duas grandes batalhas, no entanto, eles acabariam por assentar na costa palestina e durante o reinado de seus sucessores tomariam por completo a região. Entretanto é importante lembrar que o Egito não estava enfrentando apenas problemas externos. Após a morte de Ramessés II e a subida ao trono de seu filho Merneptá, a instabilidade política assolou o Egito. Diversos golpes de Estado depuseram muitos faraós em pouco tempo e diversos distúrbios civis, corrupção, revoltas de trabalhadores e roubos de túmulos contribuíram à instabilidade interna. Como forma de ganhar popularidade, durante o início da XX dinastia foram concedidas terras, tesouros e escravos para os sacerdotes dos templos de Amom, o que fortaleceu o poder destes, e esse poder crescente fragmentou o país durante o Terceiro Período Intermédio.

### Terceiro Período Intermédio (1069–664 a.C.)

Por volta de, líbios vindos do oeste fragmentaram a unidade política do país

Após a morte de Ramessés XI em 1 069 a.C., Esmendes assumiu a autoridade sobre a parte norte do Egito governando a partir da cidade de Tânis. O sul foi de facto controlado pelos sumos sacerdotes de Amom em Tebas, que reconheciam Esmendes apenas formalmente. O sacerdote Pianque conseguiu deter a expansão do Reino de Cuxe que havia dominado boa parte do Alto Egito.
Na mesma época, os líbios tinham se instalado no Delta Ocidental, e os líderes destes colonos começaram a ganhar autonomia. Os príncipes líbios assumiram o controle do delta no reinado de Sisaque I em 945 a.C., fundando a dinastia chamada Líbia ou Bubastilas, que governaria por cerca de 200 anos. Sisaque também ganhou o controle do sul do Egito, ao colocar os seus familiares em importantes cargos sacerdotais. Invadiu a Palestina durante o reinado do rei Roboão e restaurou o comércio com Biblos, aumentando a prosperidade da dinastia.
Sob Osocor II, o Egito auxiliando os reinos sírio-palestinos repudiou as primeiras expedições assírias. As muitas guerras civis que se seguiram causaram a divisão do Egito em várias dinastias. O poder líbio entrou em declínio à medida que duas dinastias rivais surgiram, uma centrada em Leontópolis (XXIII dinastia) e outra em Saís (XXIV dinastia). No entanto, a constante ameaça cuxita do sul forçou a união das três dinastias com vista à sua defesa. Por volta de 727 a.C., o rei cuxita Piiê derrotou um exército de oito mil soldados egípcios, invadiu o norte, tomou o controle de Tebas e do Delta, e formou a XXV dinastia.
O prestígio secular do Egito diminuiu consideravelmente durante o final do Terceiro Período Intermédio. Os seus aliados estrangeiros ficaram sob a esfera de influência assíria, e em 700 a.C. a guerra entre os dois estados tornou-se inevitável. Xabataca empreendeu uma batalha contra os assírios da qual sairia vitorioso. Seu sucessor, Taraca, incentivou revoltas na Palestina assíria, tendo conseguido expulsar os assírios das imediações em 673 a.C. No entanto, entre 671 e 667 a.C., os assírios iniciaram ataques contra o Egito. Os reinados dos reis cuxitas Taraca e do seu sucessor Tantamani foram marcados por conflitos constantes com os assírios, contra os quais os governantes núbios obtiveram várias vitórias. Por fim, os assírios empurraram os cuxitas à Núbia, ocupando Mênfis e saquearam os templos de Tebas.

### Época Baixa (664–332 a.C.)

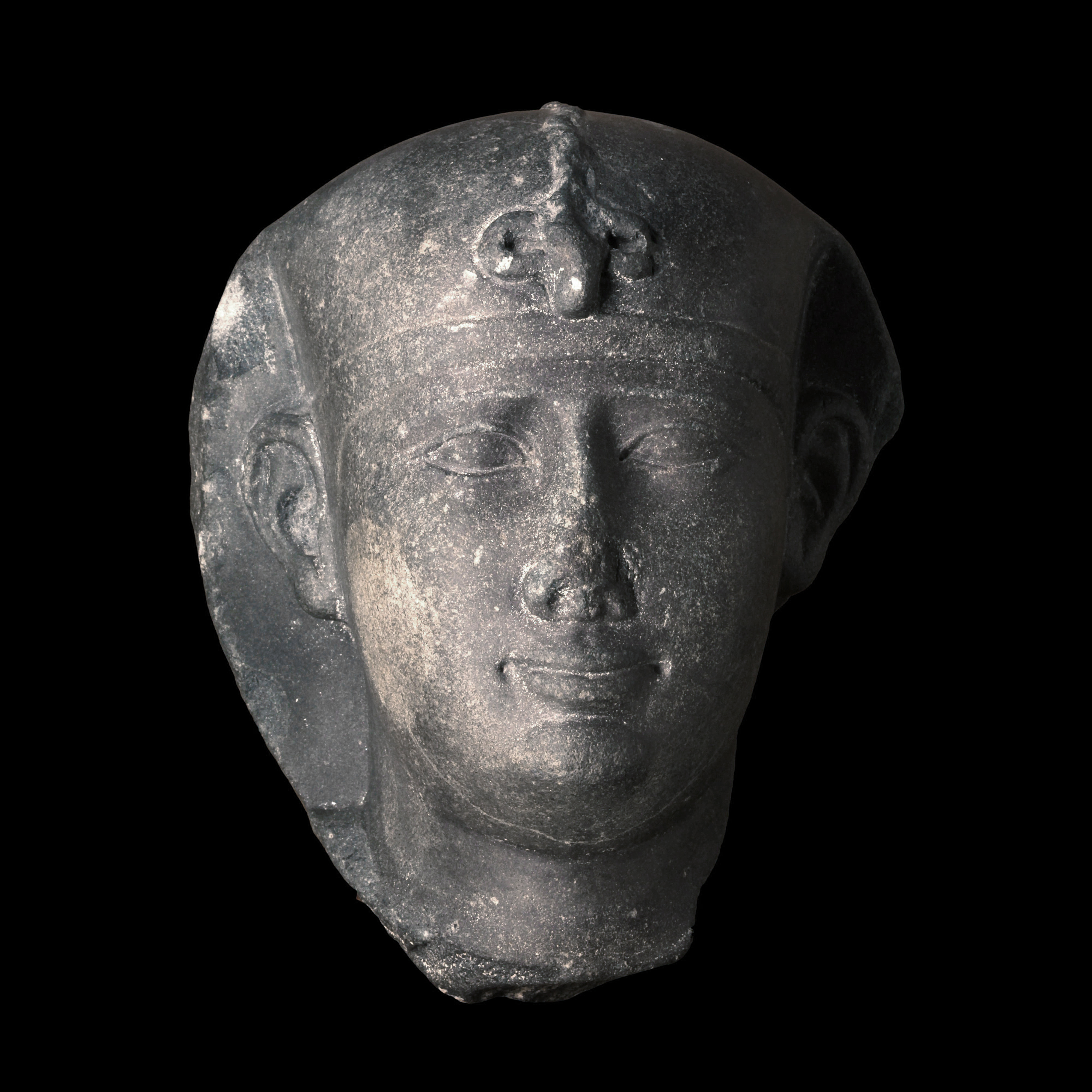
Nectanebo II, o último faraó egípcio nativo.

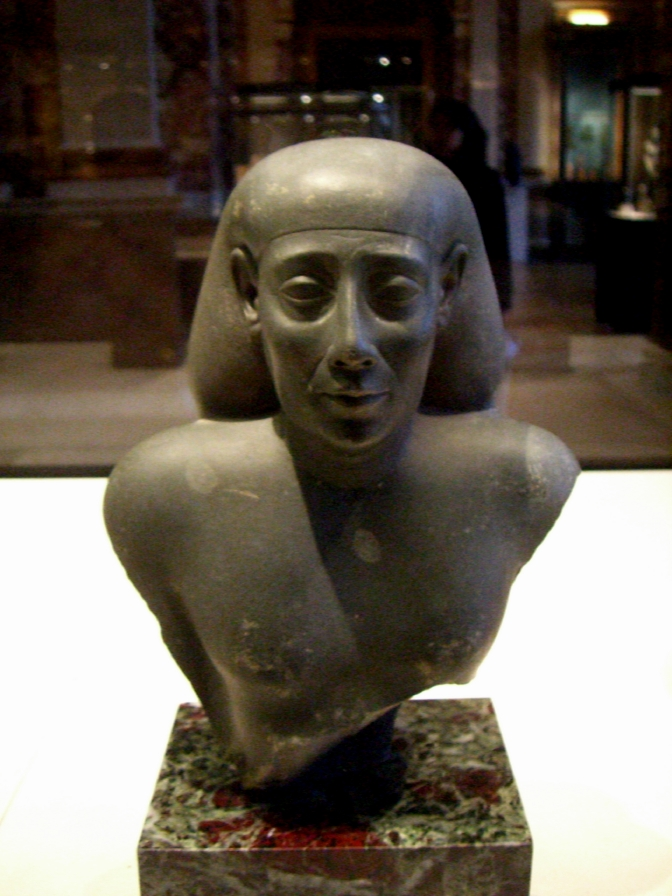
Estátua de um dignitário egípcio do período saíta

Sem planos definitivos de ocupação, os assírios delegaram a administração do Egito numa série de vassalos que se tornariam conhecidos como reis saítas da XXVI dinastia. Por volta de 653 a.C., o rei Psamético I logrou expulsar os assírios com ajuda de mercenários gregos. A influência grega expandiu-se significativamente à medida que os gregos se concentraram na cidade de Náucratis, no Delta. A partir da nova capital em Saís, os reis saítas, testemunharam um breve, mas significativo ressurgimento da economia e cultura, mas em 525 a.C., os poderosos persas aquemênidas, liderados por Cambises II, iniciaram uma campanha de conquista do Egito, tendo acabado por capturar o faraó Psamético III na Batalha de Pelusa. Em seguida Cambises II assumiu o título formal de faraó, governando o Egito a partir de Susa, deixando a região sob a administração de um sátrapa. Algumas revoltas bem sucedidas contra os persas marcaram o Egito no século V a.C., mas nunca foram capazes de os derrubar de forma definitiva.
Após a sua anexação pelo Império Aquemênida, o Egito seria aglomerado com o Chipre e com a Fenícia, na sexta satrapia dos persas aquemênidas. Este primeiro período de domínio persa sobre o Egito, também conhecido como XXVII dinastia, terminou em 402 a.C.. De 380 a 343 a.C., a XXX dinastia governou como última casa real nativa do Egito dinástico, que terminaria com o reinado de Nectanebo II. Uma breve restauração do domínio persa, por vezes designada como XXXI dinastia, teve início em 343 a.C., mas pouco depois, em 332 a.C., o sátrapa persa Mazaces entregou sem grande resistência o Egito a Alexandre, o Grande.

### Reino Ptolomaico (332–30 a.C.)

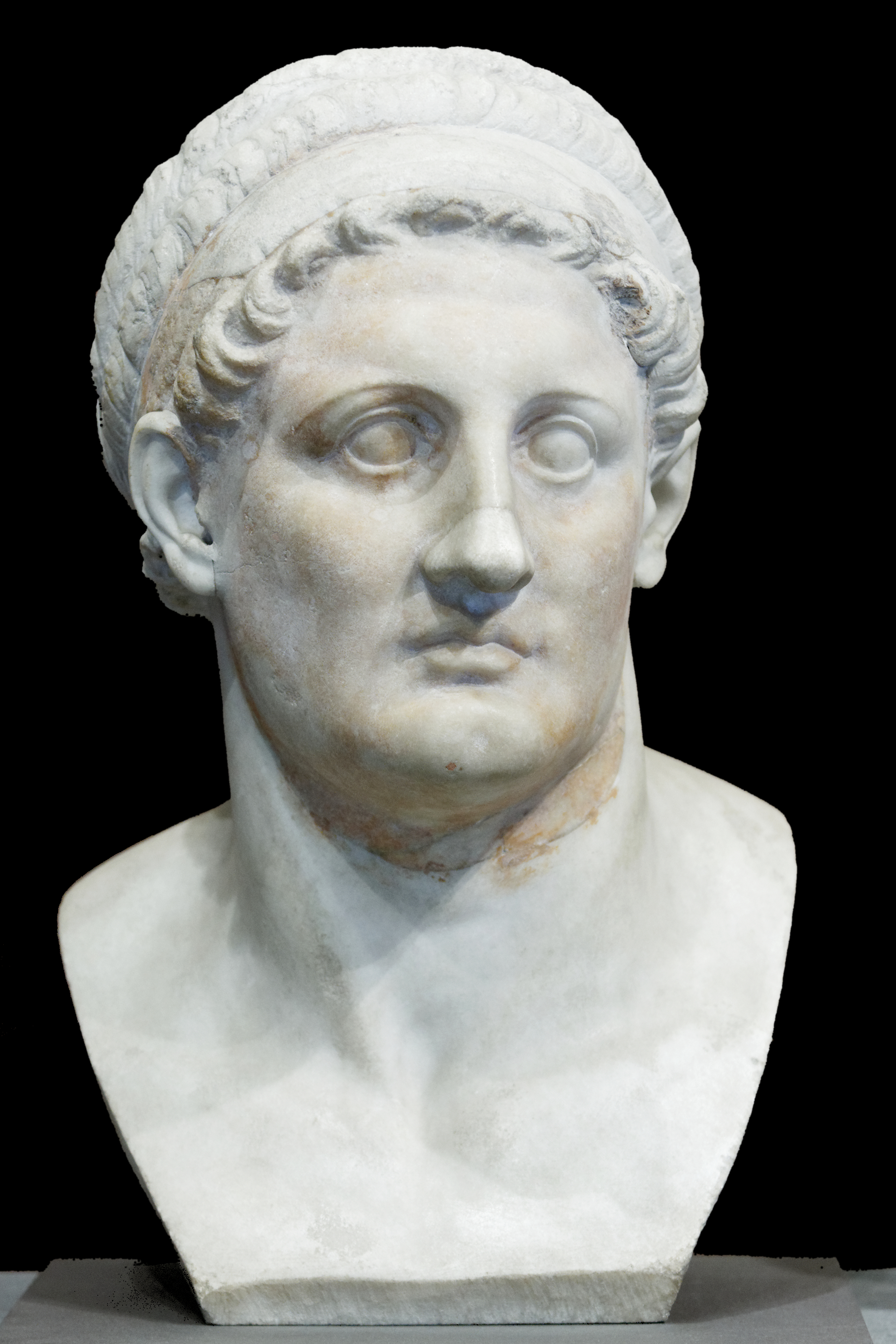
Busto do faraó

Em 332 a.C., Alexandre Magno conquistou o Egito com pouca resistência dos persas e foi recebido pelos egípcios como um libertador. A administração estabelecida pelos sucessores de Alexandre, os Ptolomeus, foi baseada no modelo egípcio e a capital estabelecida na recém-erguida cidade de Alexandria. A cidade era uma montra do poder e prestígio do governo grego, e tornar-se-ia um polo de cultura e ensino, centrados na famosa Biblioteca de Alexandria. O Farol de Alexandria iluminou o caminho para os muitos navios que mantinham vivo o comércio com o exterior, uma vez que a economia, assente em empresas de grande retorno económico, era a mais alta prioridade dos Ptolomeus.
A cultura grega não pretendeu impor-se à cultura nativa, tendo os Ptolomeus apoiado tradições seculares de forma a garantir a lealdade da população. Foram construídos novos templos em estilo egípcio, apoiadas as formas de culto tradicionais, e os governantes retratavam-se a si mesmo como faraós.
Algumas tradições de ambas as culturas foram fundidas, como deuses gregos e egípcios sincretizados em divindades híbridas, como Serápis, e formas clássicas da escultura grega influenciaram motivos tradicionais egípcios. Apesar dos seus esforços para apaziguar os egípcios, os Ptolomeus foram contestados por rebeliões locais, rivalidades entre famílias e pela poderosa máfia de Alexandria, formada depois da morte de Ptolemeu IV.
Além disso, à medida que Roma dependia cada vez mais de importações de cereais do Egito, os romanos começaram a demonstrar grande interesse na situação política da região. Revoltas constantes, políticos ambiciosos e poderosos oponentes sírios contribuíram à instabilidade da região, levando Roma ao envio de tropas com o objectivo de assegurar o país como província do seu império.

### Domínio romano-bizantino(30 a.C.–639 d.C.)

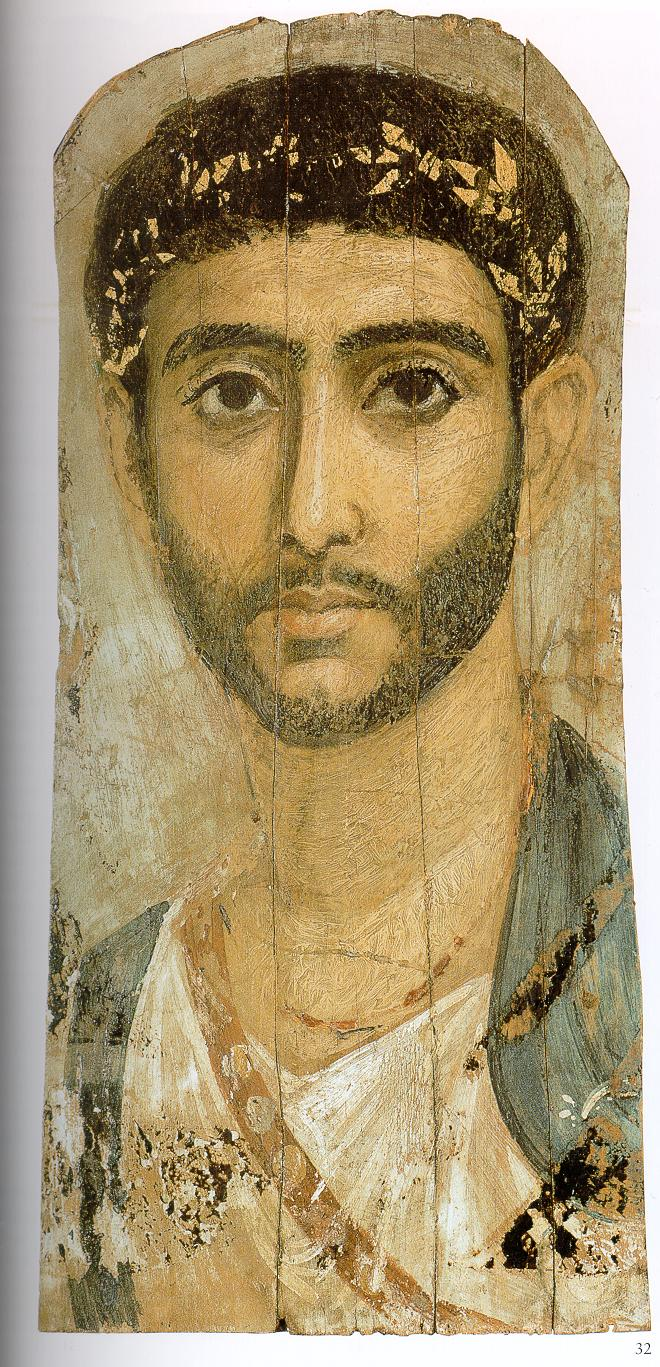
Os retratos de Faium foram uma das tentativas de unir as culturas egípcia e romana

O Egito tornou-se uma província romana em 30 a.C., após a derrota de Marco Antônio e da faraó Cleópatra por Otaviano (posteriormente Imperador Augusto) na Batalha de Áccio e então Batalha de Alexandria. Os romanos dependiam fortemente das remessas de cereais do Egito, e o exército romano, sob o comando de um prefeito nomeado pelo imperador, reprimiu revoltas, fez aplicar a cobrança de impostos, e impediu os ataques de salteadores, que se tinham tornado um problema significativo durante este período. Alexandria torna-se um centro cada vez mais importante na rota de comércio com o Oriente, uma vez que em Roma havia grande procura de mercadorias e bens exóticos e de luxo.
Embora os romanos tivessem uma atitude mais hostil do que os gregos para com os egípcios, algumas tradições foram mantidas, como a mumificação e o culto dos deuses tradicionais. A arte de retratar as múmias floresceu e alguns dos imperadores romanos se fizeram retratar como faraós, embora não na medida dos Ptolomeus, já que os primeiros moravam fora do Egito e não desempenharam funções cerimoniais da realeza. A administração local tornou-se romana o que tendeu a minar a liberdade dos nativos egípcios.
A partir de meados do século I d.C., o cristianismo se enraizou em Alexandria, sendo visto e aceito como outro culto. No entanto, o fato de ser uma religião inflexível e proselitista, que procurava converter pessoas do paganismo, ameaçando com isso as tradições religiosas populares, levou à perseguição dos convertidos ao cristianismo, que culminou com o grande expurgo de Diocleciano a partir de 303. Apesar disso, o cristianismo acabou por triunfar. Em 391 o imperador cristão Teodósio I introduziu uma legislação que proibiu ritos pagãos e os templos foram fechados. Alexandria tornou-se palco de grandes protestos antipagãos, com imagens públicas e privadas destruídas. Como consequência, a cultura do Egito pagão entrou em declínio. Templos eram por vezes convertidos em igrejas ou abandonados e apesar da população nativa continuar a usar a sua língua, a capacidade de ler e escrever hieróglifos acabou por retroceder na medida em que o papel dos sacerdotes tornou-se exímio. Outrossim, os escribas, os únicos capazes de ler os hieróglifos, durante seus estudos da escrita hieroglífica, podiam optar entre o trabalho burocrático ou o sacerdócio. Neste ponto histórico os serviços burocráticos não mais convinham aos mesmos e, concomitantemente, com o declínio do sistema religioso egípcio, os escribas paulatinamente deixaram de existir o que inviabilizou a leitura dos hieróglifos.
No século IV d.C. o Império Romano dividiu-se em duas partes e o Egito se incorporou ao Império Oriental, conhecido como o Império Bizantino. O Império do Oriente tornou-se cada vez mais "oriental" em grande estilo e suas antigas ligações com o mundo greco-romano começam a se desvanecer. O sistema grego de governos locais por cidadãos já tinha desaparecido completamente. Em 616, em meio a guerra bizantino-sassânida de 602-628, o xá sassânida Cosroes II (r. 590–628) conquistou o Egito, cujo controle seria retomado pelos bizantinos em 628 sob o imperador Heráclio (r. 610–641) com o fim do conflito.

### Conquista árabe (639–646)

Mapa detalhando a rota dos invasores muçulmanos do Egito

Em 639, Anre ibne Alas, um general árabe, à frente de um exército de 4 000 homens ataca o Egito bizantino durante o expansionismo árabe do século VII. Inicialmente toma Mênfis e toma o controle das principais rotas de comunicação terrestre, o que lhe abre caminho à capital da província, Alexandria. Após tais vitórias, seu exército recebe reforços de soldados que se interessaram pelo butim, alcançando cerca de 20 000 homens. Anre estabeleceu seu acampamento nas imediações da cidade de Heliópolis (local onde posteriormente seria fundada a cidade do Cairo) de onde pode enviar suas tropas de assédio à cidade. Em 640, sitia Alexandria. A cidade é defendida por uma força de cerca de 50 000 homens, no entanto, em 642 a força bizantina rende-se, abandonando seus postos e permitindo a dominação da cidade. Os bizantinos reocupam a cidade em 645, no entanto, são novamente repelidos em 646.
Após a submissão do Egito, a resistência dos nativos perante a ocupação árabe começou a materializar-se, tendo durado até ao século IX. Os árabes impuseram um imposto especial aos egípcios cristãos, o jizia. No século VII d.C. os árabes começam a empregar o termo quft para descrever o povo do Egito. Desta forma os egípcios passaram a ser conhecidos como coptas, e a Igreja Egípcia Não-Calcedônia tornou-se a Igreja Copta. Nos séculos seguintes, de forma gradual, os habitantes do Egito foram arabizados e islamizados, de modo que a identidade nativa e a língua egípcia sobreviveram apenas entre os coptas, que falavam a língua copta, uma descendente direta do egípcio demótico falado na época romana.

## Geografia

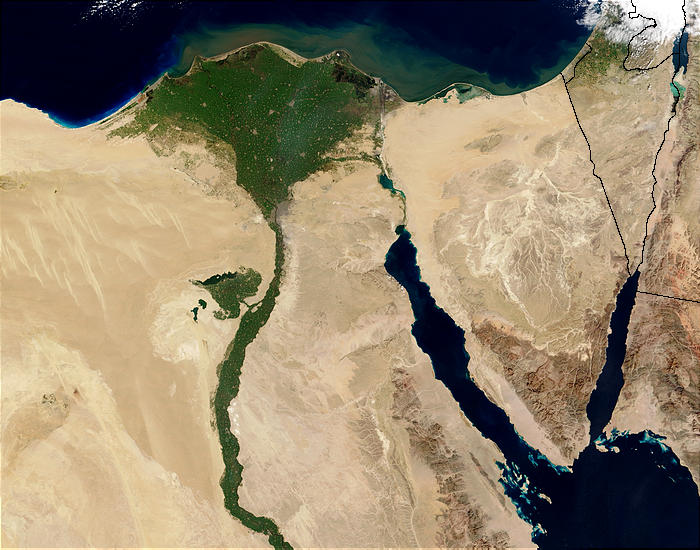
Imagem de satélite do Delta do Nilo

Esta civilização se desenvolveu na região situada entre a primeira catarata do Nilo (Assuão) e o Delta do Nilo. O Sinai, que só pertenceu ao Egito após sua conquista no Império Novo, foi utilizado como rota de comunicação para o corredor sírio-palestino, que a rigor seria a faixa de terra litorânea que liga o Egito à Mesopotâmia. A leste do Nilo encontra-se o Deserto Oriental Africano (comumente conhecido como Deserto Oriental) que se estende até ao mar Vermelho e a oeste fica o Deserto da Líbia (comumente conhecido como Deserto Ocidental) onde existem vários oásis dos quais se destacam os de Siuá, Carga, Farafra, Dacla e Baareia. O atual território do Egito não pode ser comparada ao do Antigo Egito, pois, atualmente, o Sinai, e partes dos desertos Oriental e Ocidental estão dentro dos limites do Egito.
Ao sul da primeira catarata se localizava a Núbia. O Nilo é formado por dois afluentes principais, o Nilo Branco (que nasce no Lago Vitória) e o Nilo Azul (que nasce no Lago Tana). Ambos os afluentes unem-se em Cartum. O Nilo corre de sul para norte, desaguando no mar Mediterrâneo e sua extensão é de aproximadamente 6 740 km.
No Antigo Egito distinguiam-se duas grandes regiões: o Alto e o Baixo Egito. Inicialmente, eram reinos distintos que haviam se formado em torno de 3 300 a.C.. No entanto, acabaram por ser unificados poucos séculos depois. O Alto Egito (Taxemau) era uma estreita faixa de terra com cerca de 900 quilômetros de extensão começando em Assuão e terminando em Mênfis. O Baixo Egito (Tameu) foi o Delta do Nilo, a norte de Mênfis, onde o rio se dividia em vários braços. Por vezes também se distingue na geografia uma região conhecida como o Médio Egito, que é o território a norte de Quena até à região do Faium.

### Vale do rio Nilo

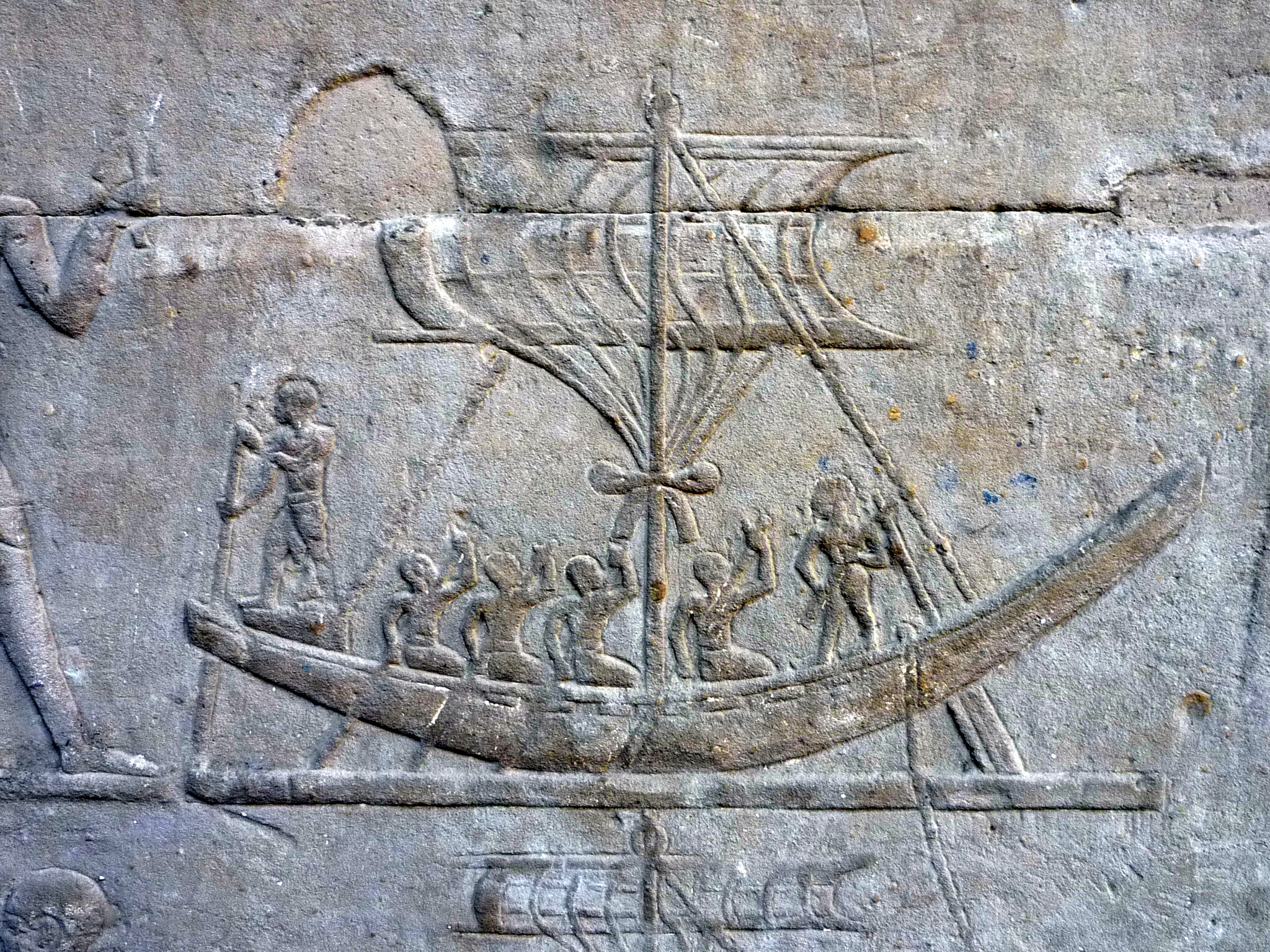
Embarcação retratada em baixo relevo

O historiador grego Heródoto (ca.  484?–420 a.C.)), chamou ao Egito "a dádiva do Nilo". Para os egípcios, o Nilo era uma verdadeira bênção dos deuses, sendo considerado sagrado e adorado como um deus, ao qual dedicavam hinos e orações. As chuvas sazonais causavam enchentes que depositavam húmus nas margens favorecendo a agricultura e pecuária; também fornecia água fresca, peixes, aves aquáticas além de servir para o transporte e comércio. Como o nível do rio era inconstante os egípcios desenvolveram diques, barragens e canais de água para melhor aproveitarem as águas do rio, assim como o "nilômetro", uma construção usada para medir as enchentes. Durante o período das enchentes os cidadãos eram deslocados às cidades para trabalharem em outras tarefas.
O meio mais fácil e rápido de viajar e transportar cargas pesadas era através de embarcações de diversos tamanhos que possuíam, no geral, remos presos a proa. As embarcações usadas para transporte de cargas pesadas eram construídas com madeira do Líbano; as de transporte de pessoas, caça e pesca eram de junco; as barcaças reais e as usadas para o transporte de estatuetas de deuses possuíam cabines, e eram decoradas com muitas cores e ouro encrustado. O Nilo corre de sul para norte, mas o vento sopra geralmente de norte para sul, pelo que a navegação para para norte tem a corrente a seu favor e a navegação para sul é feita a favor do vento, o que era é aproveitado para utilizar velas. No entanto, na ausência de vento a única forma de navegar para sul era remar contra a corrente.

## Demografia

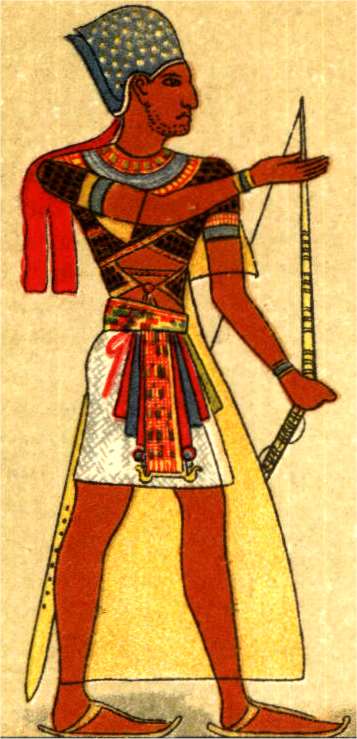
Estereótipo egípcio

Os antigos egípcios foram o resultado de uma mistura das várias populações que se fixaram no Egito ao longo dos tempos, oriundas do nordeste africano, da África Negra e da área semítica. A questão relativa à etnia dos antigos egípcios é por vezes geradora de controvérsia, embora à luz dos últimos conhecimentos da ciência falar de raças humanas revela-se um anacronismo. Até meados do século XX, por influência de uma visão eurocêntrica, os antigos egípcios eram considerados praticamente como brancos; a partir dos anos 1950, as teorias do "afrocentrismo", segundo as quais os egípcios eram negros, afirmaram-se em alguns círculos. Importa também referir que as reproduções artísticas são frequentemente idealizações que não permitem retirar conclusões neste domínio.
Os egípcios tinham consciência da sua alteridade: nas representações artísticas dos túmulos os habitantes do Vale do Nilo surgem com roupas de linho branco, enquanto que os seus vizinhos líbios e semitas se apresentam com roupas de lã. A língua dos egípcios (hoje uma língua morta) é um ramo da família das línguas afro-asiáticas (camito-semíticas). Esta língua é conhecida graças à descoberta e decifração da Pedra de Roseta, onde se encontra inscrito um decreto de Ptolomeu V Epifânio (205-180 a.C.) em duas línguas (egípcio e grego clássico) e em três escritas (caracteres hieroglíficos, escrita demótica e alfabeto grego).
O número de habitantes do Antigo Egito variou ao longo da história. Durante o período pré-dinástico (5500–3100 a.C.) a população rondaria as centenas de milhares; durante o Império Antigo (séculos XVII-XII a.C.) situar-se-ia nos dois milhões, atingindo os quatro milhões por altura do Império Novo. Quando o Egito se tornou uma província romana estima-se que a população seria cerca de sete milhões. Como atualmente, a esmagadora maioria da população habitava as terras agrícolas situadas nas margens do Nilo, sendo escassas as populações que viviam no deserto.

## Governo

### Administração

O faraó comumente usa símbolos da realeza e de poder

O faraó era o monarca absoluto do país e, pelo menos em teoria, exercia o controle total da terra e seus recursos. Era o comandante militar supremo e chefe do governo, que contava com uma burocracia de funcionários para administrar os seus negócios. O encarregado da administração, o vizir (tjati), era o segundo no comando, e atuava como conselheiro e representante do faraó, coordenava os levantamentos fundiários, tesouraria, projetos de construção, sistema legal e depósito de documentos. A nível regional, o país estava dividido em 42 regiões administrativas chamadas nomos, cada uma governada por um nomarca, que era responsável pela jurisdição do vizir. Os templos formavam a espinha dorsal da economia. Eles não só eram edifícios de culto, mas também eram responsáveis por coletar e armazenar a riqueza da nação em um sistema de celeiros e tesourarias administradas por superintendentes, que redistribuíam os cereais e os bens. Como não era possível para o faraó estar em todos os templos para realizar as cerimônias, delegava o seu poder religioso aos sacerdotes, que conduziam as cerimônias em seu nome.

### Sistema jurídico
A cabeça do sistema jurídico era oficialmente o faraó, que era responsável pela promulgação de leis, aplicação da justiça e manutenção da lei e da ordem, um conceito que os egípcios antigos denominavam Maat. Apesar de não terem chegado aos nossos dias quaisquer códigos legais do Antigo Egito, documentos da corte mostram que as leis foram baseadas em uma visão de senso comum de certo e errado, que enfatizou a celebração de acordos e resoluções de conflitos ao invés de cumprir rigorosamente um conjunto complicado de estatutos. Conselhos locais de anciãos, conhecidos como Quembete (Knbt) no Império Novo, eram responsáveis pela decisão em casos judiciais de pequenas causas e disputas menores. Os casos mais graves envolvendo assassinato, grandes transações de terrenos e roubo de túmulos eram encaminhados para o Grande Kenbet, presidido pelo vizir ou pelo faraó. Os demandantes e demandados retratavam-se e eram obrigados a jurar que diziam a verdade. Em alguns casos, o Estado assumiu tanto o papel de acusador como o de juiz, e tinha poder para torturar os acusados com espancamento para obter uma confissão e os nomes dos co-conspiradores. Se as acusações fossem sérias, escribas da corte documentavam a denúncia, testemunhavam, e o veredicto do caso era guardado para referência futura.
As punições para crimes menores envolviam imposição de multas, espancamentos, mutilações faciais ou exílio, dependendo da gravidade do delito. Crimes graves, como homicídio e roubo de túmulos, eram punidos com execução por decapitação, afogamento ou empalamento. A punição também podia ser estendida à família do criminoso. A partir do Império Novo, os oráculos desempenharam um papel importante no sistema jurídico, dispensando a justiça nos processos civis e criminais. O processo consistia em pedir a deus um "sim" ou "não" sobre o que era certo ou errado num problema. O deus, transportado por um número de sacerdotes, proferia a sentença, escolhendo um ou outro, movendo-se à frente ou para trás, ou apontando para uma das respostas escritas em um pedaço de papiro ou de óstraco.

### Força militar

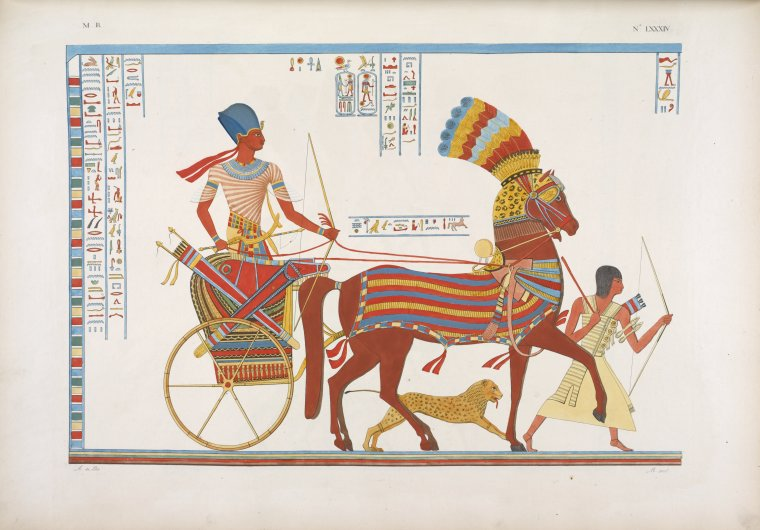
Uma biga

O exército egípcio antigo foi responsável pela defesa do Egito contra invasões estrangeiras e a manutenção da dominação egípcia no Antigo Oriente Próximo. No deserto havia patrulheiros que vigiavam as fronteiras e defendiam o império de expedições de nômades. No Delta e no Vale do Nilo havia guardas rurais que defendiam os cobradores de impostos. No Império Novo surgiram os medjai, de origem núbia, que exerciam a função de patrulheiros do deserto, policiais das cidades e necrópoles, além de aplicadores das decisões da justiça. O exército e a marinha eram complementares, onde os navios transportavam as tropas e os oficiais exerciam funções militares e navais. Os soldados eram recrutados entre a população em geral, mas durante e principalmente depois do Império Novo, foram contratados mercenários da Núbia e Líbia para lutar pelo Egito. Prisioneiros de guerra também foram incorporados ao exército egípcio. Por volta do Império Novo os exércitos eram divididos em unidades táticas autônomas de 5 a 6 000 homens.

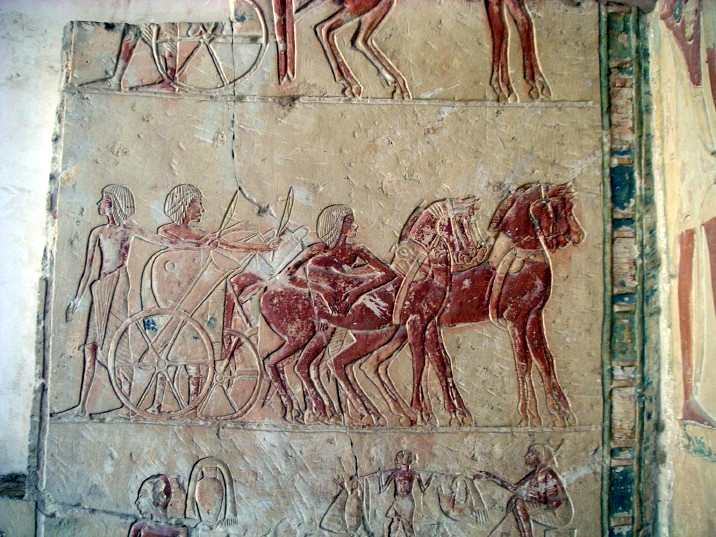
Relevo da tumba de Horemebe

Os exércitos empreenderam expedições militares no Sinai para proteção das minas locais durante o Império Antigo e lutaram em guerras civis durante o Primeiro e Segundo períodos intermédios. Foram importantes à manutenção de fortificações ao longo de rotas comerciais importantes, tais como as encontradas na cidade de Buém no caminho à Núbia. Também foram construídos fortes nas fronteiras com guarnições de 50 a 100 homens, para servirem como bases militares, tais como a fortaleza de Sile, a qual foi uma base de operações para expedições no Levante. No Império Novo, uma série de faraós usaram o exército para atacar e conquistar o Reino de Cuxe e partes do Levante. Há informações que alegam que houve a prática de espionagem entre os exércitos egípcios.
Os equipamentos militares típicos incluíram arcos e flechas de sílex, machados, clavas, lanças de cobre e escudos redondos feitos por estiramento de pele de animais sobre uma armação de madeira. No Império Novo, os militares começaram a usar bigas e cavalos que haviam sido introduzidos pelos invasores hicsos durante o Segundo Período Intermédio. As armas e armaduras continuaram a melhorar com a introdução do bronze: os escudos eram agora feitos de madeira sólida com uma fivela de bronze, lanças receberam pontas de bronze e o khopesh, uma espécie de espada com a extremidade curva, foi adotado a partir de modelos asiáticos. O faraó, na arte e literatura, anda à frente do exército e há evidências de que pelo menos alguns faraós, como Taá II e seus filhos, o fizeram.

## Economia

### Agricultura

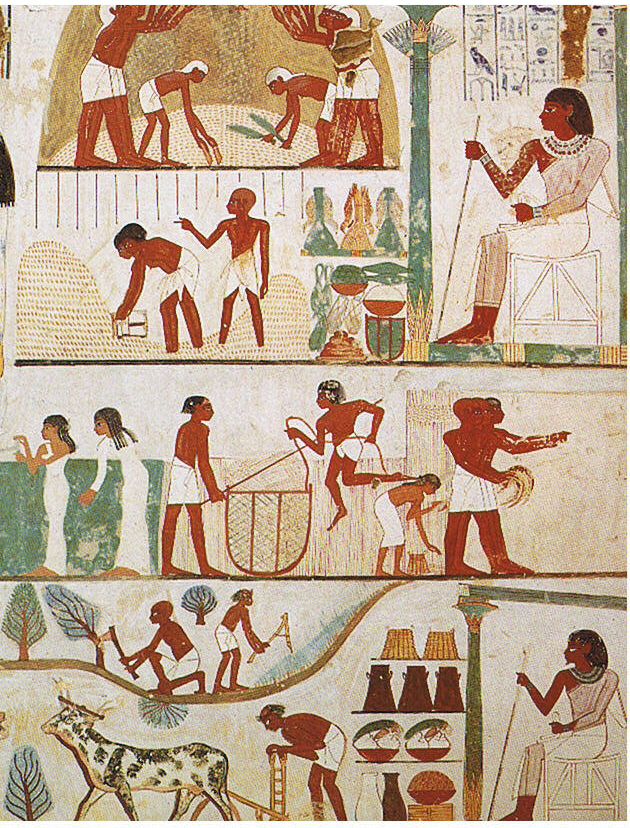
Pintura mural de um túmulo retratando trabalhadores arando os campos, a colheita das culturas e a debulha de cereais sob a direção de um supervisor

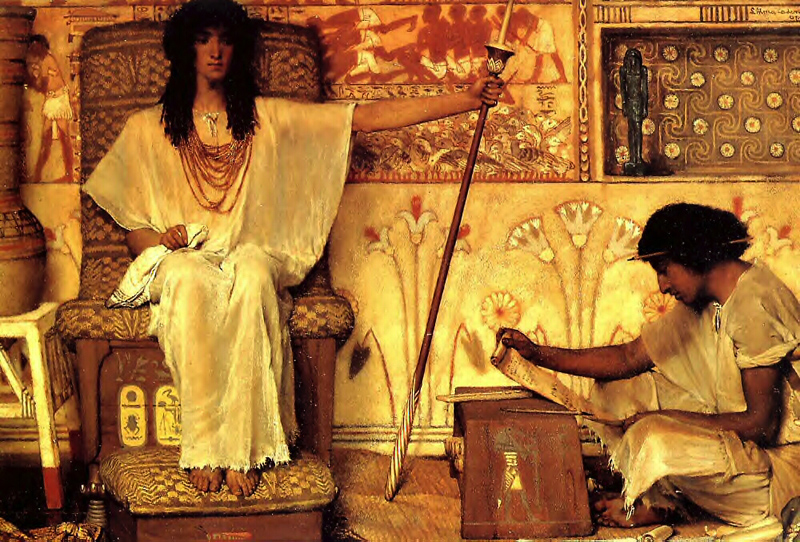
José - O Supervisor dos Celeiros do Faraó, Lawrence Alma-Tadema (1874)

Uma combinação de características geográficas favoráveis contribuiu para o sucesso da cultura, a mais importante das quais era o solo fértil resultante de enchentes anuais do Nilo. Os antigos egípcios foram, assim, capazes de produzir alimentos em abundância, permitindo que a população dedicasse mais tempo e recursos a atividades culturais, tecnológicas e artísticas. A gestão da terra foi crucial no Antigo Egito, porque os impostos foram avaliados com base na quantidade de terras em posse de uma pessoa. Em teoria todas as terras pertenciam ao rei, mas a propriedade privada foi uma realidade.
A agricultura no Egito foi dependente dos ciclos de cheias do Rio Nilo. Os egípcios reconheceram três estações: Akhet (inundação), Peret (plantio) e Shemu (colheita). A estação das cheias dura de julho a outubro, depositando nas margens do Nilo uma camada de lodo rico em minerais para o cultivo. Após a redução do nível do rio, a estação de plantio ia de novembro a fevereiro. Agricultores aravam a terra com arados puxados por bois e plantavam as sementes, que eram irrigadas por intermédio de sistemas de diques e canais. O Egito recebia pouca chuva, pelo que os agricultores usavam a água do Nilo para regar as culturas. De março a junho, os agricultores usavam foices para suas colheitas, que eram depois debulhadas com um mangual ou com as patas dos bois para separar a palha do grão. Os grãos eram usados para fabricar cerveja ou armazenados em sacas nos celeiros reais para posterior distribuição.
Os antigos egípcios cultivaram trigo, cevada e vários outros cereais, todos usados para produção de pão, biscoitos, bolos e cerveja. O linho, colhido antes da floração, foi cultivado para extração da fibra de seu caule para produção de roupas; algodão também foi cultivado. O papiro que cresce nas margens do Nilo era usado para fazer suporte de escrita. Legumes (pepino, cebola) leguminosas (feijão, fava, grão-de-bico, lentilha, alfarroba), verduras (alface), condimentos (alho, alho-poró, alecrim, gergelim, orégano, tomilho) e frutas (tâmara, melancia, melão, maçã, romã, laranja, banana, limão, pêssego, figo, jujuba, uva) foram cultivadas em hortas perto das casas em solo elevado, e tiveram de ser regadas manualmente; houve produção de vinho. Foi ainda evidenciada a presença do cultivo de papoula e mirto.
| “ | Assim era praticada a horticultura, sendo produzidos alho, cebola, pepino, alface e outras verduras e legumes; também eram plantadas árvores frutíferas e videiras. … O Egito era um dos "formigueiros humanos" do mundo antigo, em virtude da sua extraordinária fertilidade renovada anualmente pelos aluviões [cheias] do Nilo. Sendo a vida agrícola inteiramente dependente da inundação, quando esta faltava ou era insuficiente ocorria a fome - apesar das reservas acumuladas pelo Estado - e morriam milhares de pessoas. Temos muitos documentos escritos (e às vezes pictóricos) que se referem a tais épocas calamitosas. Numa delas, […] segundo parece, houve casos de canibalismo. | ” |
|   | — Cardoso, Ciro Flamarion S. O Egito Antigo. São Paulo, Brasiliense, 1986.. |   |

### Criação animal

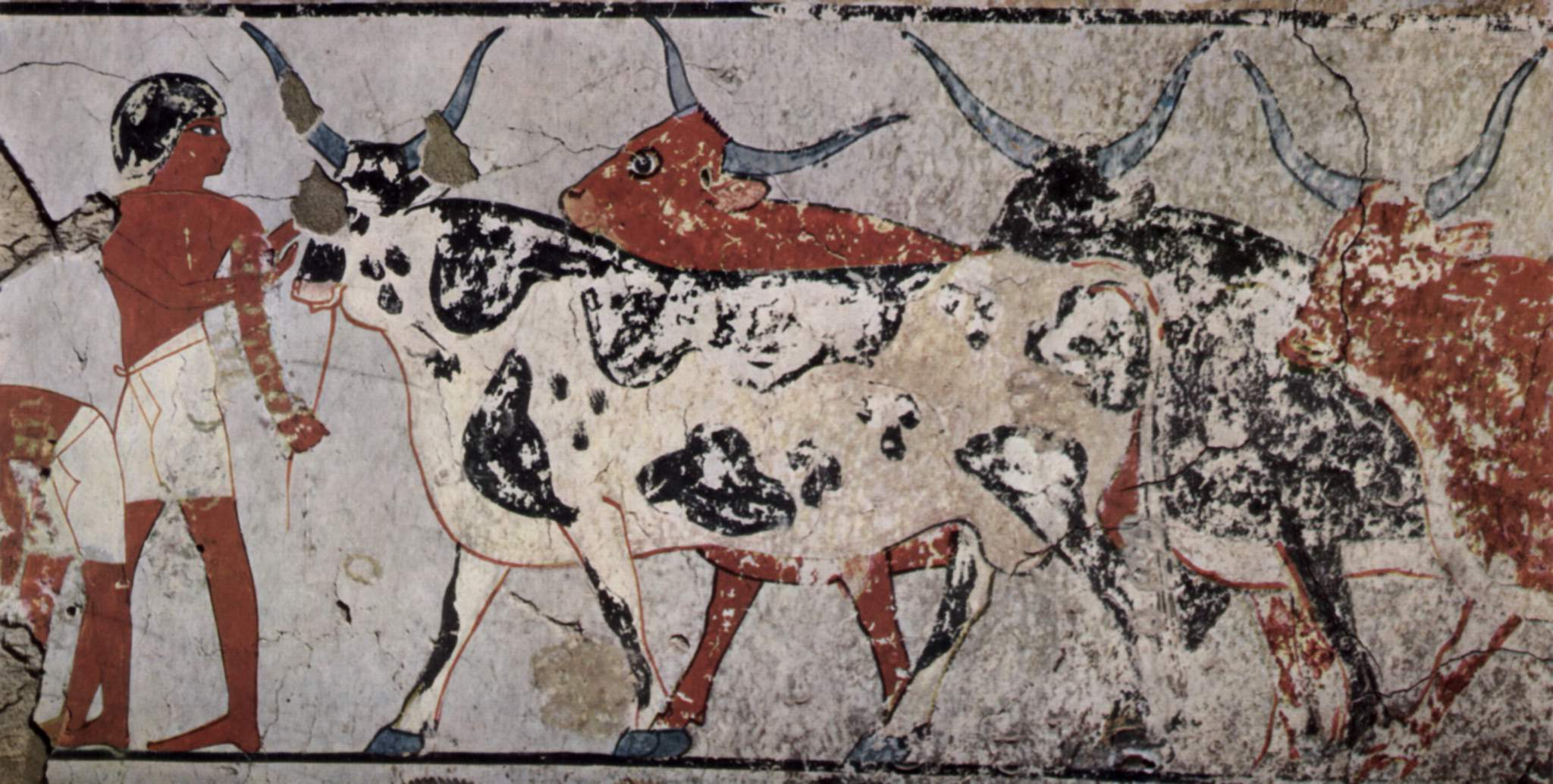
Rebanho de bovinos

Os egípcios acreditavam que uma relação equilibrada entre pessoas e animais era um elemento essencial da ordem cósmica e que por conseguinte os animais e plantas eram membros de um todo. Animais, tanto domésticos como selvagens, foram, portanto, uma fonte essencial de espiritualidade, companheirismo, e sustento. Os bovinos foram os animais mais importantes; a administração coletava impostos sobre o gado nos censos regulares, e o tamanho de um rebanho refletia o prestígio e a importância da propriedade ou do templo que o possuía. Além do gado, os antigos egípcios apascentavam caprinos, ovinos e suínos. Aves como patos, gansos e pombos eram capturados em redes e criados em fazendas, onde eram alimentados à força com massa para engordá-los. As abelhas também foram domesticadas, pelo menos desde o Império Antigo, e forneciam tanto mel como cera. Também foram domesticados hienas e guepardos à caça.

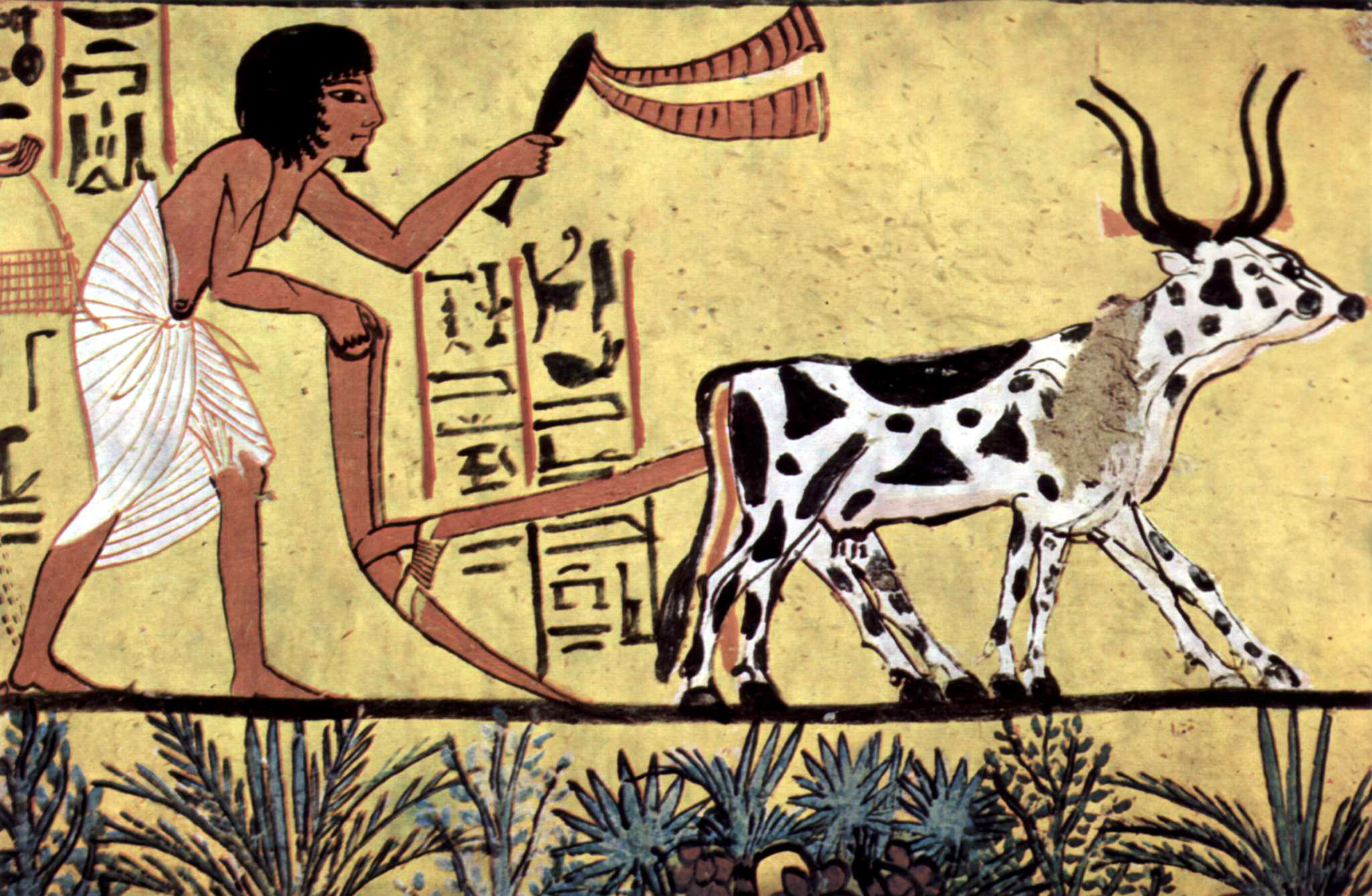
trabalhador arando o campo com tração animal

Os egípcios usavam burros e bois como animais de carga e para lavrar os campos e debulhar as sementes. O abate de um boi gordo era também uma parte central de um ritual de oferenda. Os cavalos foram introduzidos pelos hicsos no Segundo Período Intermédio, e o camelo, apesar de ser conhecido a partir do Império Novo, não foi usado como um animal de carga até à Época Baixa. Há também evidências que sugerem que os elefantes foram brevemente utilizados na Época Baixa, mas praticamente foram abandonados devido à falta de pastagens. Cães, gatos e macacos eram animais comuns de estimação, enquanto animais de estimação mais exóticos importados do coração da África, como leões, estavam reservados à realeza. Heródoto observou que os egípcios eram o único povo que mantinha os seus animais em suas casas. Durante o período pré-dinástico e nos períodos posteriores, o culto dos deuses em sua forma animal era extremamente popular, como a deusa gata Bastet e o deus íbis Tote. Esses animais foram criados em grande número nas fazendas a fim de serem sacrificados.
Para complementar a sua dieta, os egípcios caçavam lebres, antílopes, aves, hipopótamos e crocodilos por meio de redes, arcos e lanças, assim como pescavam carpas, pescadas (no Delta) e, especialmente, tilápias com o emprego de anzóis e arpões; os peixes eram desidratados ao sol para conservação.
| “ | Os egípcios foram muito ativos nas suas tentativas de domesticação de animais […] Chegavam a experimentar hienas, antílopes, grous e pelicanos! O gado maior — bois, asnos, […] — servia em primeiro lugar para puxar o arado, para separar os grãos da palha e para o transporte. O cavalo era usado para puxar carros, e não montado. Vacas e bois eram usados também à alimentação (carne, leite) e sacrificados aos deuses. […] O gado menor compreendia ovelhas, cabras e porcos. […] A agricultura e a criação eram complementadas pela pesca […], praticada no Nilo, nos pântanos e nos canais com rede, anzol, nassa e arpão. Boa parte dos peixes era secado ao sol. Também a caça era praticada no deserto e nos pântanos, usando-se para tal o cão, o arco e o laço, e capturando-se aves selvagens com redes. | ” |
|   | — Cardoso, Ciro Flamarion S. O Egito Antigo. São Paulo, Brasiliense, 1986.. |   |

### Mineração

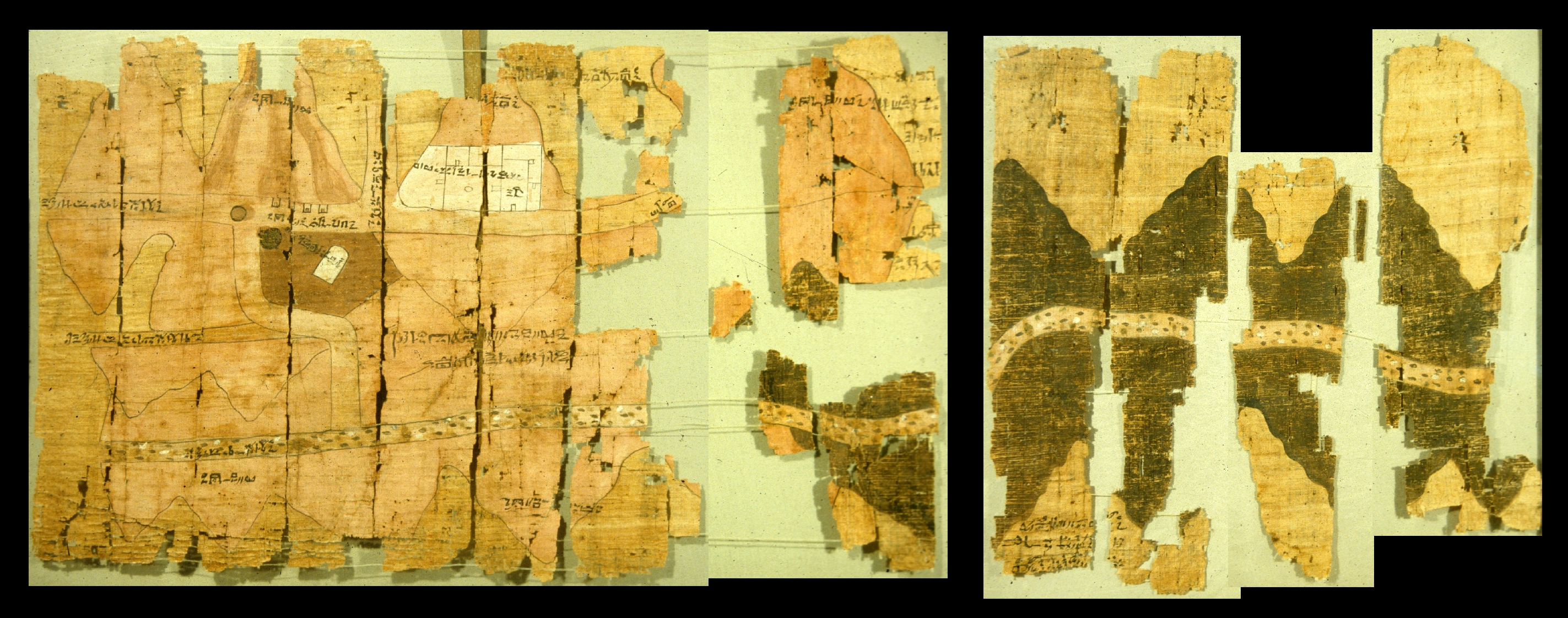
O Mapa de Turim descreve as minas de Uádi Hamamate e é o mapa de cunho topográfico conhecido mais antigo

O Egito é rico em pedras de decoração e construção, cobre e minérios de chumbo, ouro e pedras semipreciosas. Estes recursos minerais permitiram aos egípcios construir monumentos, esculpir estátuas, fazer ferramentas e joias. Os embalsamadores utilizavam sais de Uádi Natrum (natrão) para mumificação, que também proporcionou a gipsita necessária para fazer gesso. Formações rochosas de minérios foram encontradas em barrancos inóspitos e distantes do Deserto Oriental e no Sinai, exigindo grandes expedições controladas pelo Estado para obter os recursos naturais ali localizados. Havia extensas minas de ouro na Núbia, e um dos primeiros mapas conhecidos é de uma mina de ouro na região. Uádi Hamamate foi uma importante fonte de granito, grauvaque e ouro. O sílex foi o primeiro mineral coletado e usado para fazer ferramentas e machadinhas líticas. Nódulos do mineral eram cuidadosamente lascados para fazer lâminas e pontas de flechas, mesmo depois do cobre passar a ser usado para essa finalidade.
Os egípcios trabalharam em depósitos de minério de chumbo e galena em Guebel Rosas para fazer chumbo líquido, prumos e pequenas figuras. O cobre foi o material mais importante à fabricação de ferramentas no Antigo Egito e foi fundido em fornos de minério de malaquita e turquesa extraídas do Sinai. Através de lavagem, eram coletadas pepitas de ouro de sedimentos de depósitos aluviais. Outro processo para obter ouro, mais trabalhoso, era a moagem e lavagem de quartzito de ouro. Depósitos de ferro achados no norte do Egito, foram utilizados na Época Baixa. Pedras de construção de alta qualidade eram abundantes no Egito; os antigos egípcios extraíram calcário ao longo do Vale do Nilo, granito de Assuão e basalto e arenito dos barrancos do Deserto Oriental. Depósitos líticos decorativos, tais como pórfiro, quartzo, feldspato verde, ágata, diorito, grauvaque, berilo, alabastro e cornalina pontilhada dos desertos oriental e ocidental foram coletadas antes mesmo da primeira dinastia. Nos período ptolomaico e romano, os mineiros trabalharam em jazidas de esmeraldas de Uádi Sicaite e ametista em Uádi Elhudi.

### Comércio

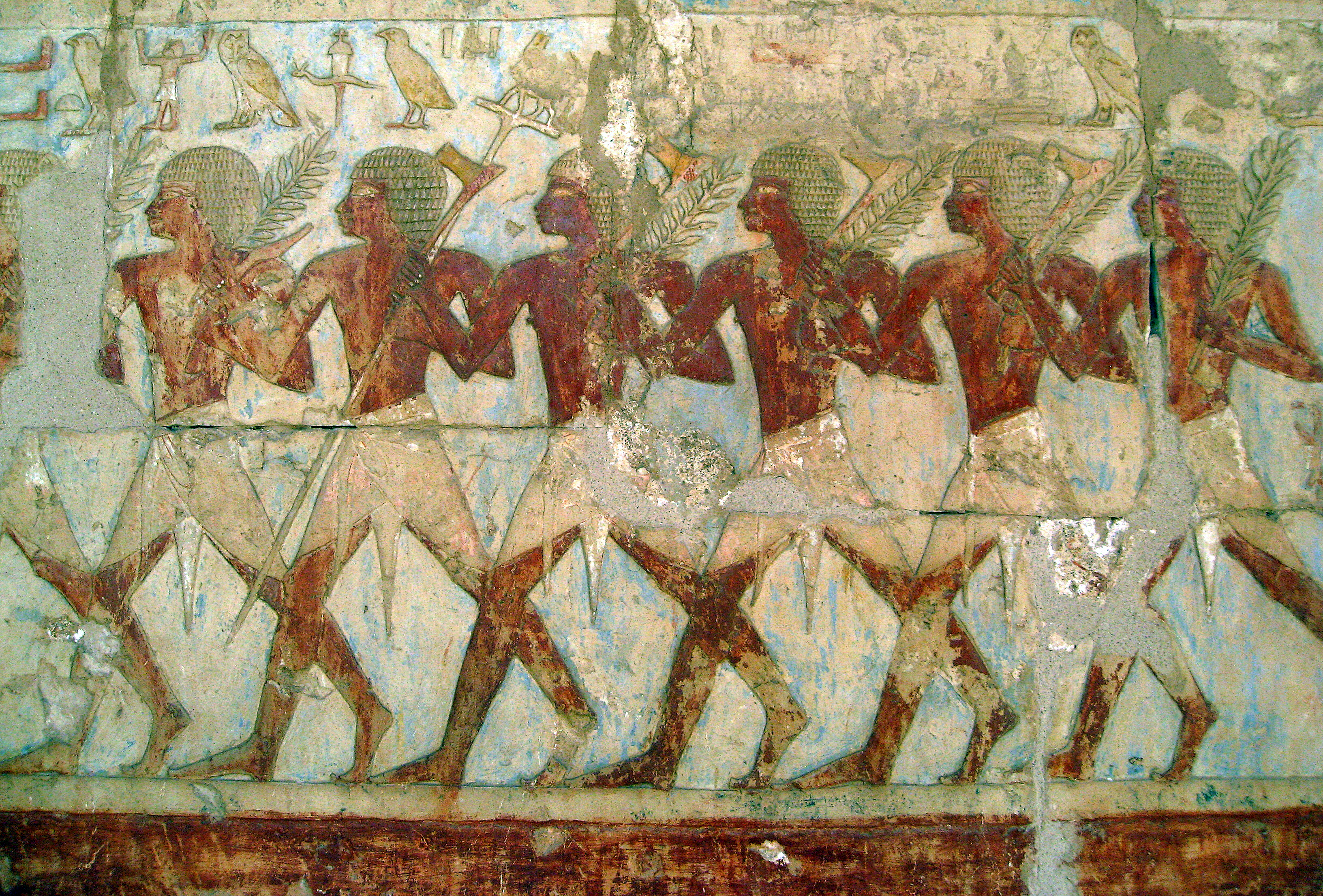
Expedição comercial ao Punte

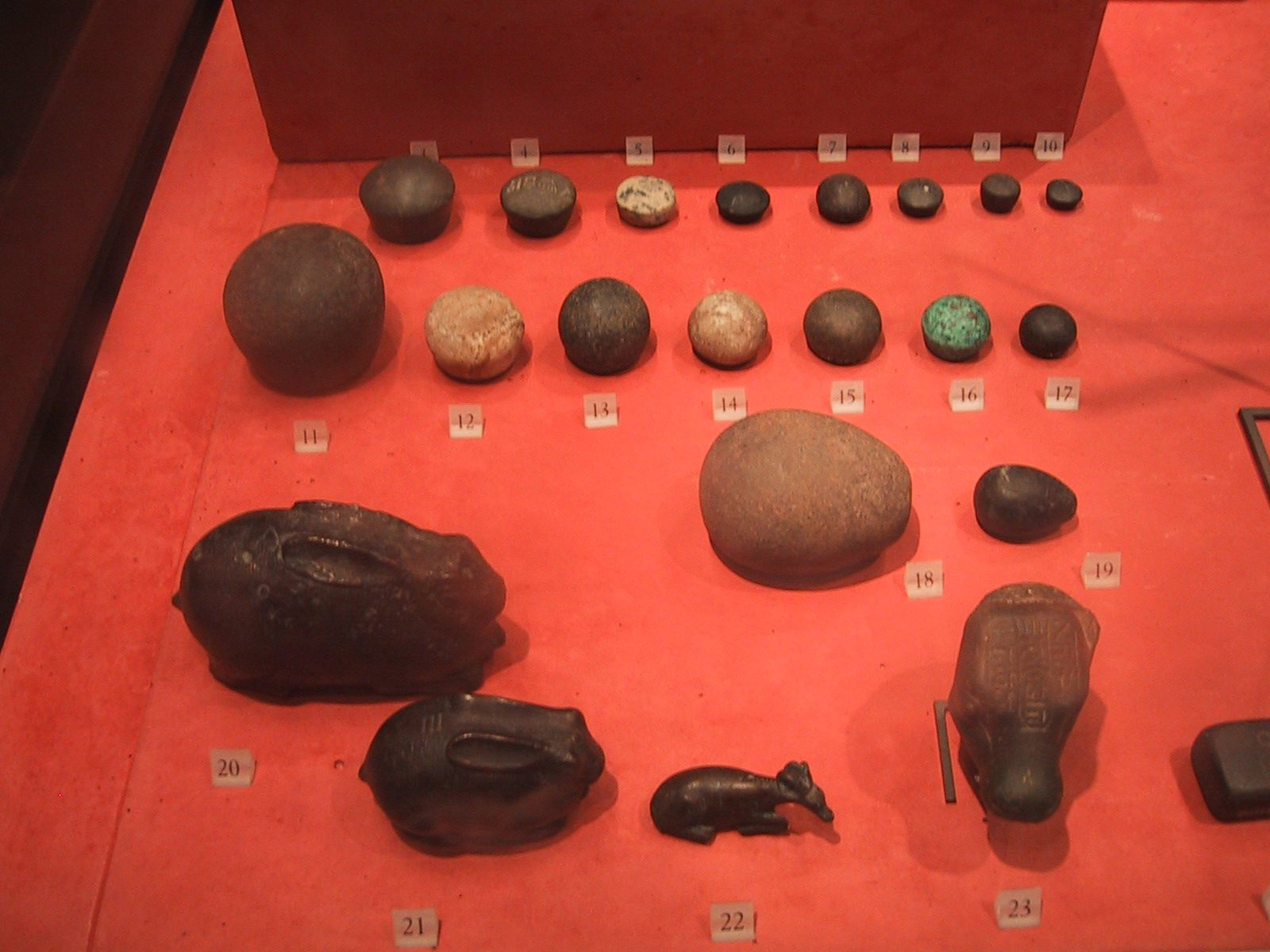
Pesos egípcios em forma de animal

Grande parte da economia estava organizada a nível central e era estritamente controlada. Embora os antigos egípcios não utilizassem moedas até à Época Baixa, fizeram uso de um sistema de troca monetária, com sacas de grãos como valor padrão e o deben, um peso de cerca de 91 gramas de cobre ou prata, formando um denominador comum. Os trabalhadores eram pagos com grãos; um simples operário podia ganhar 5 ½ sacas (250 quilos) de grãos por mês, enquanto um capataz podia ganhar 7 ½ sacas (340 quilos). Os preços eram fixados em todo o país e registrados em listas para facilitar a negociação. Por exemplo, uma camisa custava cinco deben de cobre, enquanto uma vaca custava 140 deben. Grãos podiam ser trocados por outras mercadorias, de acordo com a lista de preço fixo. Durante o século V a.C. o dinheiro foi introduzido no Egito por estrangeiros. As primeiras moedas eram usadas como peças padronizadas de metais preciosos e não como dinheiro propriamente dito, mas nos séculos seguintes as trocas internacionais passaram a depender das moedas.
Os antigos egípcios estiveram envolvidos no comércio com os povos vizinhos para obter mercadorias raras e exóticas não encontradas no Egito. No período pré-dinástico, estabeleceram o comércio com a Núbia à obtenção de ouro, plumas de avestruz, peles de leopardo, incenso e marfim. Também estabeleceram o comércio com a Palestina, como evidenciado por jarros de óleos de estilo palestino encontrados nas sepulturas dos faraós da primeira dinastia. Uma colônia fundada no sul de Canaã foi anterior à primeira dinastia. Na época de Narmer se produziu cerâmica em Canaã que era exportada ao Egito.
Em meados da segunda dinastia, o contato do Antigo Egito com Biblos rendeu um intenso comércio de madeira de boa qualidade não encontrada no Egito. Durante a quinta dinastia, o comércio com Punte abastecia o Egito com ouro, resinas aromáticas, ébano, marfim e animais silvestres, como macacos e babuínos. Houve também comércio com a Anatólia para adquirir estanho e para o fornecimento suplementar de cobre, dois metais necessários à fabricação de bronze. Os antigos egípcios valorizaram a pedra azul lápis-lazúli, que tinha de ser importada do Afeganistão. Os parceiros do Egito no comércio mediterrânico também incluíram Creta e a Grécia, que forneciam, entre outras mercadorias, azeite. Em troca de suas importações de luxo e de matérias-primas, o Egito exportava principalmente grãos, ouro, linho e papiro, além de outros produtos acabados, incluindo objetos de vidro e pedra.

## Sociedade

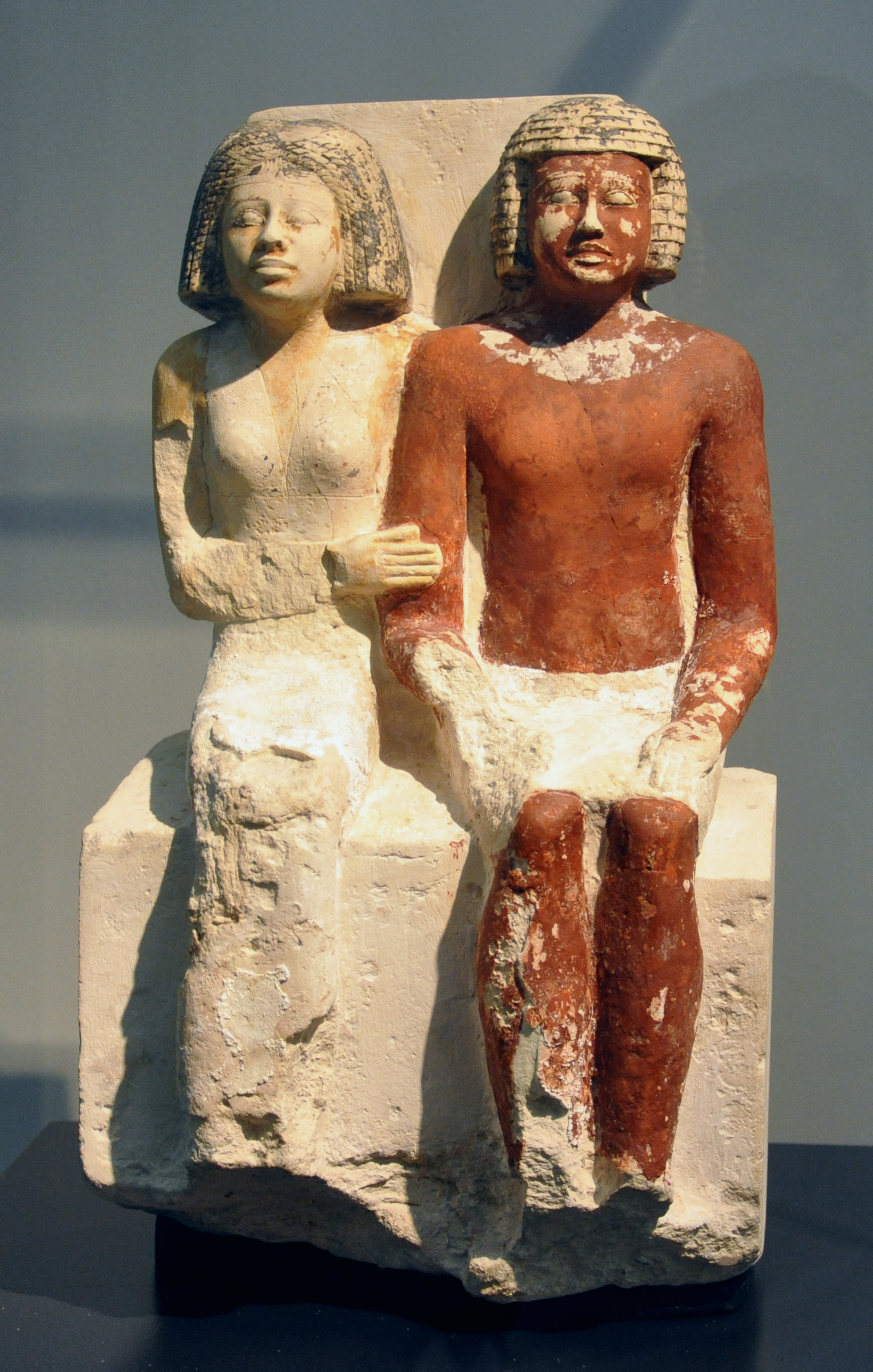
Um casal egípcio sentado

A sociedade apresentava uma estrutura fortemente hierarquizada. Era patriarcal, com o homem administrando o lar, com participação da mulher, e decidindo os herdeiros através de seu testamento. Os anciãos eram consultados e honrados após a morte. O casamento no mundo egípcio era monogâmico (embora haja casos de bigamia e poligamia na corte faraônica) e não era sancionado pela religião. Não existia uma cerimônia de casamento, nem um registro deste. Aparentemente bastava um casal afirmar que queria coabitar para que a união fosse aceite. Os homens casavam entre os dezesseis e os dezoito anos e as mulheres por volta dos doze, catorze anos. Por serem as mulheres as transmissoras do sangue real, como forma de legitimação do poder, houve casamentos entre irmãos. Também houve casamentos entre faraós e uma de suas filhas. Os homens com uma posição econômica mais elevada poderiam ter, para além da esposa legítima (nebet-per, "a senhora da casa"), várias concubinas, o que era visto como um sinal de riqueza. No entanto, as mulheres que tivessem mais de um homem eram mortas.
A prostituição era uma prática moralmente condenada, mas foi praticada nas margens do Nilo. Foram registrados em papiros e óstracos a prática de favores sexuais em troca de dinheiro, bem como menção a relações sexuais coletivas, o que leva considerar a possibilidade da existência de prostíbulos. No Egito não houve prostituição sagrada, sendo a relação divindade-sacerdotisa, meramente simbólica.
Os antigos egípcios viam homens e mulheres, incluindo as pessoas de todas as classes sociais, exceto os escravos, como essencialmente iguais perante a lei, e até mesmo o mais humilde camponês tinha direito de petição ao vizir e sua corte para reparação. Tanto homens quanto mulheres tinham o direito de possuir e vender imóveis, fazer contratos, se casar e se divorciar, receber herança e ter litígios em tribunal. Os casais podiam possuir bens em conjunto e protegerem-se com contratos de casamento em caso de divórcio, que estipulavam as obrigações financeiras do marido para com a esposa e com as crianças ao final do casamento. As mulheres tinham uma grande gama de escolhas pessoais e oportunidades de realização. Podiam ser da realeza, trabalhar no palácio como amas-de-leite, concubinas ou escançãs (servidoras de vinho do faraó) e, nos templos, desde cantoras a sacerdotisas. Outras exerciam poderes divinos como esposas de Amom. Apesar destas liberdades, as mulheres muitas vezes não participavam em papéis oficiais da administração, servindo apenas em papéis secundários, e não foram tão susceptíveis de serem educadas tal como os homens.
Quando o marido falecia, as mulheres assumiam a chefia familiar e, no caso dos faraós, o Estado. Mulheres como Hatexepsute e Cleópatra chegaram a tornar-se faraós. As mulheres podiam receber herança paterna. Normalmente, o filho mais velho assumia o trono faraônico após a morte de seu pai, no entanto, quando só havia filhas como sucessoras ao trono, a mais velha deveria casar para seu marido assumir o trono.

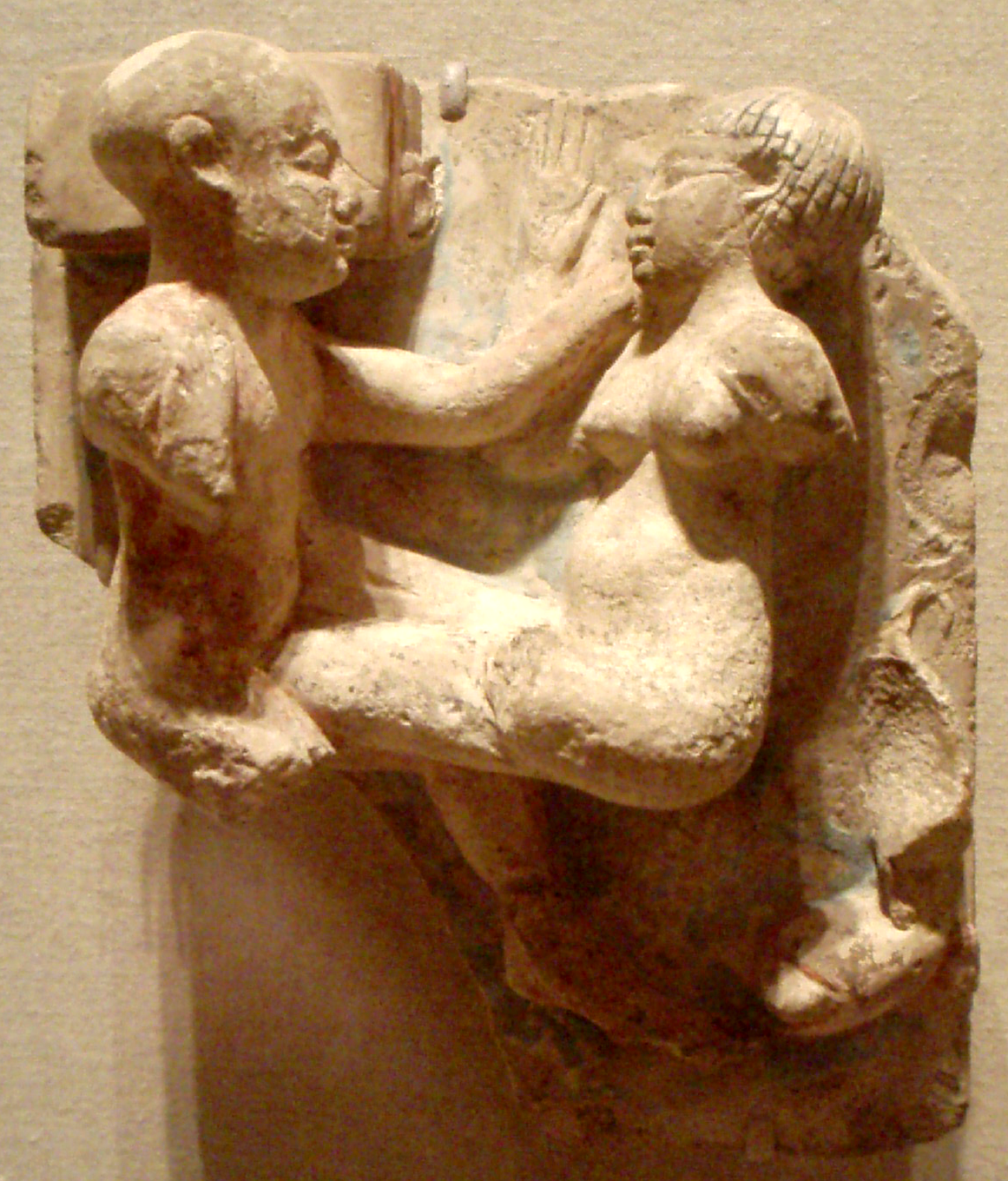
Arte erótica

| “ | Seja como for, […] a mulher era sui juris, podendo dispor livremente de seus bens, intentar processos na justiça, tomar a iniciativa do divórcio tanto quanto o homem, desempenhar um papel ativo em diversas atividades produtivas, de serviços e eventualmente de gestão, enfim ir e vir com ampla liberdade. Havia, sem dúvida, certas limitações. Assim, por exemplo, se […] achamos mulheres que desempenham funções administrativas ou sacerdotais das quais dependem bens e pessoas pertencentes ao palácio e aos templos, isto diminui muito nos períodos posteriores. Mesmo para o Império Antigo, a presença de mulheres naquelas funções sempre foi quantitativamente muito inferior à dos homens. Em outras palavras, a direção da vida pública sempre esteve maciçamente em mãos masculinas; e tal tendência se fortaleceu com o tempo. Na vida privada, porém, em termos gerais, mantiveram-se os amplos direitos da mulher: igual participação na herança paterna e materna, controle sobre os seus bens pessoais (mesmo quando geridos pelo marido, situação bastante corrente), etc. É certo, entretanto, que a mulher era encarada como tendo uma vocação essencialmente doméstica […] ligada seja à administração da casa […], seja à realização de tarefas no seu âmbito: fabricação de pão e cerveja, manufatura de fios e tecidos. […] Com maior frequência, era o homem que intervinha em transações e, em geral, na gestão do patrimônio familiar, embora a intervenção direta da mulher fosse considerada algo normal em muitos casos, por exemplo, ao estar ausente o marido, ou na sua incapacidade, ou ainda durante a viuvez, sendo os filhos menores. | ” |
|   | — Cardoso, Ciro Flamarion. Algumas visões da mulher na literatura do Egito faraônico (II milênio a.C.). Citado em: História. São Paulo: UNESP, 1993, v. 12. p. 103-5.. |   |

### Educação

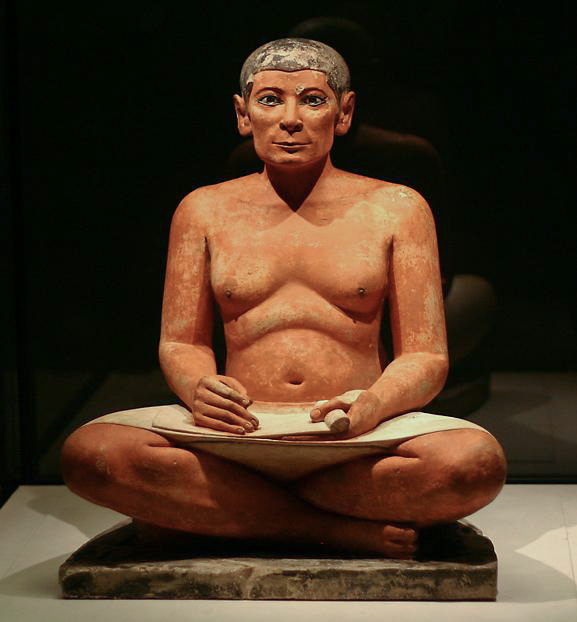
Estátua de um escriba sentado (IV dinastia, c. 2620-)

As crianças (meninos e meninas) iniciavam sua educação básica no seio familiar; os meninos aprendiam com seus pais princípios éticos, visões da vida, conduta social, ritos populares, etc; as meninas aprendiam com suas mães economia doméstica, culinária, preparação e confecção de roupas; as meninas ricas podiam aprender a tocar instrumentos, cantar, dançar assim como a ler, escrever e trabalhar com operações aritméticas. No processo educacional das classes mais abastadas utilizava-se os chamados "Livros de Instrução", que continham regras para se viver ordenadamente em sociedade assim como elementos morais tais como justiça, sabedoria, obediência, bondade e moderação.
No Antigo Egito havia poucas escolas a funcionar exclusivamente à educação de homens da realeza, da nobreza ou daqueles que almejavam tornar-se escribas, sacerdotes, artistas, escultores ou desenhistas. Iniciando seus estudos entre os cinco e sete anos, os garotos aprendiam leitura e escrita, história e geografia, ciência, medicina e astronomia, aritmética e geometria e música. Eram instituições com disciplina muito rigorosa, onde os rapazes que se comportavam mal ou não prestavam atenção eram espancados. Diferente dos jovens das classes abastadas que iam a escola, os jovens filhos de camponeses, pescadores e artesãos aprendiam desde tenra idade os ofícios de seus pais para que assim os pudessem suceder.

### Hierarquia social

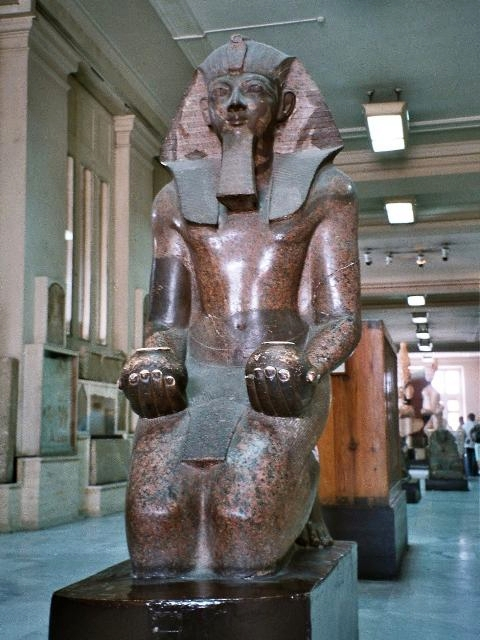
O faraó exprimia a própria vida do Egito e era o topo a hierarquia. Na foto estátua de Hatexepsute, no Museu Egípcio do Cairo

No topo da hierarquia social estava o faraó, que possuía poderes absolutos, tomando decisões militares, religiosas, econômicas e judiciais, além de ser o dono nominal de todas as terras. Nos períodos de cheia o faraó ordenava que a população exercesse outras funções como, por exemplo, a construção de obras públicas. Enquanto vivo, o faraó era encarado como uma personificação do deus Hórus, enquanto que seu antecessor falecido era associado a Osíris, pai de Hórus, houvesse ou não relação de consanguinidade entre os soberanos. A partir da V dinastia os reis apresentam-se também como filhos de Rá, o deus solar.
Os faraós possuíam muitas mulheres e filhos. Sua mulher principal, denominada hemet nesut, "esposa do rei", podia ser sua irmã ou uma de suas filhas. Os faraós possuíam diversas insígnias: o pschent (a união das coroas do Alto e Baixo Egito), os cetros crossa e chicote, o nemés (ornamento para cabeça decorado com uma cobra e um abutre que simbolizavam, respetivamente, o Baixo e Alto Egito) e a barba postiça. Podia ser simbolicamente traduzido como esfinge, e era associado a animais como a pantera, o leão e o boi. A palavra faraó, vinda do egípcio per aâ, significa "Casa Grande". Tornou-se o nome oficial dos líderes do Egito apenas durante a XVIII dinastia, pois até então habitualmente os líderes referiam-se a si mesmos como nesu (rei) ou neb (senhor). A partir da V dinastia a titulatura dos reis incluía cinco nomes reais: nome de Hórus, nome das Duas Mestras, nome de Hórus de Ouro, prenome e nome.
Abaixo do faraó e de sua família na pirâmide social encontrava-se o grupo denominado como "classe do saiote branco" (ou classe dos dominantes), em referência ao vestuário de linho decorado que trajavam. Primeiramente vinham os nomarcas e vizires. Os nomarcas administravam as províncias imperiais enquanto os vizires controlavam o arrecadamento de impostos, fiscalizavam as obras públicas, os celeiros reais, participavam do alto tribunal de justiça e chefiavam a polícia e as tropas. Abaixo destes estavam os sacerdotes que administravam os templos, cultos e as festas religiosas, eram conselheiros dos faraós e usufruíam de terras, isenção de impostos e prestígio. Muito importantes à máquina burocrática do governo, os escribas cobravam impostos, organizavam as leis e a escrita, determinavam o valor das terras, copiavam poemas, hinos e histórias, escreviam cartas, realizavam censos populacionais e calculavam os estoques de alimentos, produção agrícola, área de terras aráveis, atividades comerciais, de soldados, necessidades do palácio, etc. A partir do Império Novo surge uma nova classe, os grandes comerciantes, que monopolizavam o comércio exterior.

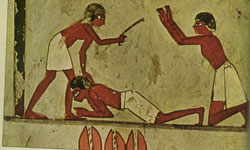
Espancamento de um escravo

Abaixo das classes dominantes situavam-se as classe dominadas. Primeiramente vinham os soldados que recebiam produtos por serviços prestados e tomavam espólios de saques, mas que nunca ascendiam a altos postos no exército. Abaixo destes vinham os artesãos (tecelões, pintores, barbeiros, cozinheiros, barqueiros, ceramistas, escultores, joalheiros, ferreiros, etc.), que trabalham especialmente para os faraós, à nobreza e para os templos e para os pequenos comerciantes que vendiam seus produtos nos mercados das cidades. Os camponeses (ou félas) formavam a maior parte da população e eram agricultores, pecuaristas e pescadores. Mesmo sendo eles os produtores, os produtos agrícolas eram propriedade direta do Estado, dos templos ou da família nobre que possuía a terra. Os camponeses também estavam sujeitos a um imposto sobre o trabalho e eram obrigados a trabalhar na construção de obras públicas e limpeza de canais em um sistema similar à corveia medieval na Europa. Também eram obrigados a trabalhar nos transportes e por vezes no exército. Abaixo dos camponeses vinha a base da pirâmide, os escravos (hemu e/ou baku). Cativos ou condenados da justiça, trabalhavam em atividades domésticas, públicas ou religiosas. Gozavam de direitos civis e aprendiam a escrita.

### Vida cotidiana

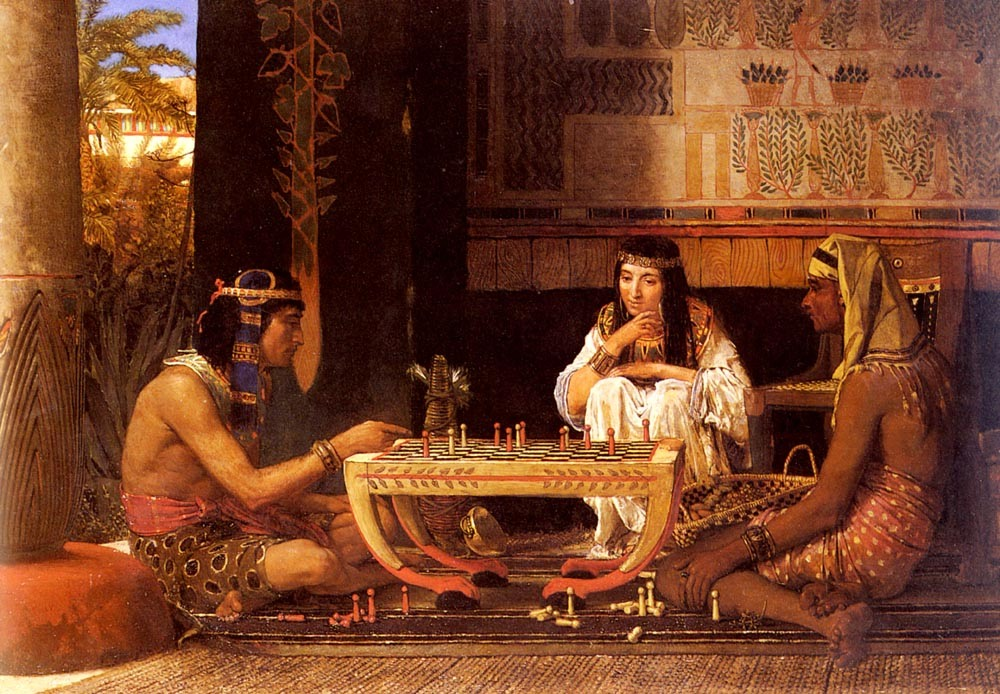
Nobres jogando uma forma primitiva de xadrez, segundo a concepção artística de Sir Lawrence Alma-Tadema, (1879)

A maioria da população era constituída por agricultores ligados à terra. Suas habitações eram restritas aos membros imediatos da família, e foram construídas com tijolos de barro destinadas a manter o frescor no calor do dia. Cada casa tinha uma cozinha com teto aberto, o qual continha uma pedra de moinho para moagem de farinha e um pequeno forno para cozer pão. As paredes eram pintadas de branco e podiam ser cobertas com tapetes de linho tingido. Os pavimentos eram cobertos com esteiras de palha, enquanto que a mobília era composta de bancos de madeira, camas levantadas a partir do piso e mesas individuais. As mães eram responsáveis por cuidar dos filhos, enquanto o pai fornecia a renda da família.

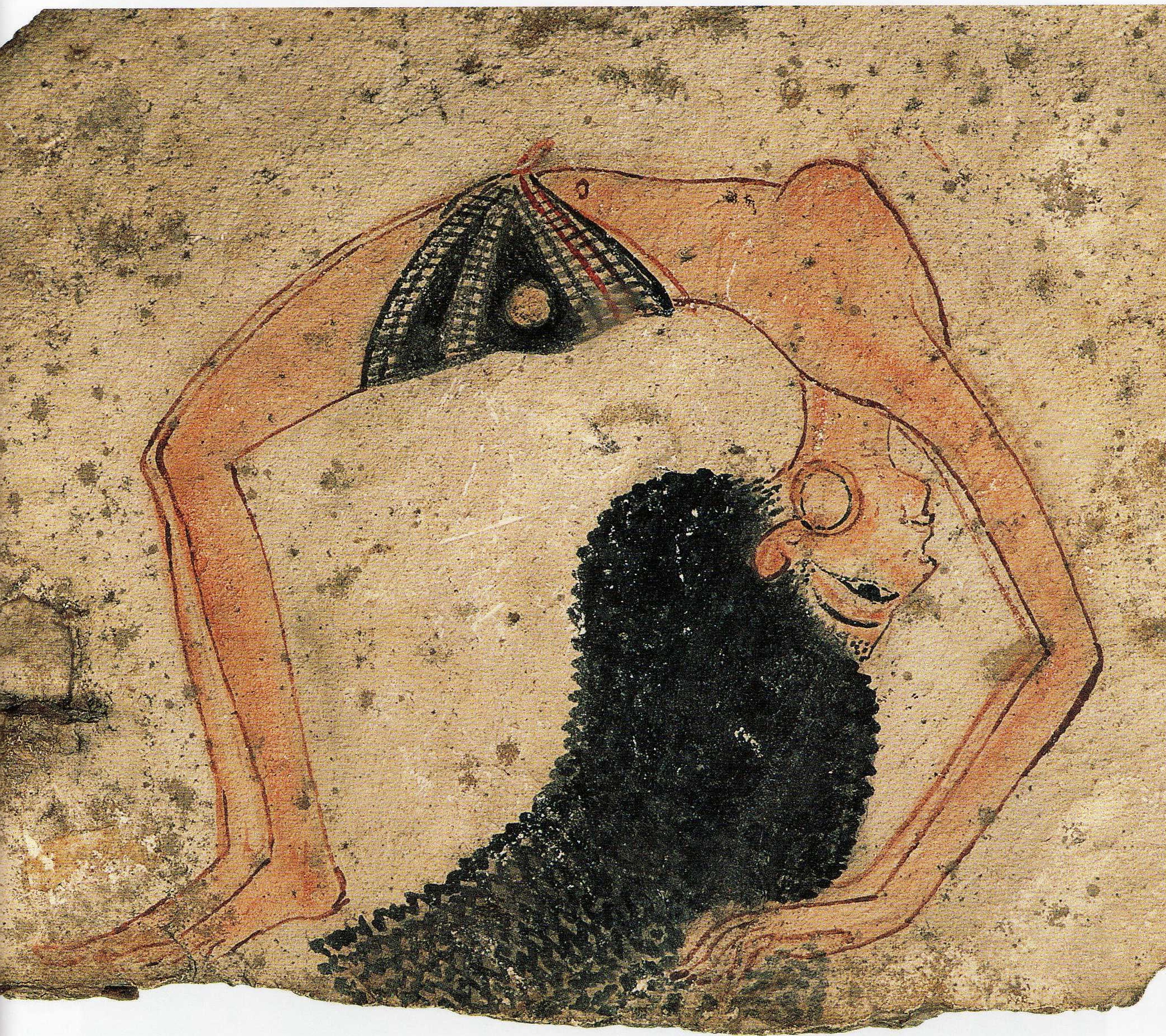
Dançarina

A higiene e aparência pessoais eram tidas em grande valor. A maioria banhava-se no Nilo e usava um sabão pastoso, o suabu, feito de gordura e giz. Os homens raspavam todo o corpo para limpeza, e usavam perfumes, óleos aromáticos e pomadas para ocultar maus odores e manter a pele suave. Os óleos eram feitos com gordura vegetal ou animal e eram aromatizados com mirra, incenso ou terebintina. Um tipo de sal, o bed, era usado para gargarejar. As mulheres da corte passavam por um processo mais completo: depilavam-se, massageavam rosto e braços com pomada de mirra, colocavam um creme verde de malaquita nas pálpebras, desenhavam uma linha de kohl preto para alongar os olhos, colocavam pó de ocre nas bochechas e lábios e pintavam as palmas das mãos e a sola dos pés com hena.

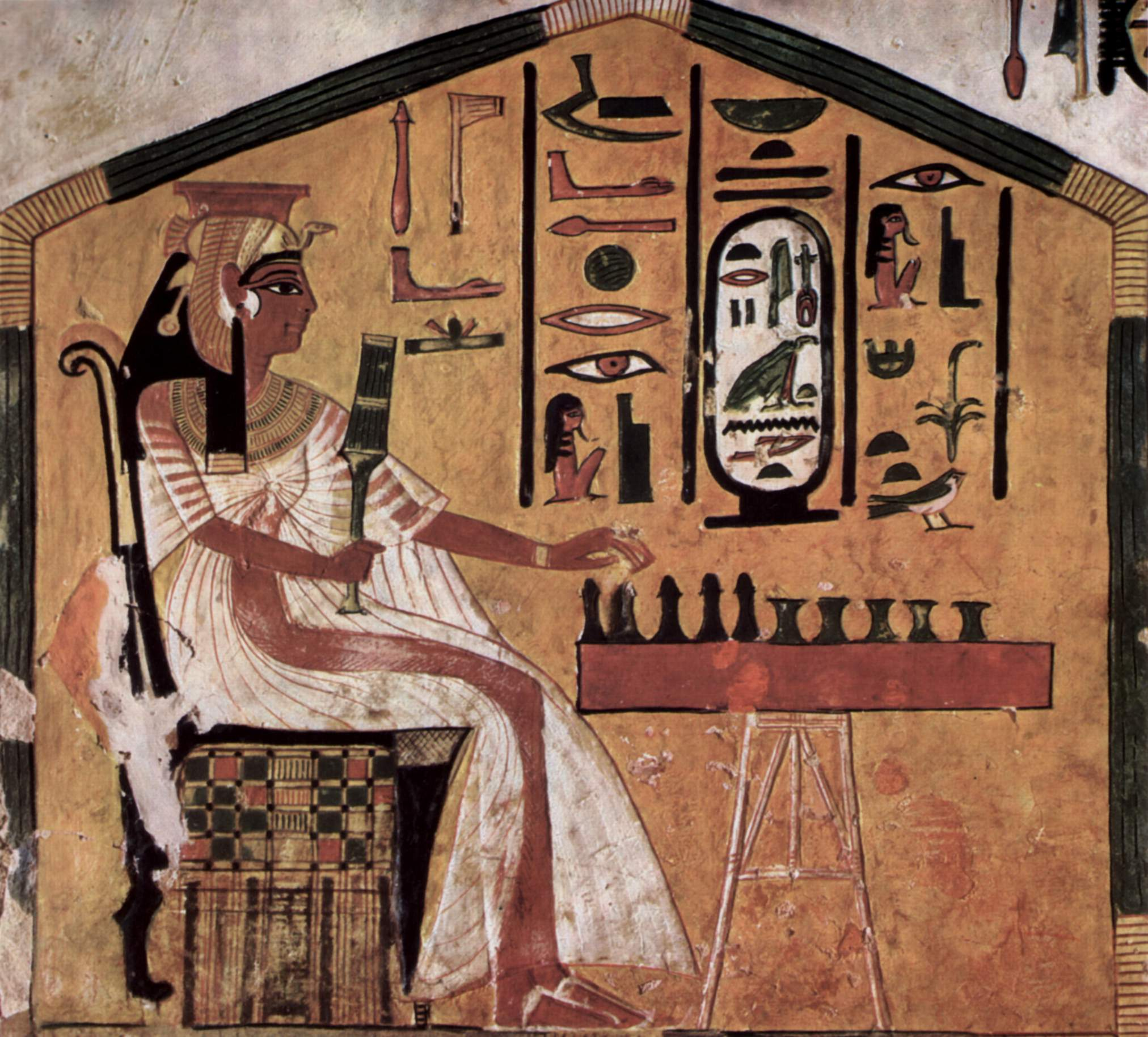
Nefertari jogando Senet, pintura da tumba da Rainha Nefertari do Egito

Tanto os homens como as mulheres da classe alta usavam perucas, jóias e cosméticos. Inicialmente as mulheres tinham o costume de manter os cabelos curtos, no entanto, ao longo dos séculos adotaram os cabelos compridos; os homens adultos utilizavam cabelos curtos e as crianças e os sacerdotes raspavam a cabeça. As mulheres vestiam um vestido de linho branco e os homens uma tanga; a população trabalhadora habitualmente andava nua ou então usava apenas um pedaço de tecido enrolado a cintura. As crianças ficavam sem roupas até a maturidade, cerca dos doze anos, e nessa idade os homens eram circuncidados e suas cabeças eram raspadas. Vizires, sacerdotes e o faraó usavam vestimentas especiais, respetivamente vestidos, peles de panteras e tangas costuradas com fios de ouro. No geral, havia apenas duas opções para os pés: nudez ou sandálias. Estas podiam ser de junco e papiro amarrados com barbante (mais simples) ou de couro costurado com linha de papiro (mais sofisticadas). Membros das classes mais elevadas da sociedade, costumeiramente adornavam o corpo com joias. As joias também eram usadas pela população menos abastada da sociedade por poderem se tratar de amuletos. Eram de ouro, prata, cobre ou cerâmica, incrustadas com pedras preciosas ou pasta de vidro colorido. Podiam ser diademas, colares, brincos, pulseiras, anéis e cintos.
A música e a dança eram entretenimentos populares para aqueles que podiam pagar por elas. Instrumentos antigos incluíam flauta e harpas, enquanto os instrumentos semelhantes a trompetes, oboés e gaitas desenvolveram-se mais tarde e se tornaram populares. No Império Novo, os egípcios tocavam sinos, címbalos, tamborins, e tambores e importaram alaúdes e harpas da Ásia. O sistro foi um instrumento musical do tipo chocalho que era especialmente importante em cerimônias religiosas. Os faraós possuíam uma banda preferida, os hinodos que os acompanhavam em grandes cerimônias religiosas. Para divertimento dos presentes em banquetes havia dançarinas que dançavam em movimentos lentos, mímicos, que contavam lendas dos deuses e os imitavam, e pigmeus da África Central que dançavam danças rápidas e rítmicas.
Eram praticadas diversas atividades de lazer, incluindo jogos e música. O Senet, um jogo de tabuleiro onde as peças se mudam de acordo com o acaso, era particularmente popular desde os primeiros tempos; outro jogo semelhante foi o Mehen, que tinha um tabuleiro em forma de serpente. Jogos de malabarismo, vara e bola eram populares entre as crianças, e também está documentada luta em uma tumba em Beni Haçane. Os membros ricos da sociedade praticavam caça e davam passeios de barco também. Havia uma grande variedade de brinquedos infantis, todos de madeira: piões, figurinhas, bonecas, cavalinhos e até bonecos articulados.

## Língua e escrita

### Desenvolvimento histórico
A língua é uma língua afro-asiática setentrional intimamente relacionada com o berbere e as línguas semíticas. Tem a história mais antiga a seguir ao sumério, tendo sido escrita desde 3 200 a.C. até à Idade Média, permanecendo como uma língua falada por mais tempo. Distinguem-se as fases do egípcio arcaico, antigo, médio (clássico), tardio, demótico e copta. Os escritos egípcios não apresentam diferenças antes do dialeto copta, no entanto, provavelmente existiam dialetos orais regionais nas regiões de Mênfis e, posteriormente, de Tebas.
O egípcio antigo foi uma língua sintética, tornando-se posteriormente em uma língua mais analítica. O egípcio tardio desenvolveu artigos prefixais definidos e indefinidos, que substituíram os sufixos flexionais anteriores. Há uma mudança da velha ordem Verbo Sujeito Objeto para Sujeito Verbo Objeto. Os hieróglifos egípcios, a escrita hierática e o demótico acabaram por ser substituídos pelo alfabeto copta, mais fonético. O copta ainda é usado na liturgia da Igreja Ortodoxa do Egito, e vestígios dela são encontrados no árabe egípcio moderno.

### Som e gramática

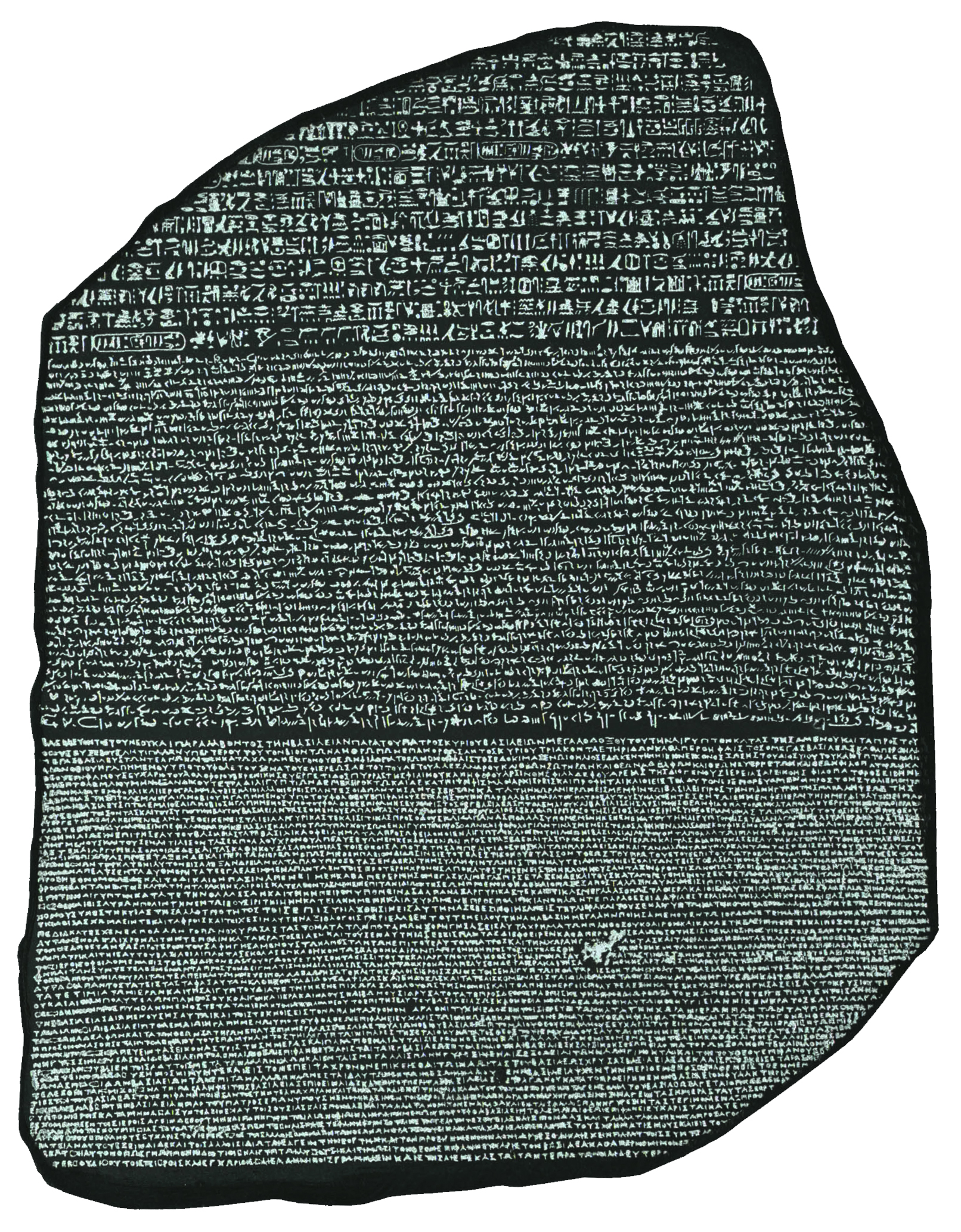
A Pedra de Roseta, artefato que permitiu aos linguistas traduzir os hieróglifos egípcios

O egípcio antigo tinha 25 consoantes similares aos de outras línguas afro-asiáticas. Estas incluíam consoantes faríngeas e enfáticas, oclusivas sonoras e surdas, fricativas surdas e africadas surdas e sonoras. Havia inicialmente três vogais longas e três vogais curtas, que se expandiram no egípcio tardio para cerca de nove. Uma palavra básica em egípcio, semelhante ao berber e semita, tem consoantes e semiconsoantes de raiz triliteral e biliteral. Sufixos são adicionados para formar palavras. A conjugação verbal corresponde à pessoa. Por exemplo, o esqueleto triconsonantal S-Ḏ-M é o núcleo semântico da palavra "ouvir"; sua base conjugal é sḏm ("ele ouve"). Se o sujeito é um substantivo, sufixos não são adicionados ao verbo; por exemplo: sḏm ḥmt ("a mulher ouve").

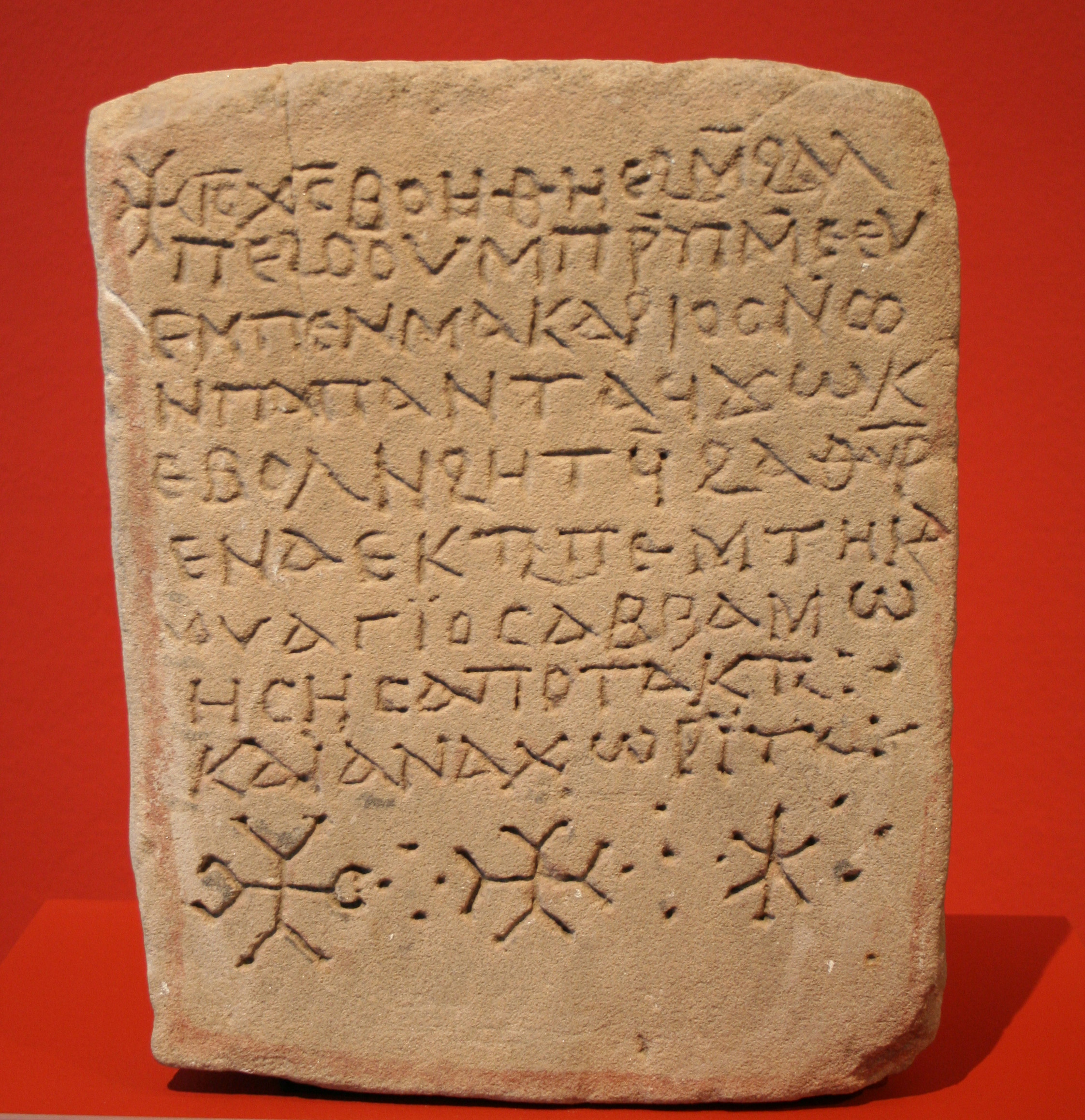
Inscrição copta

Os adjetivos são derivados de substantivos por um processo que os egiptólogos chamam nisbação devido à sua semelhança com o árabe. A ordem das palavras em frases verbais e adjetivas é PREDICADO-SUJEITO, e SUJEITO-PREDICADO em frases nominais e adverbiais. O sujeito pode ser movido para o início das frases se é longo e é seguido por um pronome resumptivo. Verbos e substantivos são negados por uma partícula n, mas nn é usado para frases adverbiais e adjetivas. O acento tônico recai sobre a última ou penúltima sílaba, que pode ser aberta (CV) ou fechada (CVC).

### Escrita
A escrita hieroglífica datada de 3 200 a.C. (túmulo U-j da necrópole de Umel Caabe de Abidos) é composta de cerca de 500 símbolos, que podiam ser reproduções de animais, plantas, pessoas ou partes do corpo e utensílios utilizados pelos egípcios. Um hieróglifo pode ser uma palavra, um som ou um determinante mudo; e o mesmo símbolo pode servir a diferentes propósitos em contextos diferentes. Os hieróglifos foram uma escrita formal, usados em papiros, monumentos líticos e nos túmulos, que podem ser tão detalhados como obras de arte. No dia-a-dia, os escribas usavam uma forma de escrita cursiva, chamada hierática, que era mais simples e rápida de escrever, escrita em pedras, papiros e placas de madeira. Enquanto os hieróglifos formais podem ser lidos em linhas ou colunas em qualquer direção (embora, geralmente, escritos da direita à esquerda), a hierática era sempre escrita da direita à esquerda, geralmente em linhas horizontais. Para se saber a direção a qual se devia ler os hieróglifos, era preciso olhar à direção a qual as figuras humanas ou de pássaros estavam olhando, pois são estes que mostram o início do texto. Uma nova forma de escrita surgida no século VII a.C., a demótica, tornou-se predominante, substituindo a hierática.
Por volta do século I d.C., o alfabeto copta começou a ser usado juntamente com a escrita demótica. O copta é um alfabeto grego modificado com a adição de alguns sinais demóticos. Embora os hieróglifos formais tenham sido usados em contexto cerimonial até ao século IV, no final apenas um pequeno grupo de padres sabiam lê-los. Como os estabelecimentos religiosos tradicionais foram dissolvidos, o conhecimento da escrita hieroglífica estava quase perdido. As tentativas de decifração são datadas do período bizantino e do período islâmico, mas apenas em 1822, após a descoberta da Pedra de Roseta e anos de pesquisa de Thomas Young e Jean-François Champollion, os hieróglifos foram quase totalmente decifrados. Na Pedra de Roseta estão presentes três formas de escrita: hieróglifos formais, hierática e grega.

### Literatura

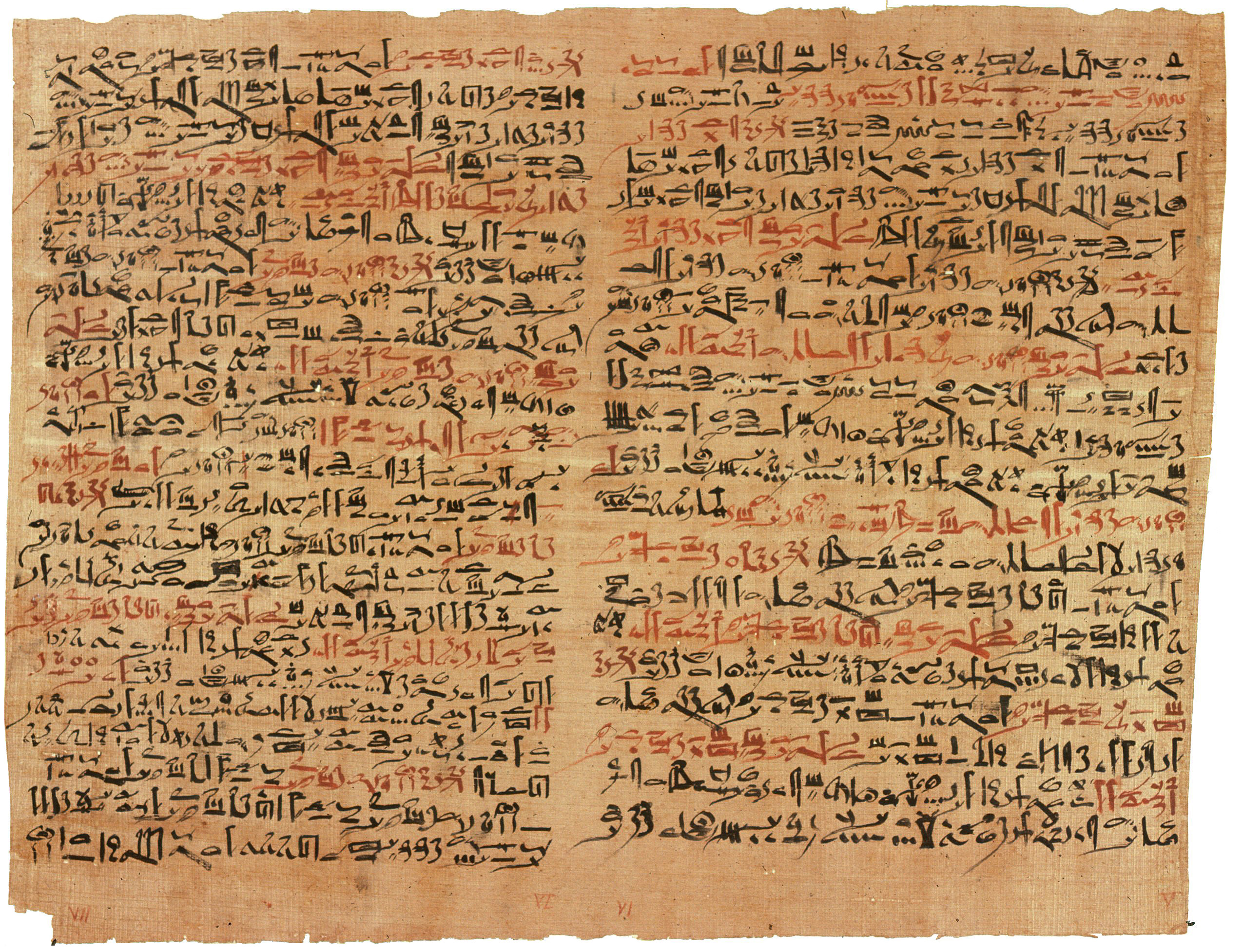
O Papiro Edwin Smith descreve a anatomia e tratamentos médicos e está escrito em hierática

A literatura do Antigo Egito inclui textos de caráter religioso (como os hinos às divindades), mas igualmente obras de natureza mais secular, como textos sapienciais, contos e poesia amorosa. A literatura apareceu pela primeira vez em associação com a realeza em rótulos e etiquetas para os itens encontrados em tumbas reais. Foi principalmente uma ocupação dos escribas, que trabalhavam à instituição Per Ankh ou a Casa de Vida, para os escritórios, bibliotecas (chamadas Casas dos Livros), laboratórios e observatórios. Algumas das peças mais conhecidas da literatura, como os Textos das Pirâmides e dos Textos dos Sarcófagos, foram escritos em egípcio clássico, que continuou a ser a língua da escrita até 1 300 a.C. Durante este período, a tradição da escrita evoluiu às autobiografias em túmulos, como os de Harcufe e Uni.

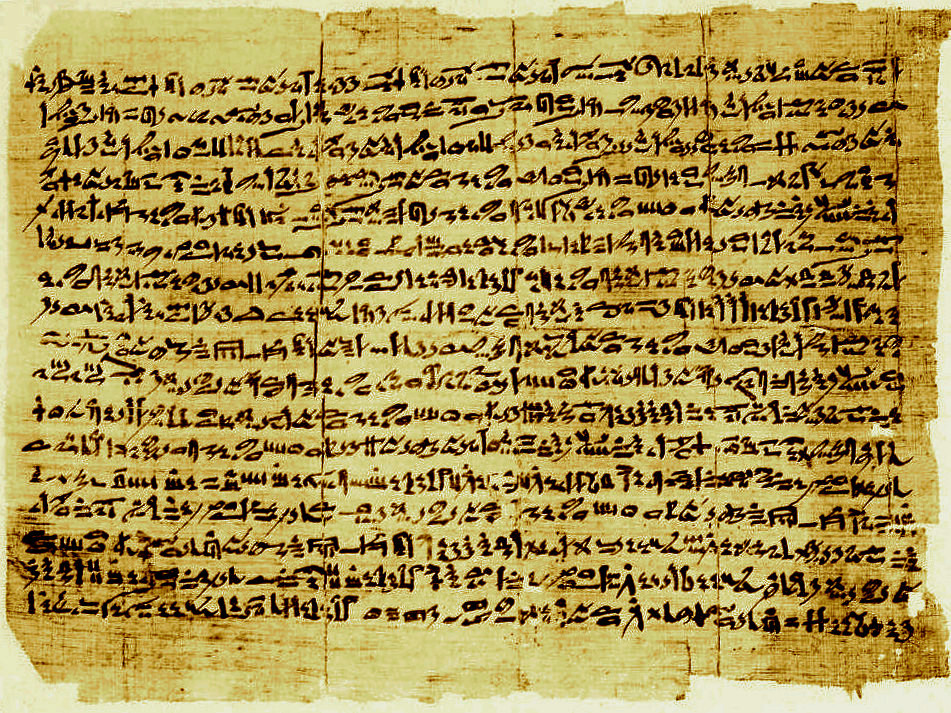
Papiro corações

O gênero conhecido como Sebayt (ensinamentos) foi desenvolvido para comunicar os ensinamentos e orientações dos nobres famosos. Deste gênero destaca-se o Ensinamento de Ptaotepe, que em trinta e seis máximas expõe as reflexões do seu autor (um vizir) sobre as relações humanas. O Papiro Ipuur, um poema de lamentações descrevendo catástrofes naturais e agitação social, é um papiro contraditório, pois até o presente não se chegou a um consenso quanto a seu período, podendo ser um poema descritivo do Primeiro ou do Segundo Período Intermédio. As Aventuras de Sinué, texto egípcio escrito durante o Império Médio, é um clássico da literatura, contando as peripécias de um nobre que estava a serviço em uma expedição que estava em terras estrangeiras. Com a morte de Amenemés I, é enviada uma mensagem aos seus filhos que estavam em terras estrangeiras pedindo para que regressem. Sinuhe acaba ouvindo uma intervenção de um desses príncipes que em sua dedução era uma conspiração contra o herdeiro. Temendo pela sua vida, opta pela fuga. O Papiro Westcar também escrito nesse período, é um conjunto de histórias contadas a Quéops por seus filhos, relatando as maravilhas realizadas pelos sacerdotes. A obra Instruções de Amenemés descreve a conspiração que levaram a morte de Amenemés, e ordena a seu filho não confiar em ninguém. O poema forma uma espécie de apologia dos atos do reinado do velho rei. Termina com uma exortação a Senusret para subir ao trono e governar sabiamente no lugar de seu pai. Outras histórias famosas são o Conto do Náufrago (história de um comandante que foi o único sobrevivente de uma tempestade que naufragou o seu barco e o levou até a ilha de Ka, onde se depara com o seu único habitante, um deus serpente), o Conto do Camponês Eloquente (história de Khuenanupu, um homem que foi injustiçado durante sua viagem ao Vale do Nilo para trocar seus produtos, o Conto do Príncipe Predestinado (história de um príncipe amaldiçoado), o Conto de Dois Irmãos (história de vinganças causada pela mulher de um dos irmãos) e a Sátira dos Ofícios (sátira realizada por escribas para mostrar os incômodos das outras profissões que não fossem o ofício de escriba).
O egípcio tardio foi falado no Império Novo e ocorre em documentos administrativos do período raméssida, poesias de amor e contos, bem como em textos demóticos e coptas. No final do Império Novo, a língua vernácula foi mais frequentemente empregada para escrever peças populares como a História de Unamón e a Instrução de Ani. O primeiro conta a história de um nobre que é roubado quando se dirigia ao Líbano para comprar madeira de cedro e as suas peripécias para voltar ao Egito. Durante este período, papiros como o Papiro Cester Beatty I, Papiro Harris 500 e um fragmento do Papiro de Turim mostram um tipo de poesia amorosa, com temas de paixão e erotismo. A partir de cerca de 700 a.C., histórias narrativas e instruções, como a popular Instruções de Onchsheshonqy, bem como documentos pessoais e empresariais foram escritos em demótico. A ação de muitas histórias escritas em demótico durante o período greco-romano decorria em épocas históricas anteriores, de quando o Egito era uma nação independente governada por grandes faraós como Ramessés II.

## Religião

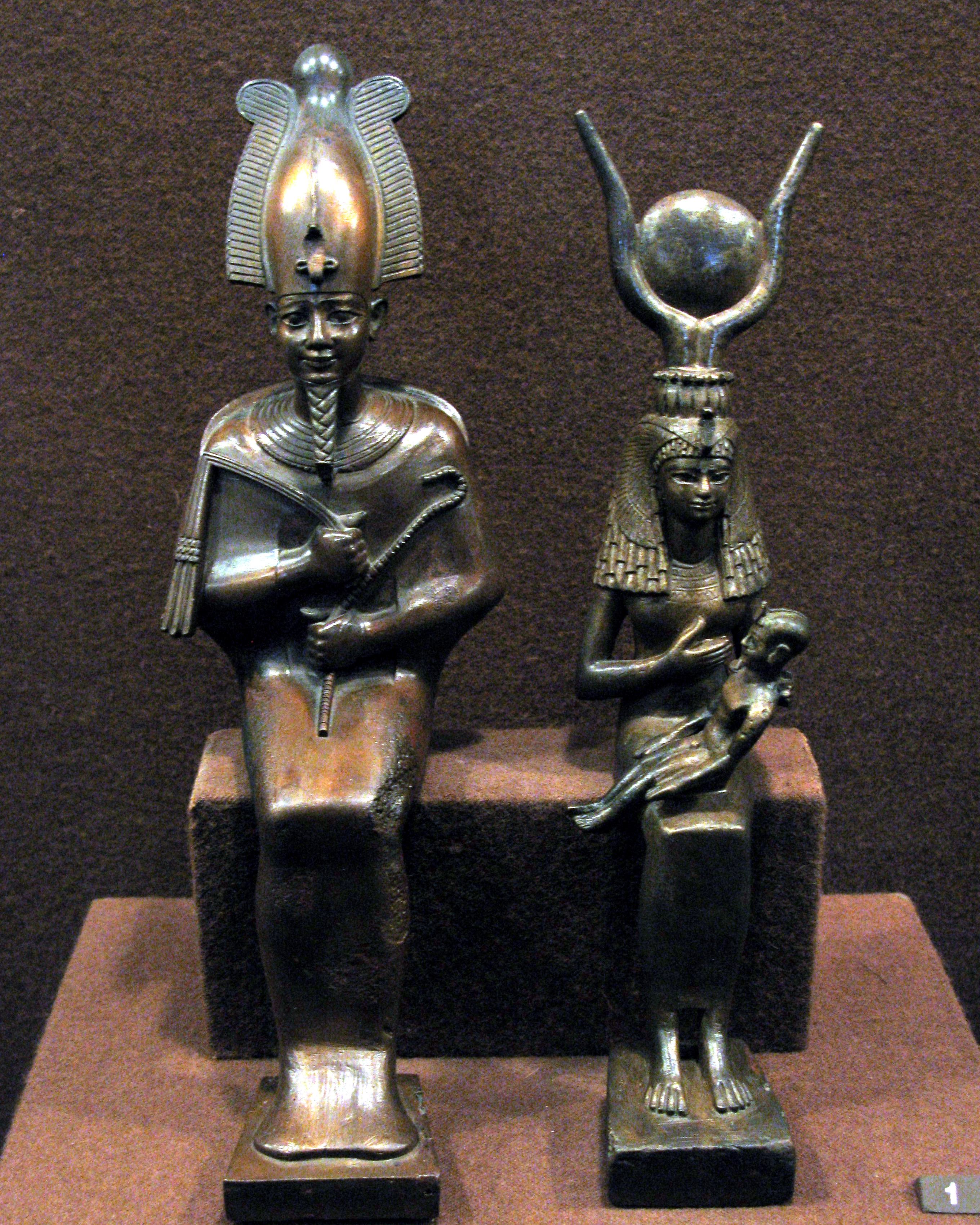
Tríade de Abidos (Osíris, Hórus e Ísis)

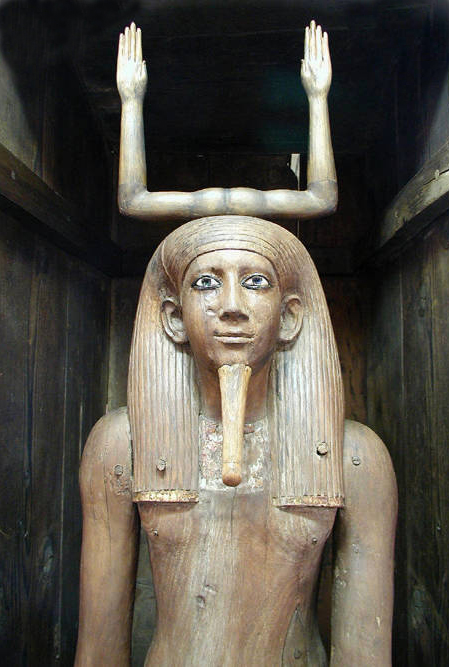
Estátua Cá

O Antigo Egito fundamentou-se por sua plena relação com o divino e na vida após a morte de tal modo que o reinado faraônico foi baseado no direito divino dos reis; considerava-se o faraó filho do deus Rá (depois conhecido como Amom-Rá ao ser fundido com Amom). A religião teve influência tanto em âmbito ideológico (a história foi explicada em viés divinos) como em carácter prático (a sociedade assim como a economia moldaram-se por influência de tal instituição); durante a história a economia local esteve intimamente relacionada com os templos. Na religiosidade, o culto às divindades sobressaía as crenças gerais, o que faz da religião mais ortoprática do que ortodoxa.
Os egípcios antigos eram politeístas e seus deuses representavam diversos elementos naturais que eram vinculados com elementos cotidianos. Cada cidade possuía seu deus padroeiro assim como um específico animal sagrado que a ele era consagrado; caso uma cidade se tornasse capital do reino (p. ex. Tebas) o deus local, da mesma forma que o animal a ele dedicado, eram elevados ao âmbito nacional e, consequentemente, começavam a ser cultuados por todo o império (p. ex. Amom). Os deuses egípcios tinham características antropomórficas, zoomórficas ou mistas; conquanto, embora idealizassem seus deuses com certas características animais, pode-se considerar que postulavam que tal deus possuísse as habilidades daquele animal e não necessariamente sua forma.
Os deuses, muitas vezes evocados para ajuda e/ou proteção, também eram provedores de grandes males, de modo que tinham que ser aplacados com oferendas e orações. Assim como a sociedade, o mundo divino egípcio era fortemente hierarquizado; continuamente, por meio de mitos diversos, os deuses do panteão eram promovidos ou rebaixados neste hierarquia. Tal fato ocorreu, pois os sacerdotes não se esforçavam para organizar os diversos mitos, por vezes conflitantes, em um sistema coerente, já que consideravam estas diversas concepções divinas, múltiplas facetas da realidade. Os deuses eram ordenados e hierarquizados em grupos de três (tríades), oito (Enéades) e nove (Ogdóades); destes pode-se citar a Enéade de Heliópolis, a Ogdóade de Hermópolis e as Tríades de Mênfis, Tebas e Elefantina.
Os deuses, a mando dos faraós, eram adorados nos templos e os cultos eram administrados por sacerdotes que diariamente lavavam, perfumavam, maquilavam e alimentavam a estátua do deus que permanecia trancada em um nau no centro do templo. Os templos não eram locais para adoração pública, e somente em dias comemorativos ou em festas selecionava-se um santuário para onde se transportava a estátua para que houvesse adoração pública; as procissões que transportavam as estátuas, que eram assistidas pela população, contavam com a participação de músicos e cantores. Cidadãos comuns podiam ter estátuas cultuais privadas, assim como amuletos de proteção. Após o Império Novo o papel do faraó como intermediário espiritual foi ofuscado devido ao desenvolvimento de um sistema de oráculos para comunicar as vontades divinas diretamente a população.
Os egípcios durante sua história desenvolveram um pleno conceito de vida após a morte. Inicialmente acessível apenas para os faraós, a partir do Primeiro Período Intermédio alargou-se para toda a população, o que provocou um considerável aumento do uso de práticas como a mumificação. Segundo a visão egípcia os seres humanos eram compostos por cinco partes: corpo, sombra (šwt), alma (bá), força vital (cá) e nome. O coração, ao invés do cérebro, era considerado a sede de todos os pensamentos e emoções. Após a morte de um indivíduo seus aspectos espirituais são liberados e estes necessitam de restos físicos ou uma estátua para habitarem permanentemente. Todo defunto almejava voltar a seu cá e bá de modo a se tornar um anque (akh). Para isto acontecer era necessário que o defunto fosse julgado digno no Tribunal de Osíris, onde seu coração era pesado; caso considerado digno, este poderia continuar a existir na terra em forma espiritual; caso contrário seria devorado por um monstro que consistia na mistura de três animais, leão, crocodilo e hipopótamo.

### Práticas funerárias

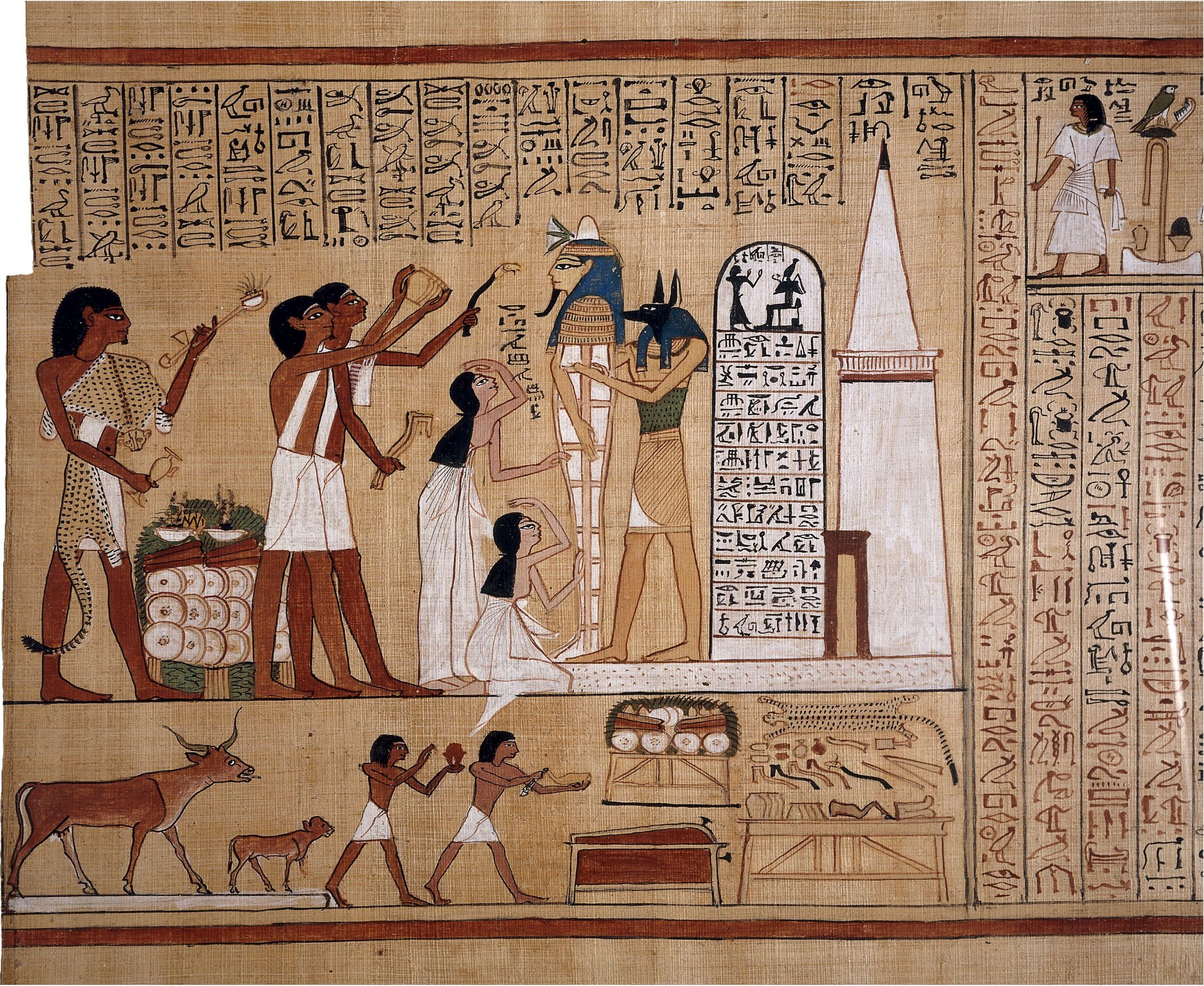
Cerimônia da Abertura da boca

Os antigos egípcios mantiveram um elaborado conjunto de costumes de sepultamentos que acreditavam serem necessários para garantir a imortalidade após a morte. Estes costumes envolviam preservar o corpo por mumificação, realizando cerimônias fúnebres, e enterrando, junto com o corpo, o espólio que seria utilizado pelo falecido quando ressuscitasse; antes do Império Antigo os corpos eram enterrados em covas no deserto e, naturalmente, eram preservados por dessecação. Após a V dinastia, a mumificação, privilégio exclusivo às classes abastadas do Egito, tornou-se acessível para toda a população, mesmo que de forma variada. Durante o Império Novo tornaram-se comuns os sarcófagos antropomórficos e, durante a XX dinastia a prática de decoração das tumbas foi alterada pela prática da decoração dos sarcófagos. Múmias da Época Baixa também foram colocadas em sarcófagos com cartonagem pintada. As práticas de preservação real diminuíram durante as eras ptolomaica e romana, quando passou a dar-se mais atenção à aparência exterior das múmias, que passaram a ser decoradas.

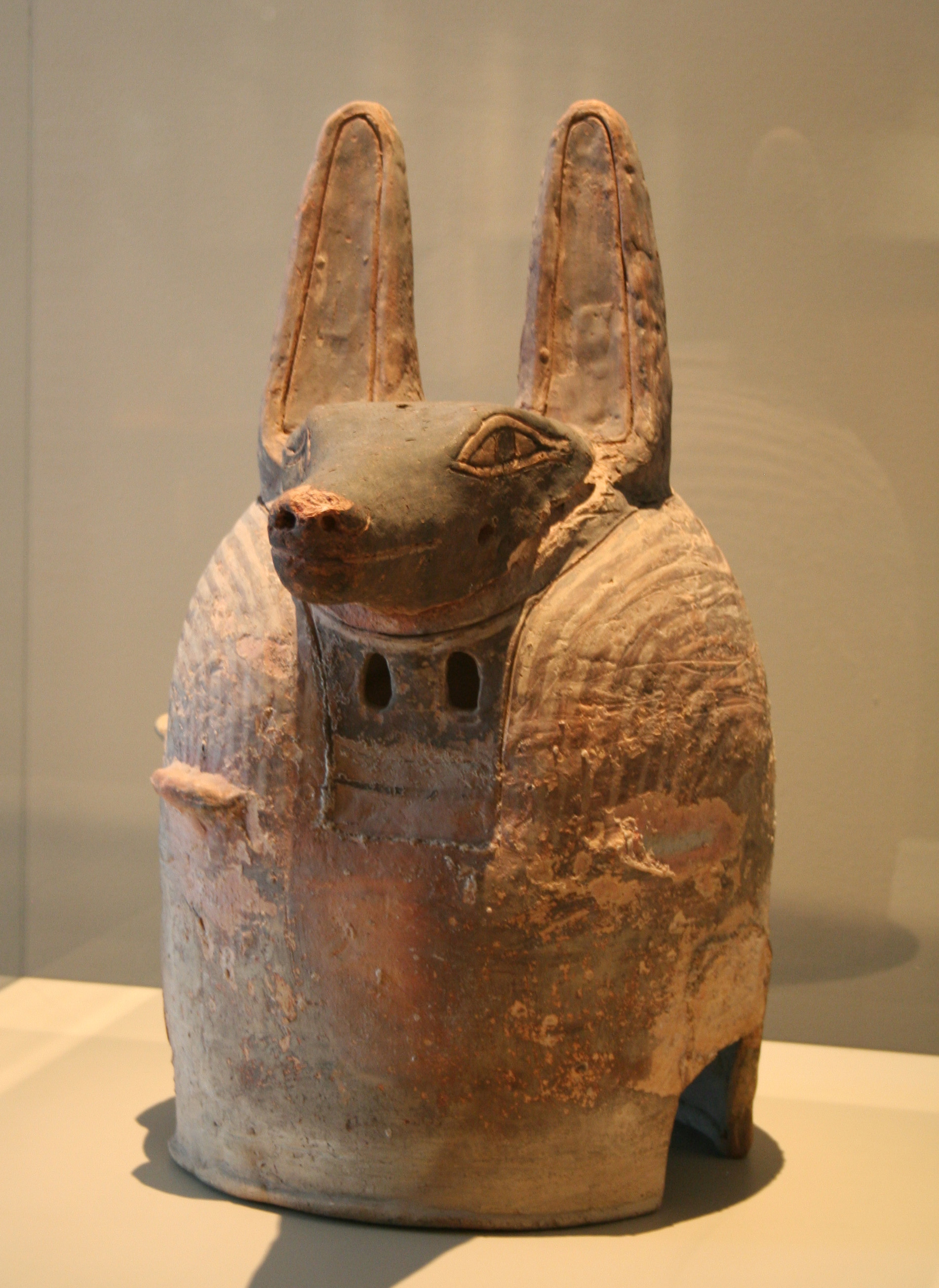
Máscara de Anúbis

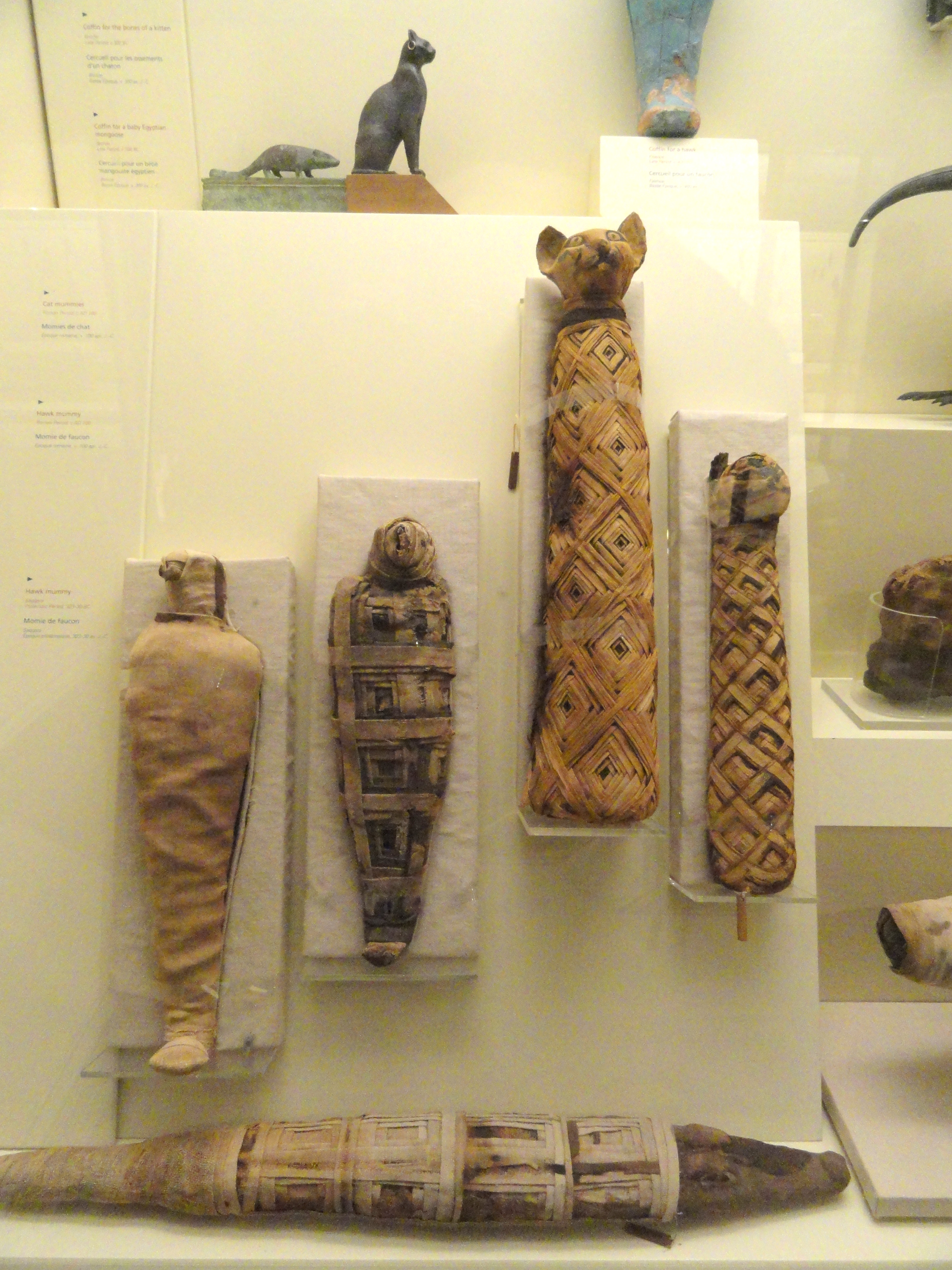
Múmias de animais

O sepultamento dos pobres era muito mais simples do que o da elite, pois não tinham condições financeiras. Os pobres recebiam uma injeção de essências e vinhos corrosivos pelo ânus para dissolver os órgãos internos. Após alguns dias, com os órgãos dissolvidos, o corpo era enfaixado com peles de animais para ser enterrado no deserto onde se conservaria por dissecação. Os ricos, por outro lado, possuíam um processo diferente, a chamada mumificação artificial. Inicialmente o cérebro era removido com uma pinça metálica pelo nariz. Os outros órgãos (prática iniciada após a IV dinastia), com exceção do coração, eram retirados, mumificados e depositados em vasos canópicos. O interior do corpo era lavado com vinho e substâncias aromáticas e depois preenchido com mirra e canela; posteriormente era embebido em natrão (mistura de sais) por 70 dias. Por fim era lavado para receber resinas e perfumes e ser enfaixado com tiras de linho embebidas em goma; entre as tiras havia amuletos de proteção. O corpo recebia uma máscara fúnebre e era depositado em sarcófagos líticos ou madeira.
O cortejo fúnebre se iniciava após a colocação do corpo dentro de seu sarcófago. Este era transportado por um carro de bois enquanto familiares, amigos, sacerdotes e carpideiras contratadas o acompanhavam. Ao chegarem no seu destino se procedia a uma série de rituais dos quais o mais importante era o da Abertura da boca. Neste ritual, a múmia era retirada do sarcófago para ser segurada por um sacerdote com uma máscara de Anúbis. Então, o filho do morto ou outro herdeiro se vestia com roupa de leopardo e, simbolicamente, com uma machadinha, fazia um corte que abria a boca do defunto para este recuperar o fôlego da vida. Só então o corpo era depositado novamente no sarcófago para ser enterrado.
O ricos eram enterrados com maiores quantidades de itens de luxo, mas todos os enterros, independentemente do estatuto social, incluíam bens para o defunto. A partir do Império Novo, os "livros dos mortos" foram incluídos nos túmulos, juntamente com estátuas chauabtis que, segundo as crenças, realizavam trabalhos manuais por eles na vida após a morte. Enquanto a classe pobre era enterrada em covas rasas no deserto, a elite construía para si túmulos que podiam ser pirâmides, hipogeus (túmulos subterrâneos cavados nos barrancos dos rio ou em encostas de montanhas) e mastabas (tumbas de base retangular com salas para oferendas). Como forma de proporcionar serenidade ao morto, os túmulos foram pintados com cenas da vida do morto. Após o enterro, se esperava que os parentes visitassem ocasionalmente o túmulo para levar comida e recitar orações em nome do falecido.

### Mumificação animal
Outra prática muito comum foi a mumificação animal. Os animais mumificados podiam ser bichos de estimação, pedaços de carne às múmias ou então animais sagrados, divinizados por sua relação com os deuses. Eram, no geral, objetos votivos destinados aos templos de culto a animais. A partir da XXVI dinastia, as múmias votivas tornaram-se populares, o que gerou um intenso comércio que empregou legiões de trabalhadores especializados.
Entre os animais embalsamados podem se citar gatos, cães, vacas, touros, burros, cavalos, carneiros, peixes, crocodilos, elefantes, gazelas, íbis, leões, lagartos, macacos, aves, escaravelhos, musaranhos e serpentes. Os animais eram preparados como as múmias humanas: seus órgãos poderiam ser retirados ou então dissolvidos, depois eram lavados interiormente com vinho e depois banhados em natrão para ressecamento e posteriormente eram envoltos com resinas para fixação das bandagens de linho.

## Arte

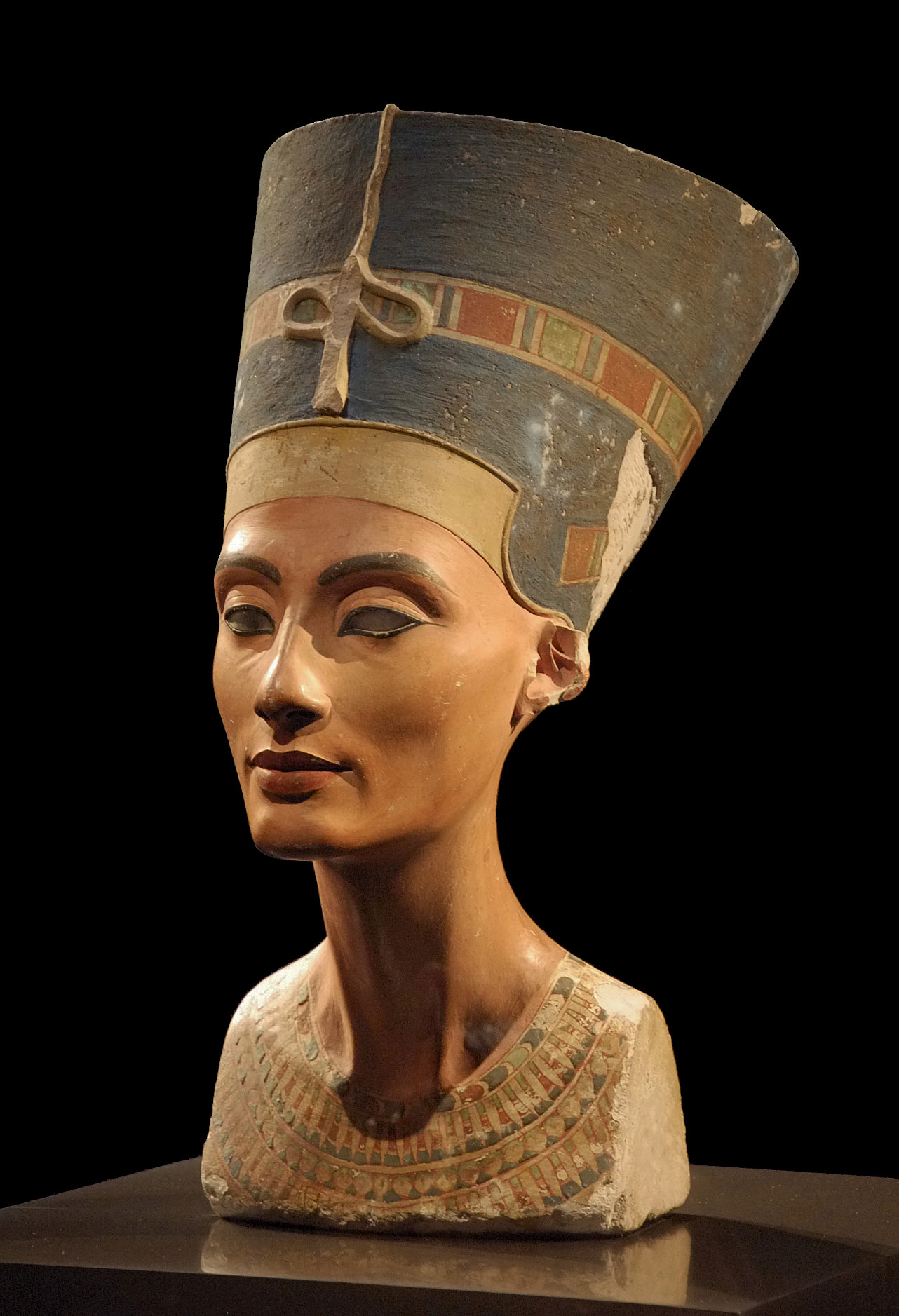
Busto de Nefertiti, pelo escultor Tutemés, é uma das mais famosas obras-primas desta arte

Os antigos egípcios produziram arte para servir propósitos funcionais. Por mais de 3 500 anos, os artistas aderiram a formas artísticas e a iconografias que foram desenvolvidas durante o Império Antigo, na sequência de um rigoroso conjunto de princípios que resistiu à influência estrangeira e à mudança interna. Estes padrões artísticos – linhas simples, formas e áreas planas de cores combinadas com características projeções planas das figuras sem indicação de profundidade espacial - criou um senso de ordem e equilíbrio dentro de uma composição. Imagens e textos foram intimamente entrelaçados nas tumbas e paredes dos templos, caixões, estelas e até estátuas. A Paleta de Narmer, por exemplo, exibe figuras que também podem ser lidos como hieróglifos. Por causa das regras rígidas que presidiram à sua aparência altamente estilizada e simbólica, a arte serviu a seus propósitos políticos e religiosos com precisão e clareza. A hierarquia social e religiosa influenciava no tamanho dos personagens.
As figuras nas pinturas e baixo-relevos são descritas respeitando-se a lei da frontalidade: cabeça, pernas, peito, ventre e braços de perfil; olhos, ombros, umbigo e baixo-ventre de frente. O personagem principal de uma pintura devia aparecer sempre maior do que os personagens secundários. Faraós mandaram gravar em relevos vitórias de batalhas, decretos reais e cenas religiosas. Eram dispostos em faixas horizontais acompanhados por hieróglifos e apresentavam até "balões" indicando falas.

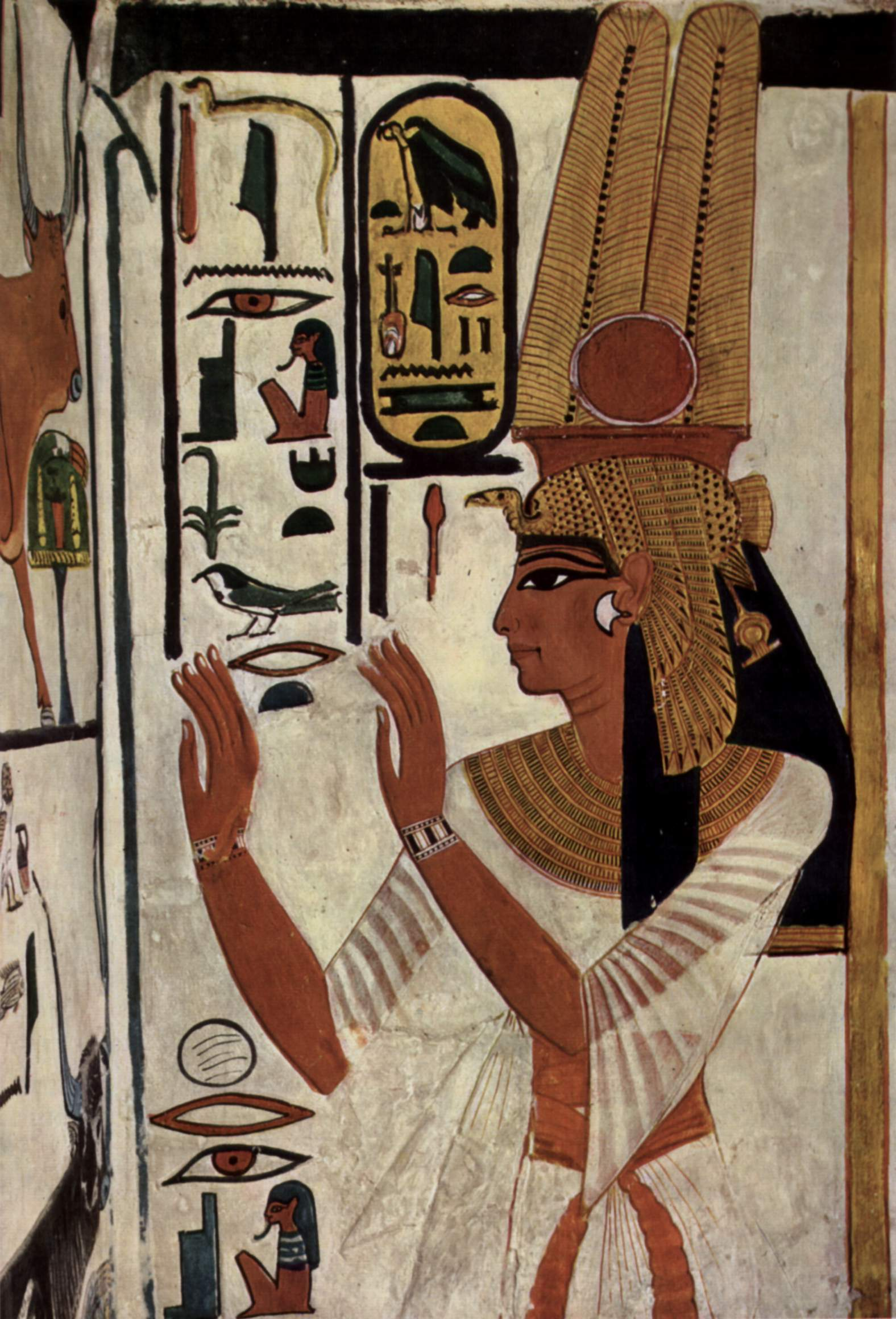
Pintura de Nefertari no seu túmulo

As cores possuíam uma função simbólica nas pinturas: o preto (sobrancelhas, perucas, olhos e bocas) simbolizava a noite, a morte, a fertilidade, a regeneração e as inundações do Nilo; o branco (vestes dos sacerdotes, objetos rituais, casas, flores e templos) a pureza, verdade, alegria e triunfo; o azul, o Nilo e o céu; o verde, a regeneração e a vida; o amarelo, a eternidade; e o vermelho, a energia, o poder, a sexualidade e Seti. A pele dos homens era pintada de vermelho-ocre e a das mulheres de amarelo-ocre. As tintas eram obtidas a partir de minerais, como minérios de ferro (ocre vermelho e amarelo), minérios de cobre (azul e verde), fuligem ou carvão (preto), e calcário (branco). As tintas podem ser misturadas com goma-arábica como aglutinante e prensadas em bolos, que podiam ser umedecidos com água quando necessário. No entanto, análises de múmias de cerca de 3 200 a.C. mostram sinais de anemia hemolítica e outros distúrbios, causados por intoxicação com metais pesados (chumbo, mercúrio, arsênio, cobre) que eram usados como pigmentos, corantes e maquiagem, especialmente pelas classes dominantes.
Os artesãos do Antigo Egito usavam pedra (basalto, pórfiro, xisto, diorito e o granito) para esculpir estátuas e finos relevos, mas usavam madeira como um substituto barato e fácil de esculpir. Algumas estátuas serviam objetivos políticos, sendo colocadas diante dos templos para que o povo as visse, mas tinham sobretudo um objetivo religioso.[carece de fontes?] No geral as estátuas têm figura que olha à frente, numa linha perpendicular ao plano dos ombros, com os braços colados ao corpo. As estátuas que se encontravam nos túmulos eram consideradas como uma espécie de corpo de substituição; o cá e o bá deveriam reconhecer o rosto onde habitavam, não sendo por isso relevante mostrar os defeitos do corpo. Algumas estátuas atingiam proporções grandiosas, como a Esfinge de Giza e os Colossos de Memnon.
Os cidadãos comuns tiveram acesso a obras de arte funerária, tais como estátuas chauabtis e o livro dos mortos, que acreditavam que iria protegê-los na vida após a morte. Durante o Império Médio, modelos de madeira ou de barro com cenas da vida diária tornaram-se populares aditamentos aos túmulos. Em uma tentativa de duplicar as atividades da vida após a morte, estes modelos mostram operários, casas, barcos e até mesmo formações militares que são representações à escala do ideal de vida após a morte dos antigos egípcios.
Apesar da homogeneidade da arte, os estilos de determinadas épocas e lugares, por vezes reflete a mudança de atitudes culturais ou políticas. Após a invasão dos hicsos no Segundo Período Intermédio, afrescos de estilo minoico foram encontrados em Ávaris. O exemplo mais marcante de uma mudança de motivação política na forma artística encontra-se no Período de Amarna, quando as figuras foram radicalmente alteradas em conformidade com as ideias religiosas revolucionárias de Aquenáton. Este estilo, conhecido como a [arte de Amarna, foi rapidamente e completamente apagado depois da morte de Aquenáton e substituído por formas tradicionais. Durante a época romana os retratos de Faium dominaram a composição mortuária. As máscaras mortuárias foram substituídas por retratos realistas dos defuntos.

### Arquitetura

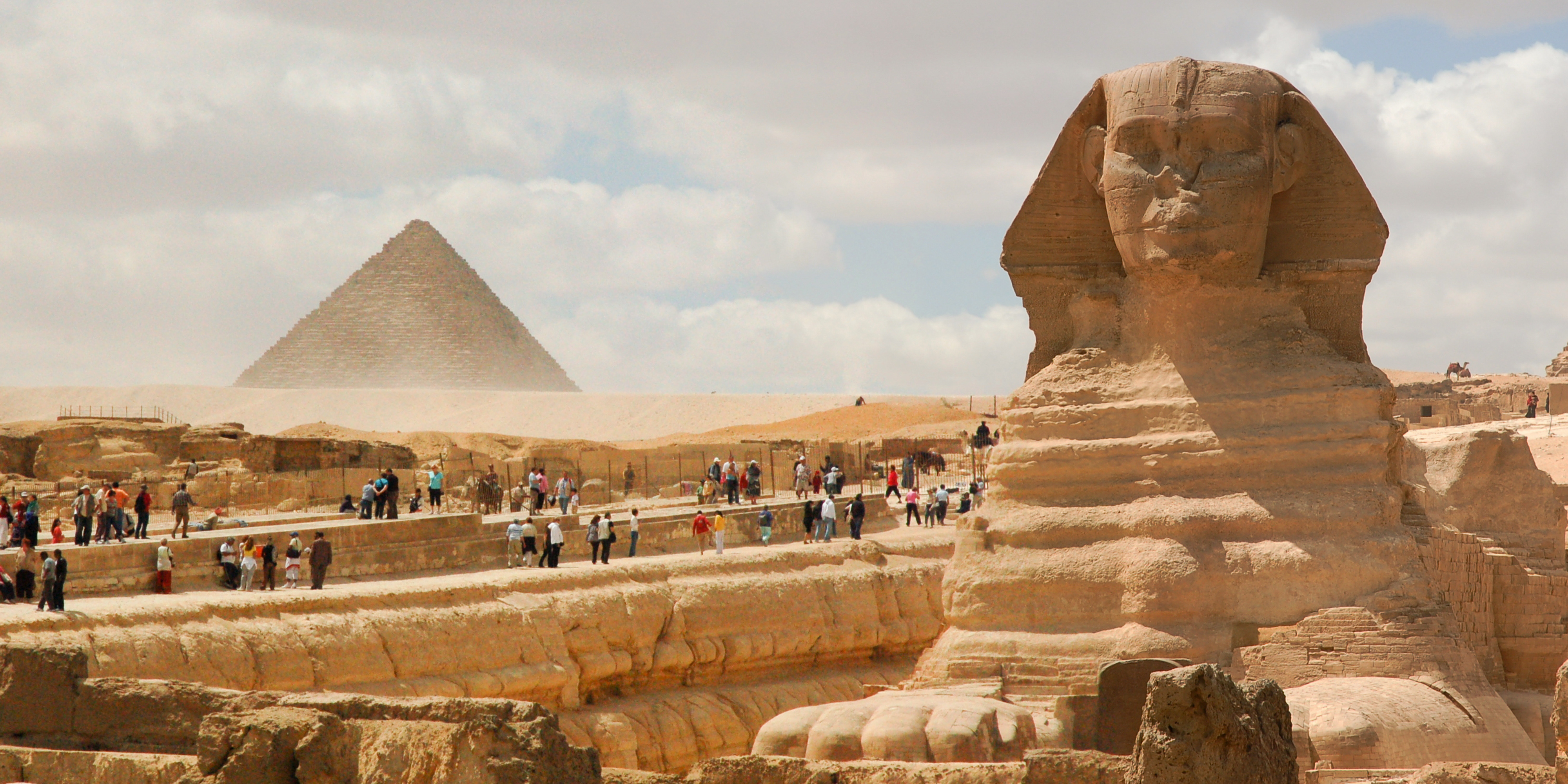
A Grande Esfinge e as pirâmides de Gizé, erguidas durante o Império Antigo

A arquitetura do Antigo Egito inclui algumas das estruturas mais famosas do mundo: as Grandes Pirâmides de Gizé e os templos em Tebas. Vários projetos foram organizados, construídos e financiados pelo Estado para fins religiosos e comemorativos, mas também para reforçar o poder do faraó. Os antigos egípcios eram construtores qualificados, usando ferramentas simples mas eficazes e instrumentos de observação, podendo os arquitetos egípcios construir grandes estruturas líticas com exatidão e precisão.
As habitações da elite e dos egípcios comuns foram construídas de materiais perecíveis tais como lama, tijolos de adobe e madeira. Os camponeses viviam em casas simples, enquanto os palácios da elite foram estruturas mais elaboradas. As cidades possuíam bairros diferenciados e eram protegidas por muralhas. Uns poucos palácios sobreviventes do Império Novo, tais como os de Malcata e Amarna, mostram paredes ricamente decoradas e chão com cenas de pessoas, pássaros, piscinas de água, divindades e design geométrico.

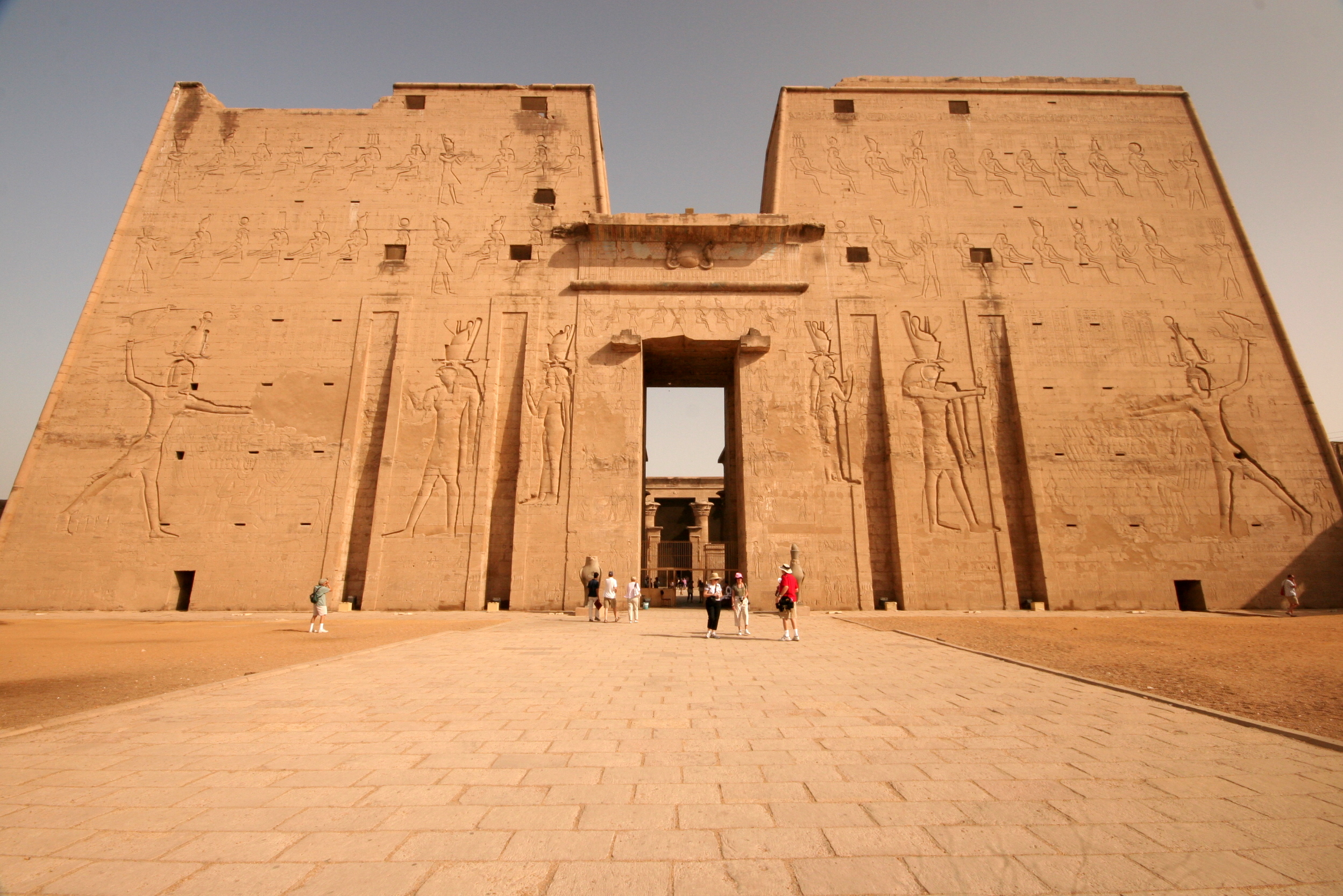
O Templo de Edfu é um dos exemplos da arquitetura

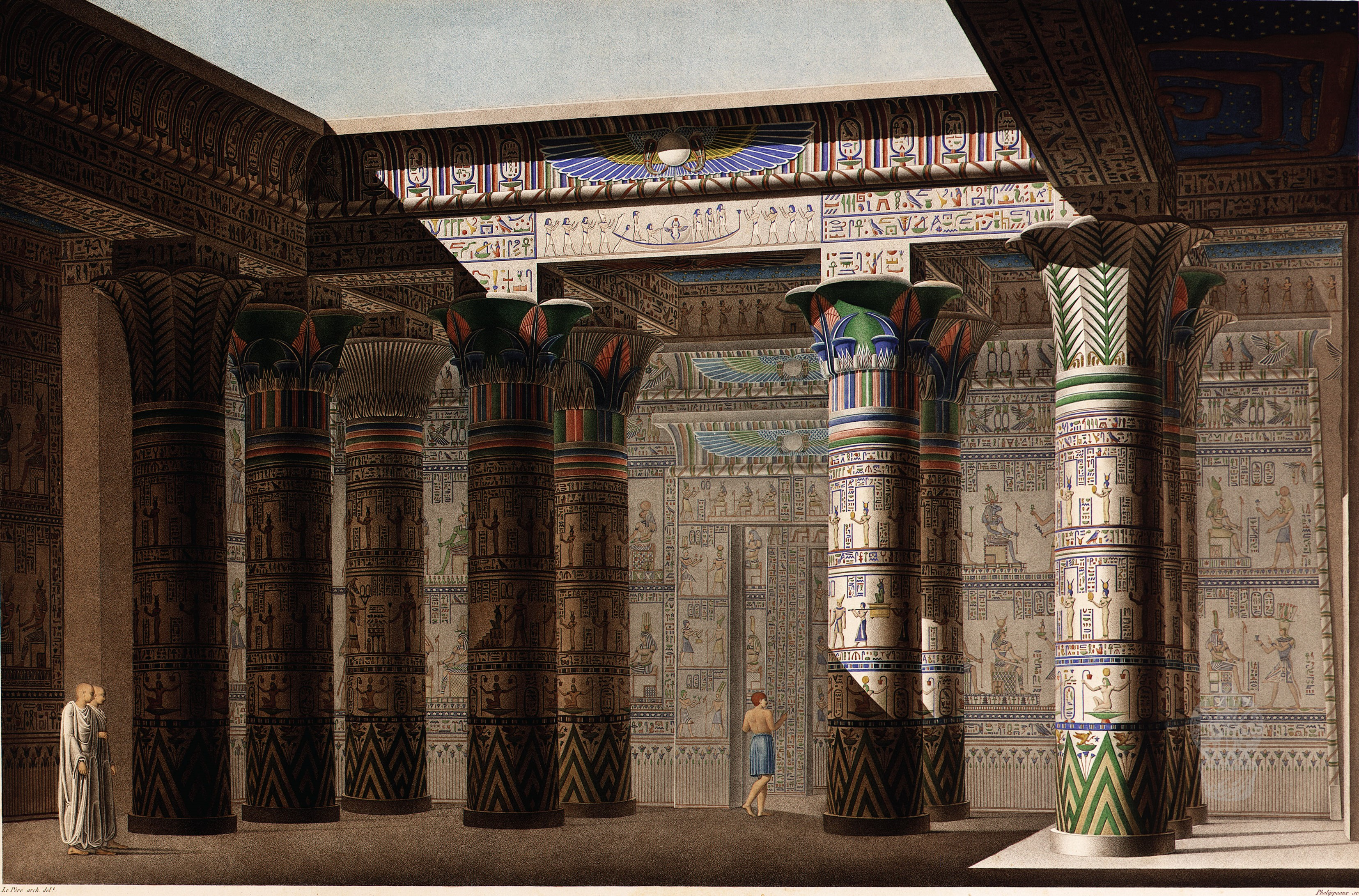
Templo egípcio na Description de l'Égypte

Estruturas importantes, como templos e túmulos, que se pretendia que durassem para sempre, foram construídos em pedra em vez de tijolos. Os mais antigos templos preservados do Antigo Egito, como os de Gizé, consistem de simples salões anexos com lajes suportadas por colunas. No Império Novo, os arquitetos adicionaram o pilone, o pátio aberto e anexos salões hipostilos de frente com os santuários dos templos, um estilo que foi padrão até ao período greco-romano.
Os templos de Carnaque e Luxor são dois dos maiores exemplos deste tipo de edificação. A mais antiga e mais popular tumba arquitetônica do Império Antigo foi a mastaba, uma estrutura retangular de teto achatado construída de tijolos de lodo ou pedra acima de uma câmara funerária subterrânea. A pirâmide de degraus de Djoser, a primeira pirâmide construída, é uma série de mastabas líticas empilhadas em cima uma das outras; estas possuem simples arquitraves apoiados em motivos de papiros e flores de lótus.
Foram construídas pirâmides durante o Império Antigo e Médio, mas os governantes tardios abandonaram-nas em favor de tumbas menos notáveis escavadas na pedra. No Império Antigo foram construídas dezenas de pirâmides, entre quais as Pirâmides de Gizé, que são uma das Sete maravilhas do mundo antigo. As pirâmides eram formadas por blocos líticos de três toneladas, as quais eram cortadas com cunhas de madeira e depois eram arrastadas para cima em rampas sobre trenós. Os interiores das pirâmides foram construídos dispondo-se um tipo de labirinto onde se era depositado o túmulo faraônico em uma câmara secreta para evitar saqueadores.

## Tecnologia e ciência
O Antigo Egito atingiu níveis de sofisticação e produtividade relativamente altos na tecnologia, medicina e matemática. As primeiras manifestações de empirismo tradicional ocorreram no Egito, como é evidenciado pelos papiros de Edwin Smith no Ebers (1 600 a.C.), e as raízes do método científico podem também encontrar-se entre os antigos egípcios.[carece de fontes?]

### Faiança e vidro

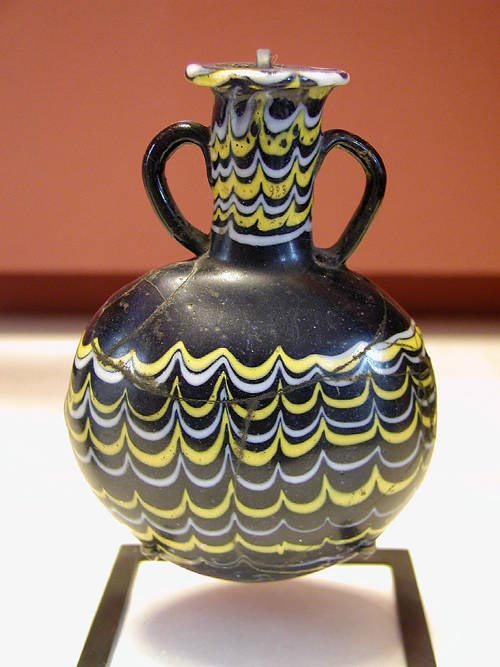
A produção vítrea foi uma indústria desenvolvida

Mesmo antes do Império Antigo, os egípcios antigos desenvolveram um material vítreo conhecido como faiança, que eles tratavam como um tipo de pedra artificial semipreciosa. A faiança é uma cerâmica feita de sílica, pequenas quantidades de cal e soda, e um colorante, tipicamente cobre. O material foi usado para fazer miçangas, telhas, figurinhas, e pequenas peças cerâmicas. Vários métodos podem ser usados para criar faiança, mas a produção tipicamente envolve aplicações de materiais pulverizados na forma de uma pasta mais um núcleo de argila, a que foi ateado fogo. Por uma técnica relacionada, os egípcios produziram um pigmento conhecido como azul egípcio, também chamado frita azul, que é produzido por fusão (ou sinterização) de sílica, cobre, cal, e um material alcalino como o natrão. O produto pode ser triturado e usado como um pigmento.
Os antigos egípcios sabiam fabricar objetos de vidro com grande habilidade, fato comprovado pela grande variedade de objetos cotidianos e de adorno encontrados em tumbas e pela recente descoberta de uma fábrica de vidro, no entanto não é claro se eles desenvolveram o processo independentemente. É também pouco claro se fizeram seu próprio vidro bruto ou meramente importaram lingotes pré-feitos, que derreteram e finalizaram. No entanto, tinham conhecimento técnico para fazer objetos, bem como para adicionar sais minerais para controlar a cor do vidro final. Eram produzidos em diversas cores, incluindo amarelo, vermelho, verde, azul, roxo, e branco, e o vidro podia ser transparente ou opaco.

### Medicina

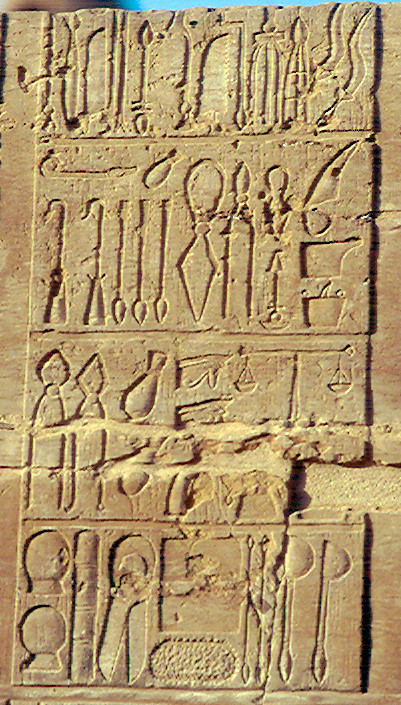
Instrumentos médicos numa gravura do Templo de Com Ombo do Reino Ptolomaico

Os problemas médicos dos antigos egípcios estavam diretamente relacionados com o meio ambiente. Viver e trabalhar perto do Nilo envolvia riscos de malária e de esquistossomose provocada por um parasita debilitante que causa danos ao fígado e intestino. Perigosos animais selvagens como crocodilos e hipopótamos também foram uma ameaça comum. O trabalho vitalício na agricultura e em construções provocava stress na coluna vertebral e articulações, e ferimentos traumáticos na construção e na guerra tiveram impacto significativo na saúde de muitos egípcios. Cascalho e areia usados para moer farinha desgastava os dentes, deixando-os suscetíveis a abscessos (embora cáries fossem raras). A dieta dos ricos foi rica em açúcar, o que provocou periodontite. Apesar da lisonjeira retratação do físico nas paredes dos túmulos, o excesso de peso de muitas múmias da classe alta mostra os efeitos de uma vida de excesso. A expectativa de vida dos adultos foi de 35 para os homens e 30 às mulheres, mas muitos jovens não chegavam a atingir a maioridade, pois aproximadamente um terço da população morria na infância.
Os médicos egípcios foram renomados no Oriente Próximo por suas habilidades curativas, e alguns, como Imhotep, mantiveram a sua fama muito para além da sua morte. Heródoto comentou que havia um alto teor de especialização entre os médicos egípcios, com alguns tratando só a cabeça ou o estômago, sendo outros oculistas e dentistas. Os lugares de formação dos médicos, chamados Per Ankh ou "Casas de Vida", eram áreas de templos que funcionavam como biblioteca e arquivo, onde também se ministravam conhecimentos e se copiavam textos. Conhece-se a existência de tais instituições em Bubástis no Império Novo e em Abidos e Saís na Época Baixa. Os papiros médicos egípcios evidenciam conhecimentos empíricos de anatomia, doenças, e tratamentos práticos.
Os egípcios foram os primeiros a afirmar que as doenças têm causas naturais, o que os motivou a produzir medicamentos para combatê-las. Os egípcios produziram a primeira farmacopeia conhecida. Entre os medicamentos podem-se citar ervas medicinais, sangue de lagartos, fezes animais, leite de mulher grávida e livro velho fervido. Feridas foram tratadas por bandagem com carne crua, linho branco, suturas, redes e cotonete encharcado com mel para evitar infecções, enquanto ópio foi usado para aliviar a dor. Alho e cebola foram usados regularmente para promover boa saúde e acreditava-se que aliviavam os sintomas de asma. Os cirurgiões egípcios antigos costuravam feridas, colocavam braços quebrados no lugar, e amputavam membros doentes, mas também reconheceram que alguns ferimentos eram tão graves que a única coisa a fazer era confortar o paciente até sua morte.
A previsão do futuro era praticada através da interpretação dos sonhos; há um papiro com uma relação de sonhos e interpretações.

### Construção naval

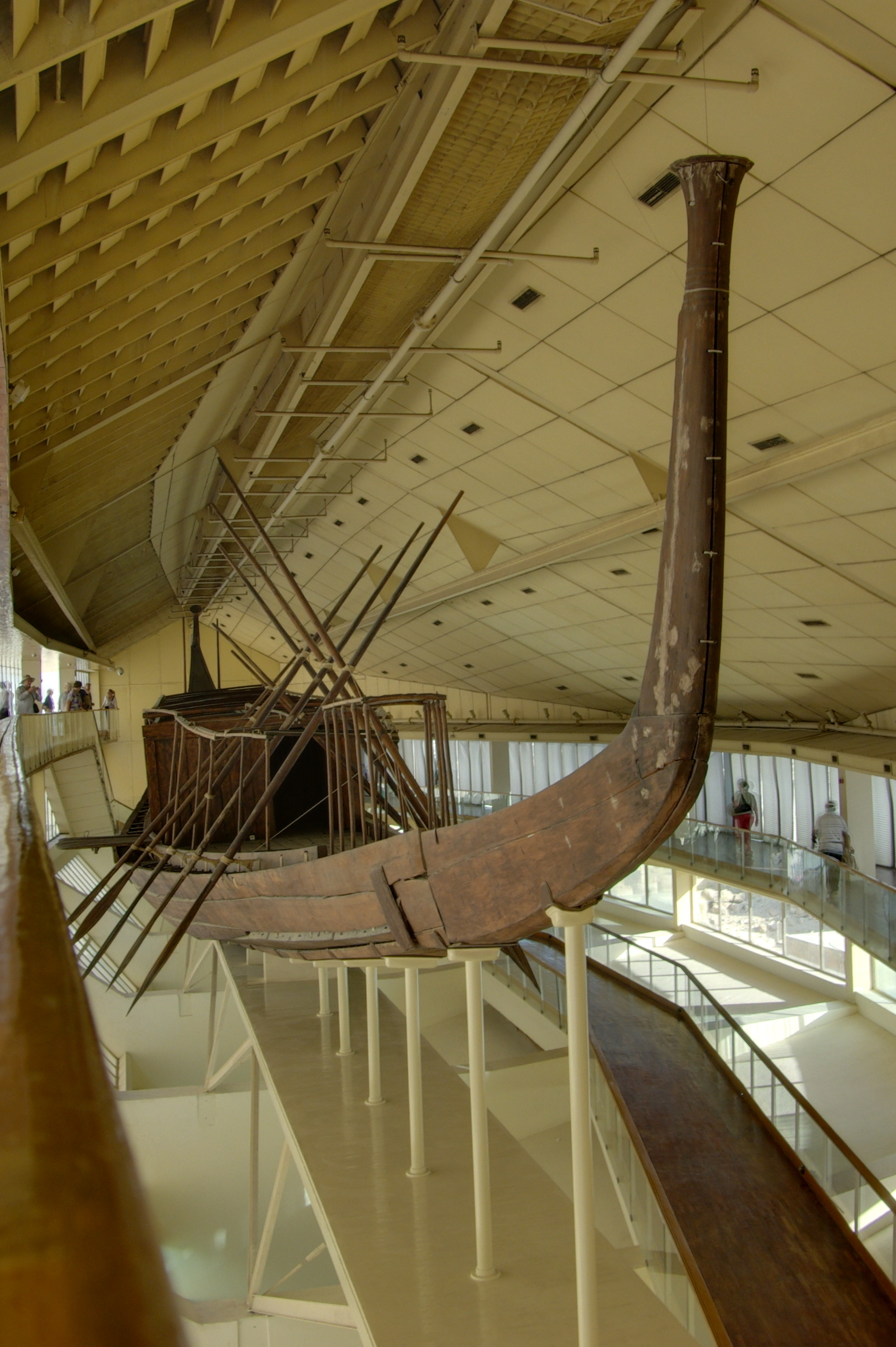
Barca funerária de Quéops

Os egípcios sabiam como juntar tábuas de madeira para construir cascos de navios pelo menos desde 3 000 a.C. O Instituto Arqueológico da América relatou que alguns dos mais antigos barcos alguma vez desenterrados são os chamados barcos de Abidos, um grupo de 14 navios descobertos em Abidos pelo egiptólogo David O'Connor da Universidade de Nova Iorque. Foram construídos com tábuas de madeira que foram "costuradas" juntas. Foram encontradas alças de tecido usadas para manter as tábuas juntas, e para selar as costuras entre as tábuas, aquelas eram cheias com papiro (junco) e grama. Devido ao fato de todos os navios estarem enterrados juntos perto da casa mortuária do faraó Quenerés (m. 2 686 a.C.), originalmente pensou-se que lhe teriam pertencido, mas uma das embarcações foi datada de 3 000 a.C. e jarros de cerâmica enterrados associados com os navios também sugerem datação mais antiga. O navio datado de 3 000 a.C. tem 23 metros de comprimento e atualmente acredita-se que possivelmente terá pertencido a outro faraó mais antigo. De acordo com O'Connor, pode ter pertencido ao faraó Atótis.
Os antigos egípcios também sabiam como juntar tábuas de madeira com cavilhas de madeira para firmá-las juntas, usando breu para calafetar as juntas. O "Navio de Quéops", uma embarcação de 43,6 metros selado em um poço na Complexo das Pirâmides de Gizé ao pé da Grande Pirâmide na IV dinastia em torno de 2 500 a.C., é um sobrevivente completo que pode ter cumprido a função simbólica de uma barca solar. Os antigos egípcios também sabiam como prender as tábuas do navio juntas com peças encaixáveis (caixa e espiga). Apesar da capacidade dos egípcios antigos para construir barcos muito grandes e para facilmente navegarem ao longo do Nilo, eles não foram conhecidos como bons marinheiros e não se envolveram em amplas expedições marítimas nos mares Mediterrâneo ou Vermelho.

### Matemática

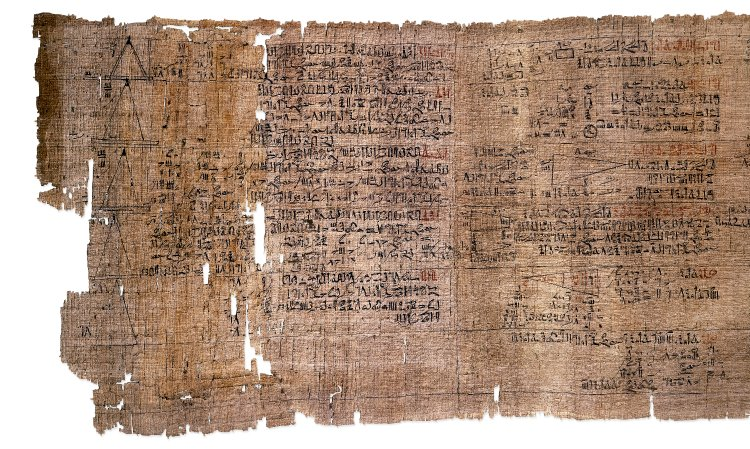
Porção do Papiro de Rhind

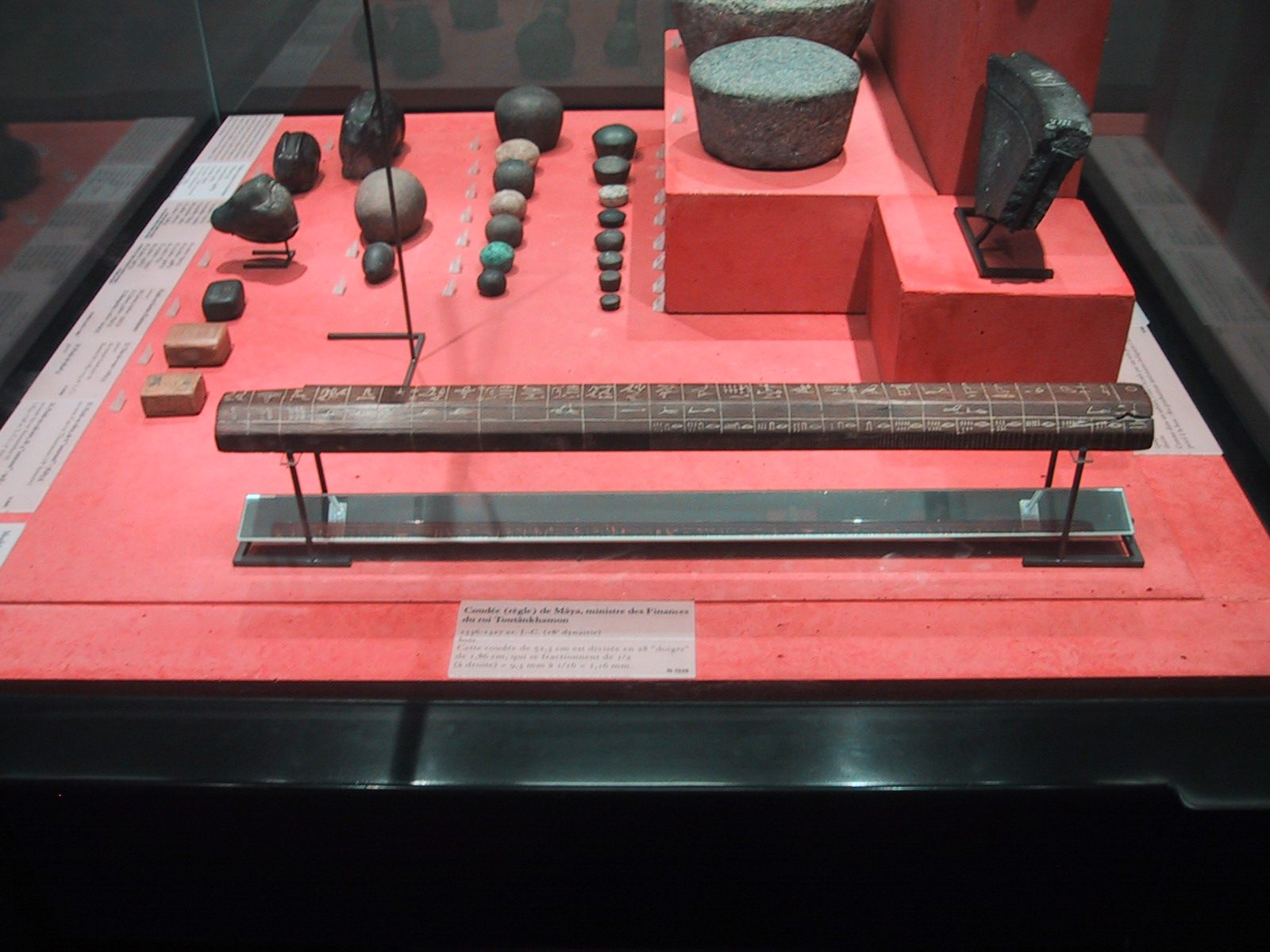
Côvado egípcio

Os antigos egípcios utilizavam seus conhecimentos para resolver problemas como controle das inundações, construção de sistemas hidráulicos, preparação da terra à semeadura, mumificação de cadáveres, etc. Os primeiros exemplos atestados de cálculos matemáticos são datados do período pré-dinástico Nacada, e mostram um sistema numeral totalmente desenvolvido. A importância da matemática para um egípcio educado é sugerido por uma carta ficcional do Império Novo em que o escritor propõe uma competição acadêmica entre ele e outro escriba nas tarefas diárias, tais como cálculo de contabilidade de trabalho, terra e grãos. Textos como os papiros de Rhind e o de Moscou mostram que os antigos egípcios podiam realizar as quatro operações matemáticas básicas – adição, subtração, multiplicação e divisão, – usavam frações, calculavam volumes de caixas e pirâmides, e calculavam áreas de retângulos, triângulos, círculos e até mesmo esferas. Eles entendiam os conceitos básicos de álgebra e geometria, e podiam resolver conjuntos simples de equações simultâneas.
A notação matemática era decimal, com base em sinais hieróglifos para cada potência de dez até um milhão. Cada um desses símbolos poderia ser escrito tantas vezes quanto necessário para somar o número desejado. Por exemplo, para escrever o número 880 o símbolos de dez e cem eram escritos oito vezes, respectivamente. Por seus métodos de cálculo não poderem lidar com frações com numerador maior que um, as frações dos antigos egípcios eram escritas como a soma de várias frações. Por exemplo, a fração 2⁄5 (dois quintos) era representada pela soma de 1⁄3 (um terço) com 1⁄15 (um quinze avos), o que era facilitado pela existência de tabelas. Algumas frações comuns, porém, eram escritas com um hieróglifo especial; existia, por exemplo um hieróglifo para representar 2⁄3 (dois terços).
A proporção áurea parece refletir-se em muitas construções, incluindo as pirâmides, mas seu uso pode ter sido uma consequência não intencional da prática de combinar o uso de cordas com nós com um senso intuitivo de proporção e harmonia. Os matemáticos egípcios antigos compreendiam os princípios subjacentes ao teorema de Pitágoras, sabendo, por exemplo, que um triângulo tinha um ângulo reto oposto à hipotenusa quando seus lados estavam em uma proporção 3-4-5. Eles eram capazes de estimar a área de um círculo, subtraindo um nono de seu diâmetro e elevando ao quadrado o resultado, o que é uma aproximação razoável da fórmula πr 2:

### Astronomia e química

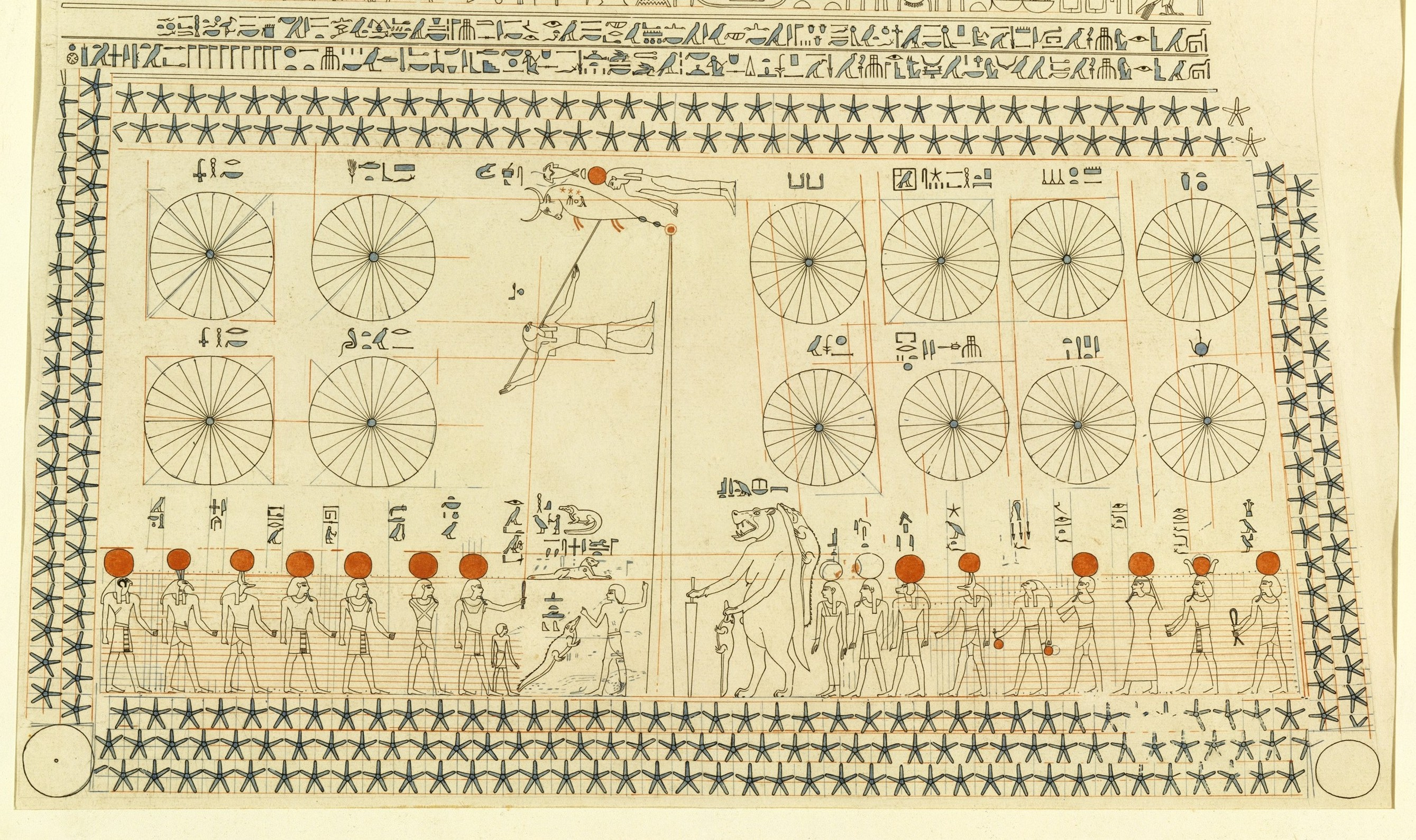
Diagrama celeste no teto da câmara funerária do túmulo de Senemute

A astronomia teve grande importância religiosa, pois era por meio dela que os egípcios determinaram datas de festas religiosas. Com a observação dos astros e enchentes, os egípcios desenvolveram um calendário, onde o primeiro dia do ano é o primeiro dia das cheias. O calendário egípcio possuía 365 dias divididos em 12 meses de 30 dias; os dias possuíam 24 horas, no entanto, uma hora variava de acordo com as estações agrícolas. O ano era dividido em três períodos de quatro meses: inundações (julho a outubro), plantio (novembro a fevereiro) e colheita (março a junho). Além disso, os egípcios tinham conhecimento de alguns planetas, e agrupavam as estrelas que conheciam em constelações, produzindo mapas astronômicos.
A palavra química vem do egípcio Kemi, que significa "terra negra". Para fins medicinais, composições simples, pintura e decoração pessoal os egípcios utilizaram de substâncias químicas como arsênio, cobre, petróleo, alabastro, calcário, carvão, hematita, óxido de ferro, azurita, malaquita, cobalto, sal, sílex moído, mercúrio, etc. Alguns dos papiros descobertos ao longo das escavações no Egito contêm diversas receitas químicas que incluem: testar a qualidade ou purificar metais, formar ligas, imitar metais preciosos ou pérolas, produzir pigmentos.

## Legado

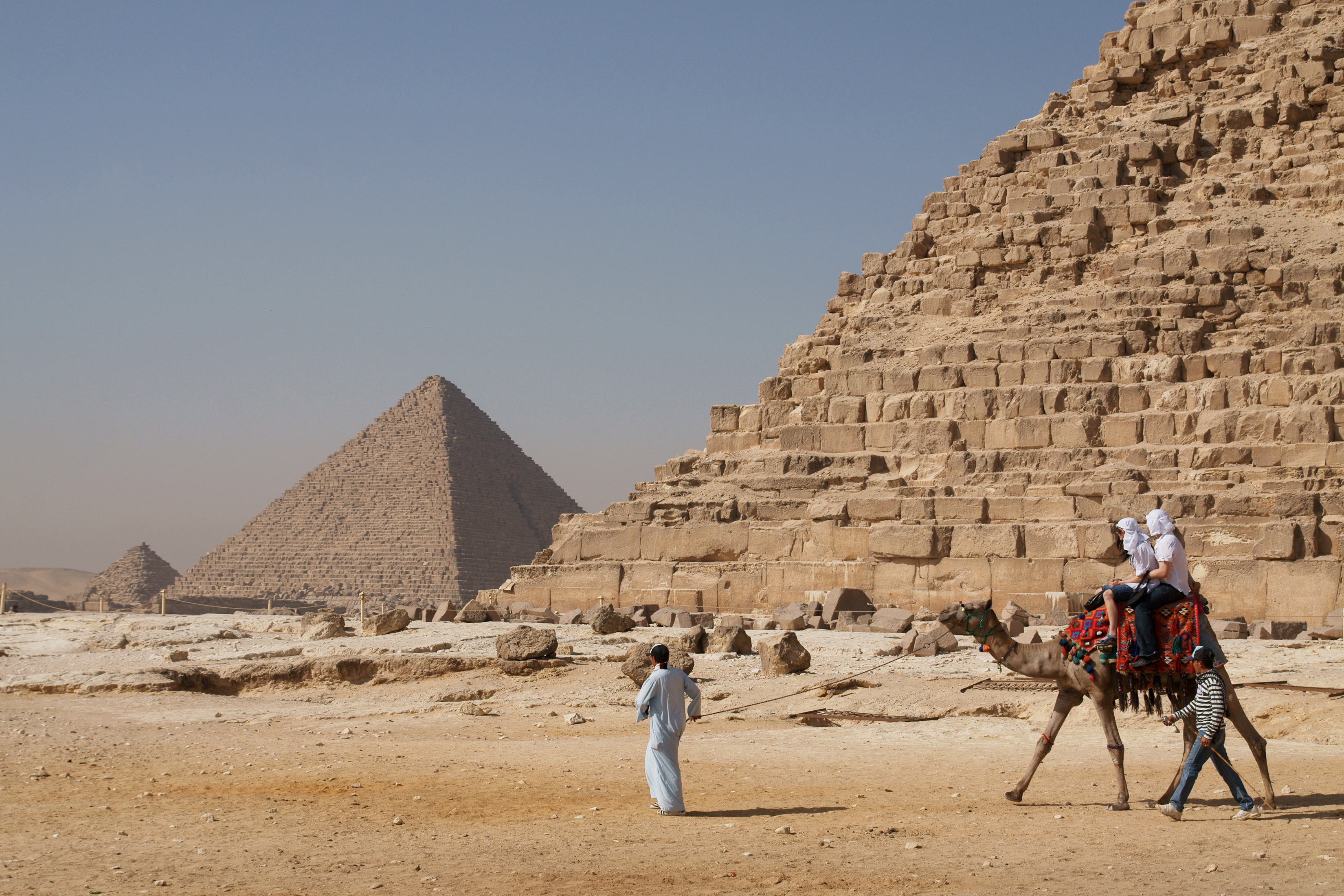
Turistas montados em um camelo na frente da Pirâmide de Quéfren. As Pirâmides de Gizé são um dos pontos turísticos mais populares do Egito

A cultura e monumentos do Antigo Egito, deixaram um legado duradouro para o mundo. Sua arte e arquitetura foram amplamente copiadas e suas antiguidades levadas a vários cantos do mundo. Suas ruínas monumentais inspiraram a imaginação dos viajantes e escritores ao longo de séculos. O fascínio por antiguidades e escavações no início do Idade Contemporânea esteve na origem da investigação científica desta civilização e levou à maior valorização do seu legado cultural.
Algumas práticas religiosas (circuncisão, práticas esotéricas e ocultistas e certas concepções do Além) são características visíveis em certas crenças atuais. Algumas palavras (como química) e expressões (como anos de vacas magras) são de origem egípcia, além de terem sido eles os inventores do ancestral do papel, o papiro. Também contribuíram com alguns símbolos da alquimia, como a serpente ouroboros e a fênix.
O culto da deusa Ísis, por exemplo, tornou-se popular no Império Romano, com obeliscos e outras relíquias sendo transportadas para Roma. Os romanos também utilizavam materiais de construção importados do Egito para erguer estruturas em estilo egípcio. Os primeiros historiadores como Heródoto, Estrabão, Diodoro Sículo estudaram e escreveram sobre a terra que passou a ser vista como um lugar de mistério.

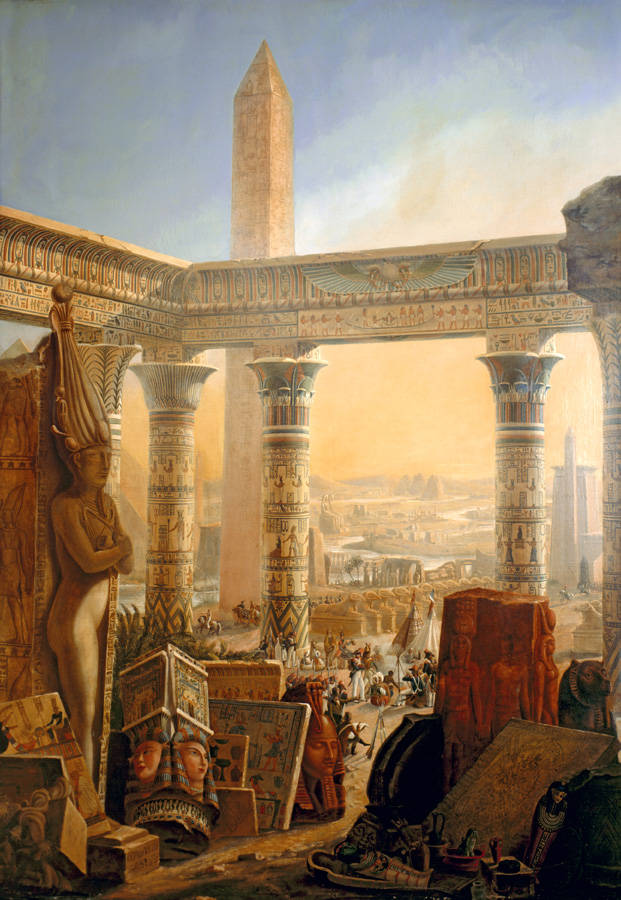
Frontispício da Description de l'Égypte

Durante a Idade Média e Renascimento, a cultura pagã egípcia entrou em declínio após a ascensão, primeiro do cristianismo e depois do islã, mas o interesse na antiguidade egípcia continuou nos escritos de estudiosos medievais muçulmanos como Dulnune e Almacrizi. Nos séculos XVII e XVIII, viajantes e turistas europeus trouxeram de volta as antiguidades e escreveram histórias de suas viagens, levando a uma onda de egiptomania em toda a Europa. Esse interesse renovado enviou coletores para o Egito, que levaram, compraram ou foram presenteados com muitas antiguidades importantes.
Embora a ocupação colonial europeia do Egito tenha destruído uma parte significativa do legado histórico do país, alguns estrangeiros tiveram atuações mais positivas. Napoleão, por exemplo, organizou os primeiros estudos em egiptologia quando levou cerca de 150 artistas e cientistas para estudar e documentar a história natural do Egito, que foi publicado na Description de l'Égypte.
No século XX, o governo egípcio e os arqueólogos reconheceram a importância do respeito cultural e integridade nas escavações. O Conselho Supremo de Antiguidades agora aprova e supervisiona todas as escavações, que visam encontrar informações ao invés de tesouros. O conselho também supervisiona os museus e programas de reconstrução de monumentos concebidos para preservar o legado histórico do Egito.